# Athéna
Pour les articles homonymes, voir Athena (homonymie).
Athéna (en attique Ἀθηνᾶ / Athēnâ), ou Athéné (en ionien Ἀθήνη / Athḗnē), est une déesse grecque antique et une des principales divinités des panthéons grecs. Ses pouvoirs, très étendus, concernent principalement la protection des cités et de la vie civique, la guerre, l'artisanat et les techniques. Elle est reconnue comme une déesse de la sagesse et de la raison, possédant la mètis, l'intelligence rusée. Fille de Zeus, née en sortant de son crâne, elle entretient avec lui un lien très proche, et le seconde souvent dans son rôle de dieu souverain.
Athéna est l'archétype de la divinité « poliade » : elle était considérée comme la protectrice de plusieurs cités de Grèce, en premier lieu Athènes, la cité qui lui a probablement donné son nom. Elle y dispose de son principal lieu de culte, situé sur l'Acropole de cette cité, et de ses principales fêtes, les Panathénées. Son culte ne se restreint pas à cette cité, puisqu'elle est vénérée dans tout le monde grec.
Dans l'art, elle est généralement représentée comme une déesse armée, portant un casque, tenant une lance, revêtue de l'égide surmontée d'un masque de Gorgone suscitant la terreur chez ses adversaires. Ses principaux symboles incluent la chouette et l'olivier, en particulier à Athènes qui les fait figurer sur ses monnaies.
Elle a beaucoup stimulé l'imagination des poètes antiques et joue un rôle majeur dans les récits de la mythologie grecque. C'est en premier lieu le cas de ceux relatant la guerre de Troie, car elle joue un rôle actif dans l'Iliade, où elle assiste les Achéens, et dans l'Odyssée, où elle est la conseillère divine d'Ulysse. Elle est plus généralement une protectrice des héros, qui apporte son soutien à Achille, Diomède, Persée, Héraclès, Bellérophon et Jason. Son rapport aux femmes est plus ambivalent : elle est souvent du côté des hommes et du patriarcat, mais elle a aussi pu être interprétée comme une figure de femme combattante forte.
Dans le monde romain, Athéna est assimilée à la déesse Minerve qui reprend la plupart de ses aspects, de ses mythes et de son iconographie, et c'est par ce biais qu'elle est principalement connue en Occident. Depuis l'époque moderne, elle est souvent utilisée comme une allégorie de la sagesse, de la science, de la raison voire de la liberté. Encore de nos jours, c'est une des figures les plus connues de la mythologie grecque antique, comme l'illustre le fait qu'elle sert souvent d'inspiration dans des œuvres de la culture populaire.

## Noms et épithètes

### Athéna
Le nom divin (théonyme) Athéna (Athéne dans le langage épique, Athana en dorien) est lié à celui de la ville d'Athènes, situation atypique parmi les principales divinités grecques. Il est généralement estimé que c'est le nom de la déesse qui dérive de celui de la cité, et non l'inverse,,,.
Athéna serait donc originellement la déesse de la cité d'Athènes (et peut-être plus précisément de son Acropole). Elle apparaît peut-être sur une tablette mycénienne en tant que « Maîtresse d'Athènes » (At(h)ana Potnia),. En tout cas son nom se présente dans les textes les plus anciens sous une forme adjectivale Athenaia/Athenaie « l'Athénienne » ou « celle qui appartient à Athènes » qui pourrait indiquer qu'il s'agit initialement de la seconde partie de son nom (comme dans la forme homérique Pallas Athenaie, qui serait à interpréter « Pallas d'Athènes » ou « Pallas l'Athénienne »). Mais il resterait alors à expliquer pourquoi seule la forme raccourcie Athéna a été préservée.

### Pallas
La déesse est aussi appelée Pallas. Ce nom, dont l'origine et le sens sont obscurs, a suscité diverses interprétations depuis l'Antiquité. Selon certains, le mot renvoie à la notion de « jeune fille » ou de « vierge ». Pour d'autres, à une « brandisseuse d'arme ». Le Pseudo-Apollodore donne deux origines mythologiques possibles, reprenant le nom de deux personnages qu'Athéna aurait tués : d'une part Pallas, fille de Triton, une compagne de jeu ; d'autre part Pallas le Géant, dont elle utilise la peau comme bouclier.
Il s'agit d'une épithète poétique de la déesse qui ne renvoie pas à un pouvoir particulier. Le terme apparaît à 47 reprises chez Homère, toujours en connexion avec la déesse, sous la forme Pallas Athenaie « Pallas Athéna ». Cette expression, qui pourrait aussi s'interpréter comme « Pallas d'Athènes » ou « Pallas l'Athénienne », a pu laisser supposer l'existence d'une déesse appelée Pallas, ce qui n'a jamais été confirmé. Par la suite, Athéna peut être appelée Pallas de manière isolée, par exemple dans son hymne homérique et souvent dans les dédicaces de l'Acropole, ce nom devenant avec le temps une autre manière courante de nommer la déesse. C'est de ce terme que dérive le mot Palladion, désignant une statuette de la déesse ayant une fonction protectrice,.

### Les épithètes/épiclèses
Dans la littérature et l'épigraphie, Athéna est désignée par diverses épithètes (ou épiclèses) mettant en avant ses diverses qualités, en plus de Pallas.
Dans les épopées homériques, elle peut être appelée de manière indépendante Tritogénie, terme qui peut dériver du lac Triton, ou bien du troisième jour du mois ou encore du fait qu'elle est née de la tête de Zeus, et Atrytoné, signifiant peut-être l'« Infatigable ».
L'adjectif glaukôpis est l'épithète homérique presque exclusivement réservé à Athéna. C'est le plus commenté, son sens restant discuté. Glaukos signifie la couleur bleu clair (ou pers) ou bien un éclat lumineux, tandis que glaux signifie « chouette » : ensemble, ils peuvent se traduire par « aux yeux pers », « aux yeux brillants », ou « aux yeux de chouette »,.
Sa sagesse est mise en avant dans les épithètes Polymétis et Polyboulos, indiquant qu'elle est bien pourvue en mètis, l'intelligence rusée, et en conseils avisés. Elle peut d'ailleurs être simplement désignée Métis, comme sa mère.
Parmi les épithètes renvoyant à ses pouvoirs et fonctions, la plus commune est Polias « de la cité », la fonction de protectrice des cités, partagée avec d'autres divinités. Promachos « celle qui combat au premier rang » ou « championne » renvoie à son aspect martial. Ergane « travailleuse » à son patronage des artisans et des travaux manuels.
Mais ces trois domaines ne sont pas forcément les plus représentés parmi la grande variété d'épithètes cultuelles qui renvoient aux différents pouvoirs et qualités dont elle dispose, parmi lesquels on trouve des noms liés à sa condition divine (Thea « déesse », Pantheia « commune à tous les dieux », Aphthartos Thea « déesse immortelle »), à sa puissance (Potnia « maîtresse », Kuria et Hyperdexia « dominatrice »), à sa condition féminine (Koria/Kourè/Akraia « fille », Parthenos « vierge »), à ses qualités mentales (Pronoia « prévoyante », Epekoos/Hypakoos « attentive », « à l'écoute »), à son rôle protecteur (Soteira « sauveuse », aussi Alexiados/Apotropaios « qui écarte les maux »), à la nature (Kuparissia « du cyprès », Alseia « de l'altis »), etc. Bien d'autres renvoient aux lieux où elle est vénérée (épiclèses « topologiques » : Alalkomenia, Itonia, Kynthia, Lindia, Onka, etc.), et certaines à des divinités auxquelles elle est associée, notamment Arès dans un contexte guerrier, sous la forme Athéna Areia « Athéna d'Arès ».

## Origines

### Époque mycénienne
Les tablettes d'argile du XIIIe siècle av. J.-C. inscrites en linéaire B mises au jour dans les palais mycéniens ont livré les noms de diverses divinités recevant des offrandes, parmi lesquelles se trouvent notamment Zeus, Poséidon, Héra ou encore Artémis. Athéna pourrait figurer sur l'une d'entre elles, retrouvée à Cnossos en Crète, mais ce n'est pas assuré. On y lit la séquence Atana Potnia (par syllabes : a-ta-na-po-ti-ni-ja). Potnia est un nom signifiant « Maîtresse »/« Dame », couramment employé dans les noms divins de l'époque en association avec des noms de lieux. Atana rappelle phonétiquement le nom d'Athènes, donc cette expression est généralement traduite par « Maîtresse d'Athènes », donc la déesse Athéna. Mais le terme Atana pourrait faire référence à un autre lieu,.
Il a aussi été supposé que des antécédents à l'iconographie d'Athéna se trouvent dans des images de la période mycénienne qui y ressemblent, notamment les représentations d'une déesse portant un bouclier, sur une citadelle. Il a également été souligné que les temples d'Athéna de l'Acropole d'Athènes et de Mycènes se situent sur des anciennes citadelles mycéniennes. Cette déesse jouerait alors le rôle de protectrice des forteresses mycéniennes, des palais qui s'y trouvent (une « Dame du Palais » ?) et des rois qui y résident, préfigurant le rôle d'Athéna protectrice de cités. Les représentations de serpents dans l'art mycénien ont aussi été interprétées comme annonçant Athéna, parce qu'elle est liée à cet animal à Athènes. Tout cela est conjectural,,,.

### Hypothèses sur les origines
La question des origines des divinités grecques est épineuse. Elle a donné lieu à de nombreuses propositions reposant sur l'analyse de l'étymologie des noms divins et le comparatisme mythologique, aussi sur les tentatives de reconstitution de la religion du monde égéen de l'âge du bronze, tout cela étant marqué par de nombreuses incertitudes. Du reste, une partie des spécialistes de la religion grecque considère ces recherches comme vaines et sans grand intérêt, préférant s'en tenir à l'analyse des divinités dans les périodes et contextes où elles sont effectivement attestées,.
Selon Martin P. Nilsson, les origines d'Athéna sont à chercher dans le fonds religieux de l'âge du bronze, donc les cultes des époques minoenne et mycénienne. La déesse naitrait de la fusion de deux figures présentes dans l'art de ces périodes : une déesse au bouclier vénérée par les Mycéniens, et une déesse au serpent vénérée par les Minoens. Ann Baring et Jules Cashford ont prolongé cela en postulant que la déesse minoenne aurait eu un aspect matriarcal, tandis que la mycénienne reflèterait des aspects aryens/doriens plus marqués par le patriarcat. En effet, pour l'approche féministe qui suppose l'existence d'un système matriarcal aux temps primordiaux, et d'une « Grande déesse » dominant alors le panthéon, l'émergence d'Athéna est vue comme le reflet du triomphe du patriarcat, qui conduit à l'élaboration, à partir des déesses dominantes anciennes, d'une déesse guerrière et vierge, dépouillée de sa féminité.
Ces différentes propositions, en plus de reposer sur le postulat d'un indémontrable matriarcat originel qu'aurait remplacé le patriarcat à un moment indéterminé, partent du principe que le fait qu'une déesse ait des attributs guerriers est une anomalie, parce que c'est un domaine masculin par excellence. Or les religions proche-orientales et égyptienne ne manquent pas de déesses qui présentent des aspects martiaux (Ishtar, Astarté, Anat, la déesse-soleil d'Arinna, Neith) qui ont pu servir de modèles à Athéna. Cela rejoint plus largement la question des influences orientales sur la religion — ou du moins la mythologie — grecque, visibles en particulier dans les épopées d'Homère et d'Hésiode. De manière plus polémique, Martin Bernal a développé une hypothèse d'une « Athéna noire » (Black Athéna) importée depuis l’Égypte, essentiellement interprétée dans sa dimension africaine, ce qu'il inscrit plus largement dans d'hypothétiques origines « afroasiatiques » de la culture grecque classique. Ses propositions ont été réfutées par la plupart des hellénistes et des égyptologues qui s'y sont intéressés.
Quant aux comparaisons avec d'autres mythologies de peuples de langue indo-européenne, elles ont par exemple tracé des similitudes entre Athéna et des déesses indiennes (Durga, Kali, Devi) qui pourraient renvoyer à des origines communes,.

## Pouvoirs et fonctions
Comme le reste du cercle des divinités principales de la Grèce antique, Athéna a des pouvoirs qui ne se limitent pas à un seul domaine. Cela ressort aussi bien dans la littérature que le culte, notamment par l'analyse de ses épithètes poétiques et cultuelles (épiclèse). On reconnaît des domaines privilégiés où s'exprime sa puissance, qui sont particulièrement nombreux, même en comparaison des autres grandes divinités grecques : elle est une protectrice des cités, une déesse guerrière, elle seconde son père Zeus dans le rôle de garant de l'ordre social et des institutions civiques (notamment de rites de passage), elle est une déesse des arts et des techniques, caractérisée par son ingéniosité et son intelligence (mètis). S'y ajoutent d'autres fonctions, souvent dérivées des précédentes, parfois trop peu documentées pour être interprétées avec un degré raisonnable de certitude.

### La protection de cités
Un des traits les plus fondamentaux d'Athéna est son rôle de protectrice des cités (grec ancien polis au singulier). C'est pour cela qu'on a pu en faire une descendante des déesses armées figurant dans l'art mycénien, qui semblent protéger les forteresses de cette période, mais c'est impossible à prouver,,.
Cela se manifeste par son épiclèse la plus courante, Polias, qui se retrouve partout dans le monde grec (Athènes, Priène, Pergame, Cos, etc.) et aussi Poliouchos, et d'autres telles que Poliatis. Ses nombreuses épiclèses renvoyant à des noms de cités ou de lieux (topologiques) font aussi référence à ce rôle protecteur,. Enfin on retrouve ce rôle dans d'autres dénominations de la déesse comme Soteira « Sauveuse » et Nikè « Victoire » qui renvoient plus largement à sa fonction de sauvegarde des communautés et se recoupent avec son caractère guerrier.
Dans l'espace civique, ses sanctuaires sont à plusieurs reprises situés sur les acropoles, les points les plus élevés et les mieux défendus, ou plus généralement près des ouvrages défensifs (son sanctuaire de Tégée se nomme Eryma, « Rempart »), ce qui en fait plus largement une déesse des citadelles et des forteresses,,. Ce rôle est celui qu'elle exerce dans la cité d'Athènes, la cité qui a plus que les autres revendiqué ses faveurs, où elle dispose de son sanctuaire principal sur l'Acropole. Mais on la retrouve dans une situation semblable dans la cité rivale de Sparte, à Argos et à Trézène en Argolide, à Lindos à Rhodes, à Gortyne en Crète, à Emporio sur l'île de Chios, etc. et dans l’Iliade à Troie.
La protection de la cité troyenne est censée être incarnée par une statuette de la déesse ayant une valeur de talisman protecteur, le Palladion, qui représente la déesse en armes ; une fois que Troie se la fait dérober par Ulysse et Diomède, sa chute est imminente. Aux époques historiques, plusieurs cités ont proclamé le posséder à leur tour, à commencer par Athènes et Rome (dans le temple de Vesta), mais aussi Argos et Sparte. Quelles que soient leur origine, on y trouvait des effigies de la déesse censées protéger la cité,,,.

### La guerre

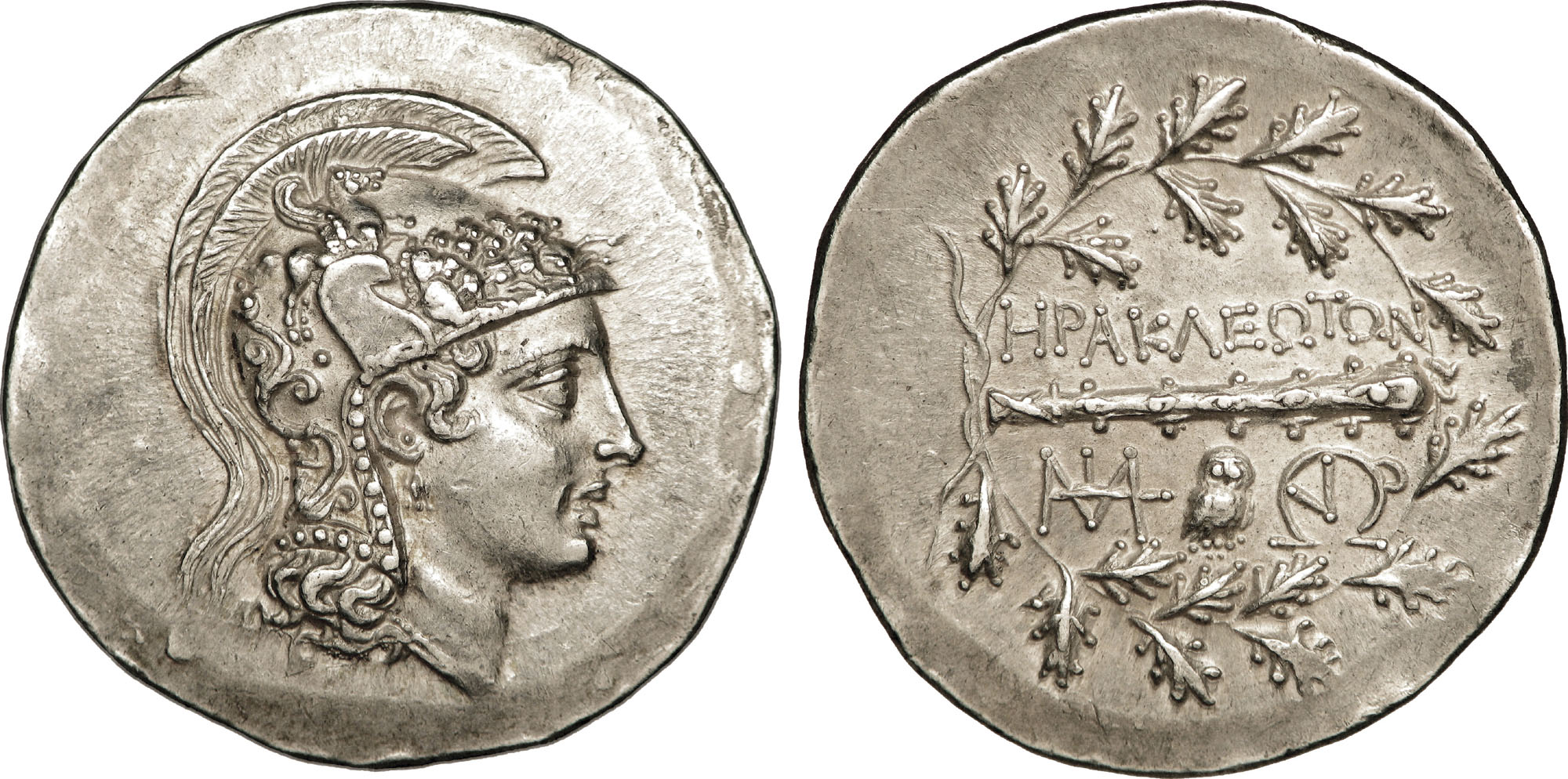
Tétradrachme Stépanophore représentant Athéna coiffée du casque attique à cimier et aigrette.

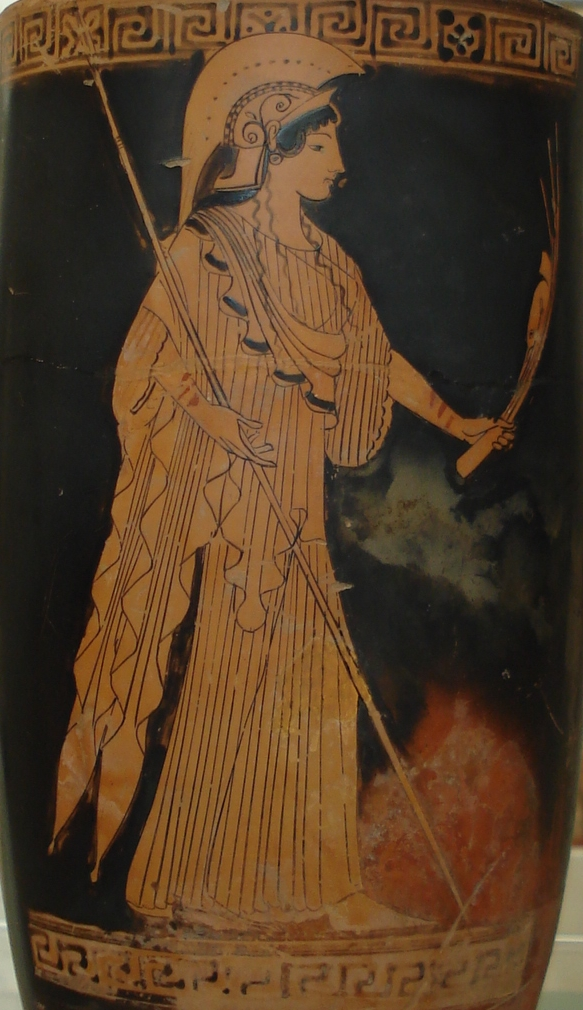
Athéna tenant une lance et un aplustre, ornement de la poupe d'un navire symbolisant la victoire navale (celle de Salamine ?). Lécythe à figures rouges attribué au Peintre de Brygos, v. 480-470 av. J.-C. Metropolitan Museum of Art.

Un des importants traits d'Athéna est son rôle guerrier. Il couvre plus précisément certains aspects du domaine militaire, en particulier ceux liés à sa fonction de protectrice des cités : « le rôle d’Athéna comme divinité guerrière est d'assurer la victoire, la formation et l'entretien militaire du corps civique pour protéger la cité placée sous son égide » (A. Paillard). Hésiode dans sa Théogonie (925-926) la décrit comme « éveilleuse terrible du tumulte de la bataille, infatigable meneuse d'armées, maîtresse qui se réjouit des cris, de la guerre et de la bataille. » Dans le jugement de Pâris, elle propose au jeune homme de le récompenser de la victoire à la guerre s'il la désigne comme la plus belle des déesses (Pseudo-Apollodore, Bibliothèque, Épitomé, 3, 2 ; aussi Euripide, Iphigénie à Aulis, 900).
En plus des épithètes renvoyant à la protection des cités, ce domaine est visible dans plusieurs autres dénominations de la déesse plus directement liées à la guerre et à la violence. Une d'entre elles, Areia, est dérivée du nom du plus belliqueux des dieux, Arès. Elle est également dénommée Promachos « celle qui combat au premier rang », Lageitarra « conductrice de l'armée », Agelaa « preneuse de butin ». Tout cela renvoie à différents moments des conflits : elle participe au combat hoplitique, dirige les troupes, disperse les ennemis, pille. Une autre de ses épithètes rattachable à cette sphère est Sthenias « forte ». Elle est enfin celle qui octroie la victoire, sous son épiclèse Athéna Nikè « victoire », dont le culte se développe à Athènes au sortir des Guerres médiques. Dans l'Asie mineure hellénistique, notamment à Pergame, elle est vénérée comme Nikèphoros, « qui apporte la victoire »,.
Athéna est donc à plusieurs reprises associée à l'autre dieu qui exerce ses compétences dans ce domaine, Arès, et parfois vénérée à ses côtés. Ils président aux conflits armés, aux clameurs des combattants, aux déprédations. La manière donc les compétences d'Athéna se combinent avec celles d'Arès et les complètent dans le domaine guerrier est souvent vue chez les historiens comme une opposition entre la sagesse et la brutalité : déesse de la mètis, elle incarne la force rationnelle, l'art de la stratégie, de la guerre ordonnée, qui lui fait inventer le char de guerre et présider aux danses guerrières, alors que lui incarnerait la violence guerrière qui se déchaine au combat de manière irréfléchie,,. Mais en pratique les textes antiques décrivant l'Athéna guerrière ne la différencient pas vraiment d'Arès dans ses fonctions, et ils ne les opposent pas.
Dans la mythologie, les cas où Athéna prend part au combat ne manquent pas, en premier lieu contre les Géants. La férocité dont elle fait preuve au combat se voit quand elle dépèce Pallas après l'avoir vaincu pour mettre sa peau sur l'égide. Dans l’Iliade, elle descend sur terre et prend un aspect humain pour appuyer ses favoris lors des batailles. Un long passage (V, 733 et sq.) relate comment elle se dévêt de la tunique qu'elle a elle-même confectionné pour revêtir son armure et ses armes, notamment sa redoutable égide.
Dans l'iconographie, le caractère guerrier d'Athéna se voit par le fait qu'elle est représentée armée, avec un casque corinthien, l'égide, une lance et un bouclier, notamment dans des postures combattantes surnommées « Promachos » par les historiens de l'art.
Dans ses sanctuaires, les offrandes d'armes sont courantes. On lui fait en particulier des offrandes à l'issue de conflits militaires, pour la remercier d'avoir octroyé la victoire. Il peut s'agir de monuments érigés pour l'occasion, ou de prises de guerre, comme les chaînes enlevées aux Spartiates par les guerriers de Tégée, qui les consacrent à Athéna Aléa. Le temple d'Athéna Areia à Platées aurait été érigé avec le butin reçu par la cité à la suite de sa participation à la bataille de Marathon, selon ce que rapporte Pausanias (IX, 4, 1-2). Une épigramme conservée dans l’Anthologie palatine (VI, 124) rapporte qu'un guerrier a voué à la déesse le bouclier qui le protégeait lors des combats, qui est alors suspendu dans son temple :

« Je suis le bouclier de Timanor : il m'a détaché de ses épaules mortelles, et me voici au repos sous un toit dans le temple de Pallas, la vaillante guerrière ; j'ai souvent été couvert de poussière par la guerre cruelle, mais j'ai toujours préservé de la mort celui qui me portait. »

— Anthologie palatine, VI, 124.
Plusieurs rites du culte d'Athéna ont un caractère guerrier et se déroulent lors de célébrations militaires, notamment à Sparte selon ce qu'évoque Polybe (Histoires, IV, 35,2), et comprennent des concours sportifs qui ont sans doute un aspect martial.

### La vie civique et les rites d'intégration
Athéna exerce également son patronage sur les cités en lien avec leur activité politique. Cela ressort dans plusieurs de ses épiclèses en plus de Polias, surtout à Athènes, qui lui donnent un rôle de patronne des groupes de sociabilité et des subdivisions politiques de la cité,. Cette fonction est exercée à plusieurs reprises aux côtés de son père Zeus, dieu politique majeur, avec lequel elle est garante de l'ordre social, de l'administration et de la justice,.
Sous le nom Boulaia les membres du conseil de la Boulè d'Athènes lui adressent un hommage lors de leurs réunions, en même temps qu'à Zeus Boulaios, et sous celui de Thémis elle est une garante de l'exercice de la justice. Elle aurait fondé le tribunal de l'Aréopage, où elle participe au jugement d'Oreste dans Les Euménides d'Eschyle. Elle porte également le nom d'Archégète à Athènes et à Sparte, qui lui donne un rôle de chef, de guide et de fondatrice. À Sparte à l'époque romaine, Pausanias (III, 11, 9) rapporte qu'on trouve un duo Athéna Agoraia-Zeus Agoraios, protecteurs de l'agora.
Athéna apparaît souvent en tant que Phratria « de la phratrie », subdivision de la communauté citoyenne d'Athènes, lorsqu'elle reçoit avec Zeus Phratrios des sacrifices pendant la fête des Synoikia qui commémore l'unification de l'Attique. Cela lui confère aussi un rôle dans l'intégration des jeunes hommes dans le corps civique, en particulier lors de la fête athénienne des Apatouries. Cette épiclèse se retrouve dans d'autres cités où elle est connectée à des groupes de citoyens : Thasos, Cos, Lindos. La présence d'enfants exerçant le rôle de prêtres dans ses temples à Tégée, en Phocide et à Siris pourraient également être des réminiscences de rites initiatiques de jeunes hommes patronnés par Athéna.
En lien avec cette sphère masculine et souvent guerrière et l'initiation des jeunes hommes, Athéna apparaît dans la littérature comme une protectrice des personnages héroïques, aventuriers ou guerriers, au point qu'il a pu être considéré qu'avoir les faveurs d'Athéna était une condition nécessaire pour accéder à ce statut. Walter F. Otto l'a définie comme une déesse « de la proximité », qui soutient ceux qu'elle a décidé de protéger. Elle assiste ainsi Héraclès, Ulysse, Bellérophon, Jason et Persée dans leurs aventures et exploits. Ce rôle a pu être décrit comme celui d'une « grande sœur » aidant ces héros à grandir, mais cette interprétation est probablement anachronique.
Concernant les rapports d'Athéna avec les jeunes filles, la situation est plus ambivalente. Son lien avec les institutions patriarcales a pu la faire voir à l'époque contemporaine comme une traîtresse à son sexe, constat apparemment conforté par les mythes où elle cause la perte de femmes qui cherchent à rivaliser (en vain) avec ses talents (Arachné, Méduse, Pallas, Myrmex). D'un autre côté, en tant que déesse de l'artisanat elle patronne aussi le tissage, activité féminine par excellence. Cela se voit notamment par le fait que le péplos, manteau que doit revêtir un de ses statues de culte lors des Panathénées, est confectionné par des jeunes filles, les Arrhéphores, qui à cette fin résident dans une dépendance de son sanctuaire durant une année. Le rite de l'Arrhéphorie qui conclut leur service reprend sans doute un ancien rite initiatique féminin. À Cos deux jeunes filles passent également une année à son service. Dans un autre registre, les vierges locriennes sont des jeunes filles envoyées en tribut par les Locriens à Ilion (Troie), où elles sont offertes à l'Athéna locale.

« Je n'ai point eu de mère pour me mettre au monde. Mon cœur toujours — jusqu'à l'hymen du moins — est tout acquis à l'homme : sans réserve je suis pour le père. Dès lors je n'aurai pas d'égard particulier pour la mort d'une femme qui aurait tué l'époux gardien de son foyer. »

— Eschyle, Les Euménides (trad. P. Mazon) : Athéna tranche en faveur des pères.

### Les techniques et les arts
Athéna est la protectrice des artisans et des travailleurs sous son épithète d’Ergane, « la travailleuse »,. Elle est aussi surnommée Machanis « ingénieuse » ou Kalliergos « qui travaille avec art ». Elle est une maîtresse dans l'art du tissage, de la charpenterie, de la métallurgie, et les technologies de toutes sortes, réalise des inventions et les enseigne aux humains. L'art la représente en train de réaliser des travaux artisanaux, notamment tenant une quenouille. C'est dans ce domaine que se manifeste de la manière la plus éloquente sa mètis, ou intelligence rusée/sophistiquée, dont on fait souvent son attribut fondamental.

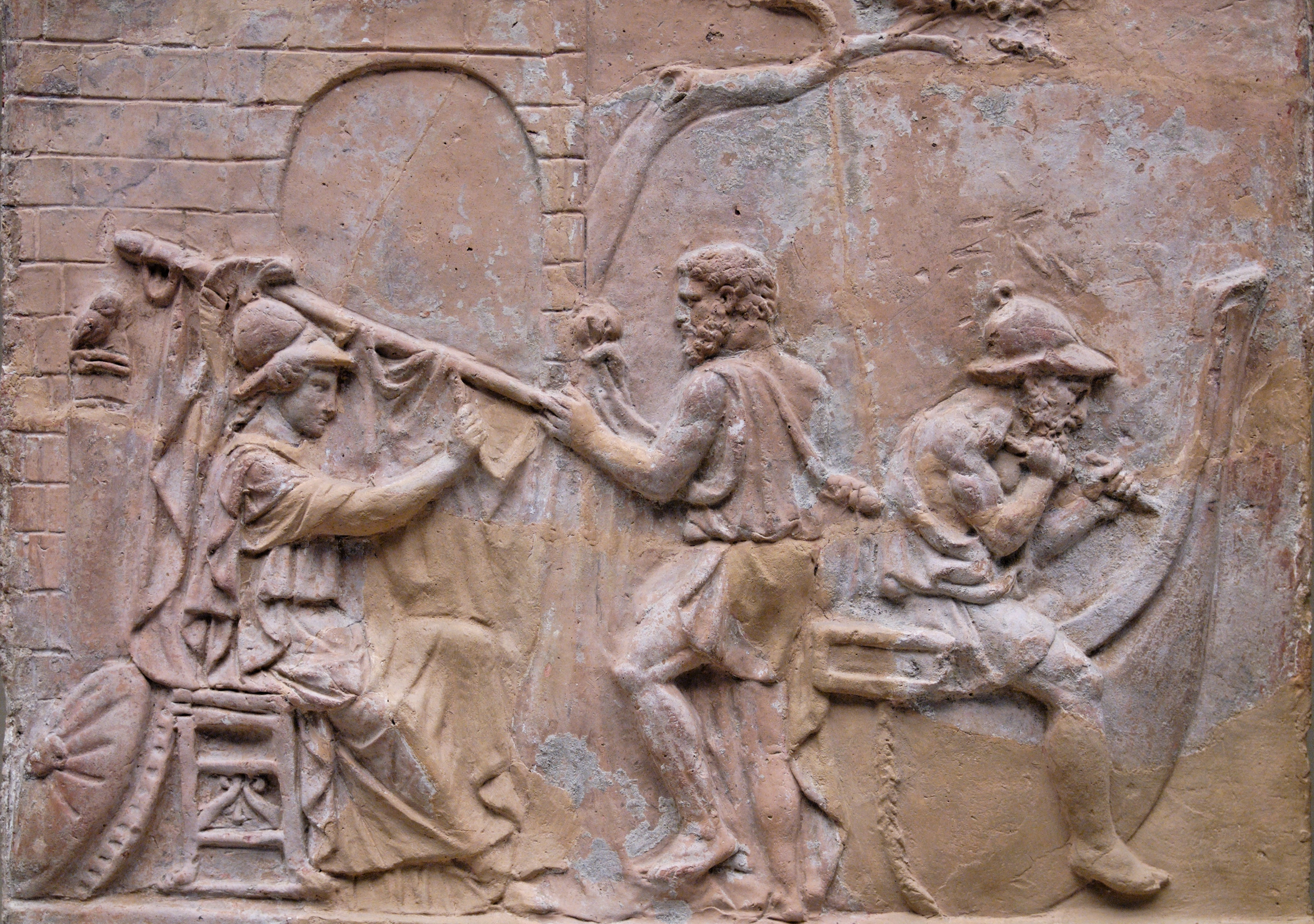
Athéna participant à la construction de l'Argo. Bas-relief en terre cuite, époque romaine (probablement I ap. J.-C.). British Museum.

Dans la littérature mythologique, elle se distingue à plusieurs reprises par ses inventions ou ouvrages remarquables, ce qui lui fait se manifester dans différents domaines, rejoignant dans plusieurs cas ses autres compétences : elle conçoit la trompette qui va servir sur les champs de bataille ; elle aide Jason à construire l'Argo, le navire sur lequel embarquent les Argonautes ; elle enseigne l'art de construire les chariots et de harnacher les chevaux, et à Corinthe on la connaît sous l'épithète Chalinitis « de la bride » ; elle guide la main d'Épéios lors qu'il construit le cheval de Troie ; elle invente l'araire pour faciliter les travaux des champs.
En particulier, tout ce qui est filé ou cousu est de son domaine, comme le montre par ailleurs la fable d'Arachné. Parmi ses épiclèses, on connaît une Pania « fileuse » et une Pênitis « tisserande ». Homère (Iliade, V, 764 et sq.) voit en elle la tisserande par excellence, tandis que Platon (Le Banquet, 197B) en fait l'inventeuse du filage. Elle est souvent représentée avec un fuseau, et on lui offre couramment dans ses sanctuaires ces objets ainsi que des pesons de métiers à tisser.
Dans ce domaine, elle est à plusieurs reprises associée au dieu artisan Héphaïstos, plus spécifiquement le patron des métiers impliquant la maîtrise du feu et exercés cette fois-ci par des hommes (métallurgie, céramique). Cette association est en particulier mise en avant dans le culte à Athènes,,. Les Athéniens vénèrent aussi Prométhée, qui apporte le feu qui va servir au travail artisanal, constituant ainsi un trio de divinités patronnant les arts du feu.
Au-delà de son habileté manuelle, Athéna est une déesse maîtrisant toutes sortes de techniques, ce qui inclut la maîtrise des chevaux et des bateaux. C'est donc sous son patronage que se trouvent les habiles cavaliers et les navigateurs de la mythologie.
C'est peut-être encore en raison de cette habileté divine qu'Athéna est également reconnue comme une musicienne. Elle fabrique l'aulos et en joue. Mais elle abandonne l'instrument, parce qu'elle se trouvait ridicule lorsque ses joues gonflaient en soufflant dedans, comme le rapporte Mélanippide de Mélos (785 PMG). Elle est vénérée à Argos sous l'épiclèse Salpinx « trompette ».

### La déesse de la raison et de la sagesse
En continuité avec son rôle dans les arts et les techniques, Athéna est souvent analysée comme la déesse de la Raison, patronne des beaux-arts et de la littérature, concurrençant les Muses dans ce domaine, même si elle est moins souvent qu'elles mise en rapport avec la poésie et la musique, mais plutôt avec la philosophie. En effet, pour autant qu'ils proposent une interprétation d'Athéna, presque tous les philosophes et allégoristes de l'Antiquité identifient la déesse à la Sagesse ou l'Intelligence personnifiée ; c'est le cas, entre autres, de Platon, Cornutus, Héraclide du Pont, Plutarque, Porphyre, Julien et Apulée ; dans le Cratyle (407 b), Platon la proclame « Intelligence divine ». L'helléniste Félix Buffière base cette unanimité sur le texte même d'Homère : « Il est certain que l'auteur de l'Odyssée concevait déjà Athéna comme une sorte de personnage allégorique, la sagesse personnifiée. Cela est surtout frappant dans la Télémachie ». Avec le développement de la philosophie éthique elle devient également une allégorie de la vertu et la déesse de la phronesis, la raison prudente et moralement responsable,.
Les spécialistes modernes de la religion grecque suivent plutôt M. Detienne et J.-P. Vernant (certes parfois avec des réserves),,, en mettant surtout l'emphase sur le fait qu'Athéna est douée de la mètis et qu'il s'agit de son mode d'action par excellence. C'est une « intelligence (ou sagesse) rusée », « sagesse d'un genre particulier qui n'exclut ni les biais, ni les ruses ni les astuces » (W. Burkert). Elle la reprend de sa mère (ou du moins celle qui aurait dû l'être), la déesse Métis, qui personnifie cette compétence, et l'a aussi transmise à Zeus après que celui-ci l'ait avalée. Dans les épopées homériques et son hymne homérique, elle est dite Polymétis (« qui a beaucoup de mètis »/« aux nombreuses ruses »/« qui a plus d'un tour dans son sac ») ou Polyboulos (« aux nombreux conseils »/« de bon conseil »). Cela se manifeste par sa grande intelligence et aussi sa grande habilité technique, en particulier sa compétence dans l'artisanat, et aussi sa proximité avec Ulysse, le héros rusé par excellence. Cet aspect de la déesse, qui ne se retrouve pas dans ses épiclèses cultuelles, est surtout révélé par la confrontation des fonctions exercées par Athéna à celles d'autres dieux agissant dans les mêmes domaines, en particulier Poséidon, incarnation des forces de la nature imprévisibles : dans le domaine maritime, Poséidon agite et calme les flots, alors qu'Athéna inspire les pilotes et les constructeurs ; dans le domaine hippique, Poséidon représente la fougue des chevaux, qu'il apaise ou déchaîne, tandis qu'Athéna est plus du côté de leur maîtrise, en étant du côté de leurs dresseurs et cavaliers,,.
W. Burkert considère de son côté que le dénominateur commun des différentes compétences de la déesse est « la force de la civilisation : la juste division des rôles chez les femmes, les artisans, les guerriers, et le savoir organisationnel qui en permet l'accomplissement. » C'est pour cela qu'elle offre à Athènes l'olivier cultivé et non l'olivier sauvage. Elle n'est donc pas une incarnation des forces de la nature.

### Autres pouvoirs et fonctions
En raison de ses compétences larges, Athéna donne l'impression de pouvoir se mêler de tout et s'est vu attribuer par différents chercheurs des fonctions dans de nombreux domaines. En pratique, la plupart de ces propositions peuvent être écartées en rattachant ces supposées compétences à d'autres modes d'intervention déjà évoqués. Dans d'autres cas, les implications de certaines épithètes de la déesse restent obscures, notamment parce qu'elles sont isolées et très peu documentées, en particulier quand elles se trouvent hors d'Athènes. Cela indique à tout le moins que la déesse est vénérée de bien des différentes manières dans le monde grec, certaines s'éloignant de ses domaines d'intervention habituels. Dans le contexte athénien, les pouvoirs de la déesse semblent déborder vers les domaines d'autres divinités (santé, fertilité, éducation, mariage), en raison de son rôle plus général de déesse tutélaire et de première bienfaitrice de la cité et de ses habitants.
Il a pu être avancé que la déesse avait un rôle dans l'agriculture et la fertilité, notamment en raison de sa supposée présence dans des rites agraires et son lien avec l'olivier, mais il n'y a pas de preuve en ce sens. La déesse n'a pas normalement des aspects similaires à ceux de Déméter dans la croissance des plantes (sauf peut-être par endroits, hors d'Athènes). Elle intervient plutôt dans ce domaine en tant que protectrice de la cité ou encore par son savoir technique qui lui permet de confectionner des outils agricoles.
Le lien de la domaine avec le domaine maritime est également indirect. Ceux qui prennent la mer peuvent l'invoquer sous son aspect Soteira « Sauveuse », comme ils le font pour d'autres divinités portant la même épiclèse. Sinon elle apparaît plus dans ce domaine en raison de sa compétence dans les techniques et savoir-faire, pour la construction des bateaux et leur pilotage, : « Athéna se différencie de toutes les autres puissances de la mer par une égale capacité de conduire et de construire le navire » (M. Detienne et J.-P. Vernant).
Il en va de même pour Athéna Hippia « du cheval », interprétée à la suite de M. Detienne et J.-P. Vernant comme compétente par la maîtrise : « maîtrise sur le cheval par le moyen d'un instrument pourvu d'efficacité (le mors), maîtrise de la conduite du char. » Elle intervient donc pour le dressage et l'harnachement des chevaux, la fabrication et la conduite des chars, lors des courses, tout cela étant là encore une manifestation de la mètis de la déesse.

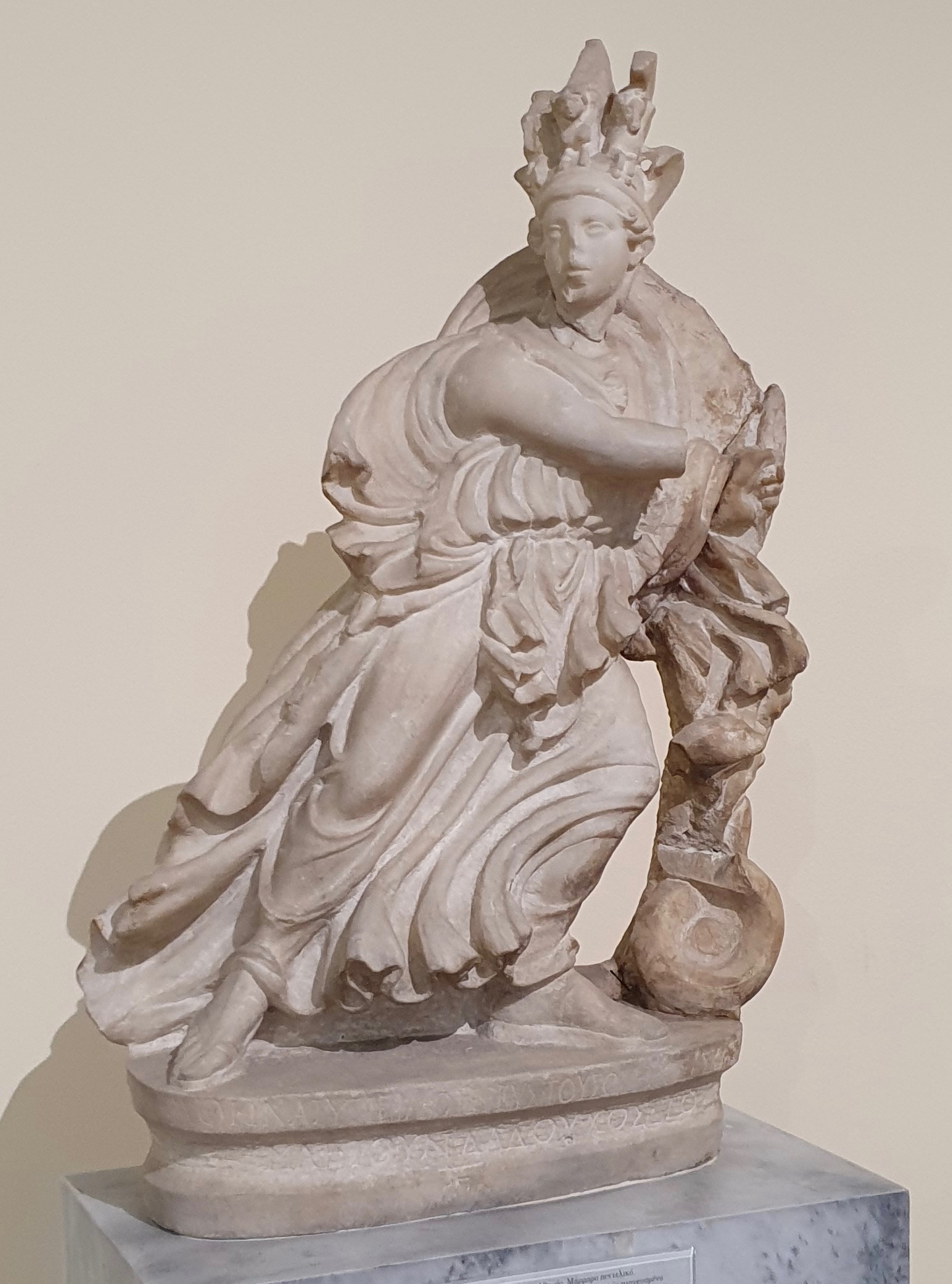
Statue d'Athéna Hygeia. Musée national archéologique d'Athènes.

Le cas d'Athéna Hygeia « de la santé » vénérée sur l'Acropole athénienne est également problématique à interpréter. Faut-il considérer qu'Athéna est une déesse de la santé ? Plutarque rapporte certes que la déesse est apparue sous cet aspect à Périclès, pour lui enseigner la manière de guérir un artisan participant au chantier des Propylées, ce qui correspond au mode d'action d'Asclépios. Mais c'est un cas isolé, et rien de plus n'est connu à propos de cette Athéna guérisseuse.
La protection de la déesse semble concerner aussi les nouveau-nés et les accouchements, et pourrait donc faire partie de manière secondaire du groupe des « Kourotrophes ». Il existe une tradition selon laquelle elle aurait aidé Létô lors de la naissance d'Apollon. Selon S. Deacy elle interviendrait plus précisément dans le cas des naissances difficiles et inhabituelles, comme celle d'Érichthonios son fils adoptif, et évidemment sa propre naissance. Cela refléterait sa capacité à rendre possible ce qui paraît impossible. Euripide (Ion, 20-26, 1427-1429) mentionne le fait qu'on faisait porter à des bébés athéniens des amulettes en forme de serpents, comme « don d'Athéna », mais dans l'ensemble il n'y a quasiment pas de documents de cette cité qui relient la déesse à une telle fonction. L'Athéna Méter « mère » que découvre Pausanias (V, 3, 2) à Élis pourrait renvoyer à cela,, autrement elle est énigmatique. On connaît aussi l'existence d'une Athéna Lochia, « de l'enfantement », épiclèse d'ordinaire portée par Artémis.

## Mythes et littérature

### Athéna et les poètes
Par la diversité de ses compétences et champs d'intervention, aussi ses inclinations plutôt bienveillantes envers les mortels, Athéna a beaucoup inspiré les poètes. C'est par leurs œuvres que les mythes la concernant (et leurs différentes variantes) sont principalement connus. L'art fournit aussi des informations appréciables, en particulier sur des sujets moins abordés par la littérature (notamment à propos de la Gigantomachie). Il faut y ajouter les compilations mythographiques tardives, en premier lieu la Bibliothèque du Pseudo-Apollodore, ou les mythes locaux rapportés dans la Description de la Grèce de Pausanias.
Athéna figure déjà en bonne place dans les épopées d'Homère (Iliade et Odyssée, sans doute datées de la seconde moitié du VIIIe siècle av. J.-C.) et d'Hésiode (Théogonie, Les Travaux et les Jours, première moitié du VIIe siècle av. J.-C.). Ces poètes la connaissent déjà comme une déesse guerrière, fille préférée de Zeus, avec son mythe de naissance atypique et ses épithètes poétiques caractéristiques. Homère développe son rôle de protectrice des héros, et évoque plusieurs de ses manifestations aux humains (épiphanies). Elle fait ensuite l'objet de deux hymnes homériques (qui ne sont pas l’œuvre d'Homère), est évoquée dans plusieurs compositions du poète lyrique Pindare (v. 518-438 av. J.-C.), compositions qui célèbrent à leur tour les divers aspects de la déesse, notamment son rôle martial, et ses épiphanies. Athéna intervient dans plusieurs pièces des poètes tragiques athéniens puisqu'elle monte sur scène dans sept pièces, comme le début de l'Ajax de Sophocle, le prologue des Troyennes d'Euripide ainsi que divers deus ex machina de ses pièces, et surtout dans Les Euménides d'Eschyle dont elle est un des personnages principaux. Elle y apparaît surtout en tant que protectrice d'Athènes et des Athéniens, aussi à travers son lien à Zeus et au patriarcat. Les grands auteurs de l'époque hellénistique continuent à l'évoquer : elle est une divinité protectrice de Jason et ses Argonautes dans les Argonautiques d'Apollonios de Rhodes (IIIe siècle av. J.-C.), principal poème épique de la période, et Callimaque de Cyrène (IIIe siècle av. J.-C.) lui consacre un de ses hymnes, l’Hymne au bain de Pallas qui met en scène le bain de sa statue et son épiphanie, évoquant au passage certains de ses mythes (Tirésias). Athéna fait également l'objet d'un hymne orphique célébrant son rôle de mère de la guerre et des arts. À l'époque romaine impériale, Aelius Aristide (IIe siècle de notre ère) lui consacre un hymne en prose avec une conclusion allégorique dans laquelle la déesse est la puissance (dynamis) de Zeus et la phronesis, reprenant ainsi les développements philosophiques la concernant. La littérature latine est également importante pour connaître les mythes relatifs à Athéna, notamment Varron et Ovide,.

### Naissance

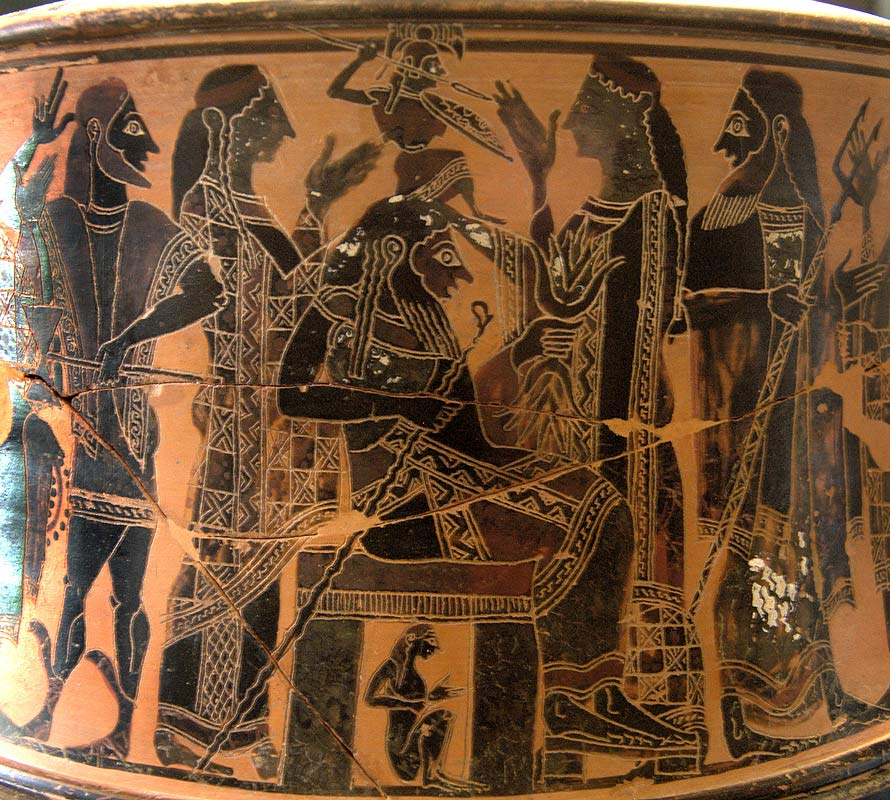
Exaleiptron attique à figures noires montrant la naissance d'Athéna de la tête de Zeus (vers 570–560 avant notre ère) par le peintre C.

Athéna est la fille de Zeus et de Métis (une Océanide), déesse de la raison, de la prudence, de la stratégie militaire et de la sagesse, et première épouse de Zeus selon Hésiode (Théogonie, 886-900). Ouranos, le Ciel étoilé, prévient Zeus qu'un fils, né de Métis, lui prendrait son trône. Par conséquent, dès qu'il apprend que Métis est enceinte, Zeus prend le parti de l'avaler. Quelques mois plus tard, il ressent de terribles maux de tête. Il demande alors à Héphaïstos (remplacé dans des variantes par Prométhée, ou Hermès ou un daimôn nommé Palaimon) de lui ouvrir le crâne d'un coup de hache, pour le libérer de ce mal : c'est ainsi qu'Athéna jaillit de la tête de Zeus en poussant un puissant cri de guerre, brandissant sa lance et son bouclier. Si avec le temps le rôle de Métis en tant que mère d'Athéna disparaît des récits, en revanche l'épisode de la naissance de la déesse sortant de la tête de Zeus est très populaire dans l'art et dans la littérature,,. Par exemple, Lucien de Samosate (IIe siècle ap. J.-C.) en fait une relecture comique sous la forme d'un dialogue entre Zeus et Héphaïstos, qui s'éprend alors de la déesse :

« ZEUS — Frappe seulement, Héphaïstos, et hardiment. Je sais l'avantage qui doit m'en revenir.

HÉPHAÏSTOS — C'est malgré moi ; mais je vais frapper. Car que faire, quand tu commandes ? Qu'est-ce là ? Une jeune fille armée. Grand était le mal que tu avais dans la tête, Zeus. En tous cas, il était naturel que tu fusses irritable, quand tu portais vivante sous ta méninge une si grande fille, et toute armée. C'est un camp, non une tête que tu avais, et tu ne t'en doutais pas. Et la voilà qui saute et dans la pyrrhique (danse en armes), secoue son bouclier, brandit sa lance, dans un transport divin, et, ce qui est le plus surprenant, je la vois devenue en un instant parfaitement belle et dans la fleur de l'âge ; elle a les yeux glauques, mais c'est une beauté de plus pour la jeune fille. Aussi je te la demande en récompense de ton accouchement ; fiance-la moi tout de suite.

ZEUS — Tu demandes l'impossible, Héphaïstos ; car elle est décidée à garder sa virginité. En tout cas, pour moi, je n'ai pas d'objection à te faire. »

— Lucien de Samosate (trad. É. Chambry, É. Marquis et A. Billault), Dialogues des dieux, 225-226.
Il existe des variantes au mythe, notamment une dans laquelle Zeus donne naissance à Athéna par ses propres moyens,.
En tout cas par la suite Athéna est considérée comme la fille de Zeus seul. Déjà chez Homère dit que lui seul a donné naissance à sa fille (Iliade V, 875). Chez Eschyle (Les Euménides, 736), elle-même déclare qu'elle n'a pas eu de mère pour lui donner la vie.
L'arbre ci-dessous décrit l'ascendance d'Athéna. Celui-ci est basé sur les écrits du poète grec Hésiode ainsi que sur la Bibliothèque d'Apollodore.
|        |        |        |        |        |        |  |  |         |      |      |      |                             |      |  |  | Gaïa      |           |           |           |           |           |  |  |         |         |         |         |         |         |
|        |        |        |        |        |        |  |  |         |      |      |      |                             |      |  |  |           |           |           |           |           |           |  |  |         |         |         |         |         |         |
|        |        |        |        |        |        |  |  |         |      |      |      |                             |      |  |  |           |           |           |           |           |           |  |  |         |         |         |         |         |         |
|        |        |        |        |        |        |  |  |         |      |      |      |                             |      |  |  |           |           |           |           |           |           |  |  |         |         |         |         |         |         |
|        |        |        |        |        |        |  |  | Ouranos |      |      |      |                             |      |  |  |           |           |           |           |           |           |  |  |         |         |         |         |         |         |
|        |        |        |        |        |        |  |  |         |      |      |      |                             |      |  |  |           |           |           |           |           |           |  |  |         |         |         |         |         |         |
|        |        |        |        |        |        |  |  |         |      |      |      |                             |      |  |  |           |           |           |           |           |           |  |  |         |         |         |         |         |         |
|        |        |        |        |        |        |  |  |         |      |      |      |                             |      |  |  |           |           |           |           |           |           |  |  |         |         |         |         |         |         |
| Cronos | Cronos | Cronos | Cronos | Cronos | Cronos |  |  | Rhéa    | Rhéa | Rhéa | Rhéa | Rhéa                        | Rhéa |  |  | Océan(os) | Océan(os) | Océan(os) | Océan(os) | Océan(os) | Océan(os) |  |  | Théthys | Théthys | Théthys | Théthys | Théthys | Théthys |
| Cronos | Cronos | Cronos | Cronos | Cronos | Cronos |  |  | Rhéa    | Rhéa | Rhéa | Rhéa | Rhéa                        | Rhéa |  |  | Océan(os) | Océan(os) | Océan(os) | Océan(os) | Océan(os) | Océan(os) |  |  | Théthys | Théthys | Théthys | Théthys | Théthys | Théthys |
|        |        |        |        |        |        |  |  |         |      |      |      |                             |      |  |  |           |           |           |           |           |           |  |  |         |         |         |         |         |         |
|        |        |        |        |        |        |  |  |         |      |      |      |                             |      |  |  |           |           |           |           |           |           |  |  |         |         |         |         |         |         |
|        |        |        |        |        |        |  |  | Zeus    | Zeus | Zeus | Zeus | Zeus                        | Zeus |  |  | Métis     | Métis     | Métis     | Métis     | Métis     | Métis     |  |  |         |         |         |         |         |         |
|        |        |        |        |        |        |  |  | Zeus    | Zeus | Zeus | Zeus | Zeus                        | Zeus |  |  | Métis     | Métis     | Métis     | Métis     | Métis     | Métis     |  |  |         |         |         |         |         |         |
|        |        |        |        |        |        |  |  |         |      |      |      |                             |      |  |  |           |           |           |           |           |           |  |  |         |         |         |         |         |         |
|        |        |        |        |        |        |  |  |         |      |      |      | Athéna                      |      |  |  |           |           |           |           |           |           |  |  |         |         |         |         |         |         |
|        |        |        |        |        |        |  |  |         |      |      |      |                             |      |  |  |           |           |           |           |           |           |  |  |         |         |         |         |         |         |
|        |        |        |        |        |        |  |  |         |      |      |      | Érichthonios (fils adoptif) |      |  |  |           |           |           |           |           |           |  |  |         |         |         |         |         |         |

### La Gigantomachie

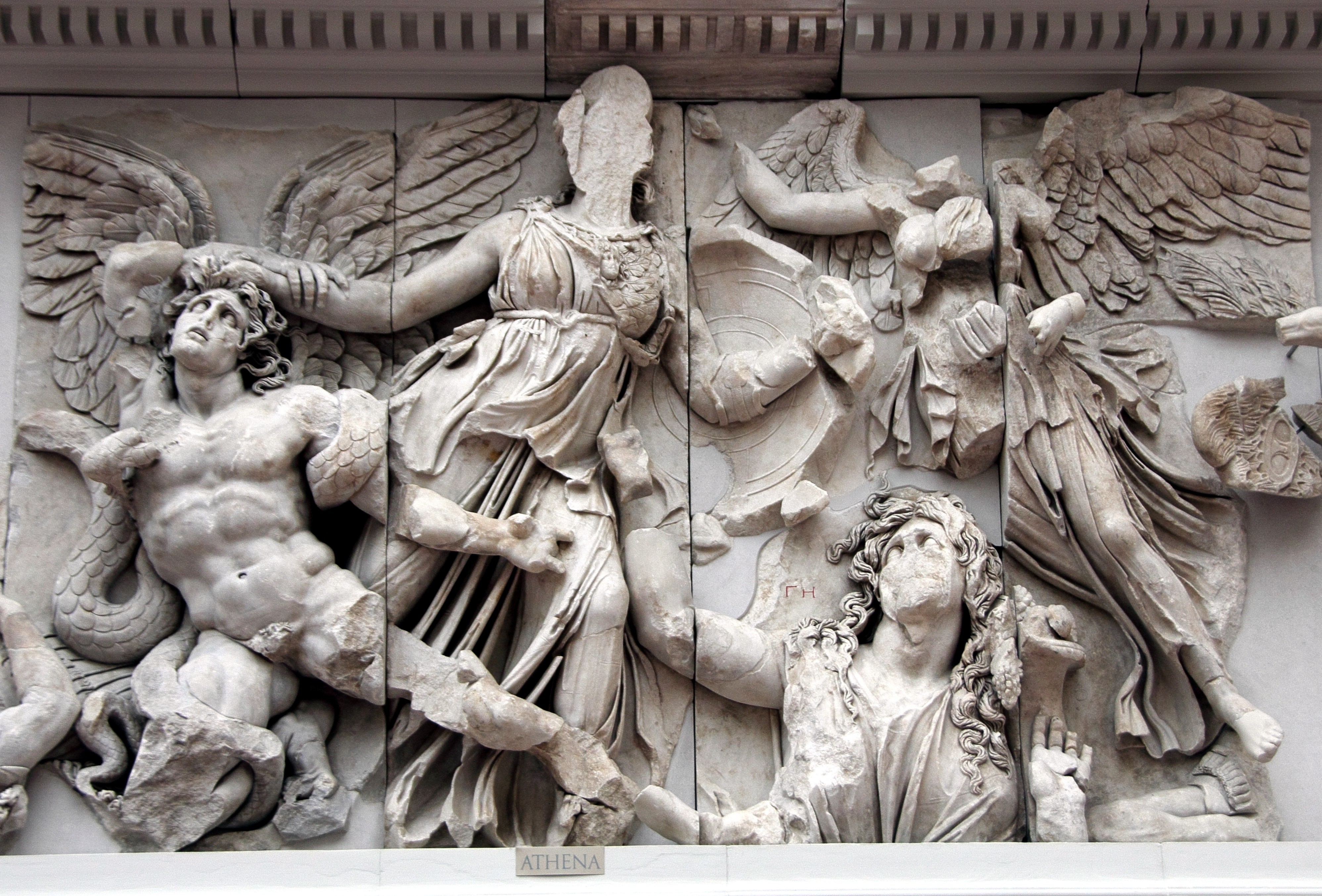
Athéna combattant des Géants. Relief du Grand Autel de Pergame, première moitié du Pergamon Museum.

Déesse combattante, elle joue un rôle important dans la Gigantomachie, le grand conflit qui oppose les dieux olympiens aux Géants. Ce mythe apparaît d'abord dans des allusions dans des poèmes ainsi que des représentations dans la céramique attique et la sculpture. Il faut attendre le Pseudo-Apollodore pour en avoir un récit plus détaillé. Athéna assiste notamment Héraclès, dont le rôle est primordial dans le combat car une prophétie veut que seul un mortel puisse achever les Géants : il est donc présent pour les abattre d'un coup de flèche. Athéna s'illustre en défaisant les Géants Pallas et Encelade. Le premier est écorché, et elle se sert de sa peau pour s'en faire une cuirasse. Le second est vaincu en l'immobilisant en lui jetant la Sicile dessus. Le poète latin Claudien ajoute un détail au récit de combat : la déesse emploie la tête de la Gorgone pour changer ses adversaires en pierre,.

### Mythologie athénienne
Le lien spécial entre Athéna et la cité d'Athènes a donné lieu à plusieurs mythes fondateurs donnant une origine à cette relation, expliquant comment plusieurs cultes essentiels dans la vie de la cité ont été instaurés. Ils participent plus largement à forger une identité et une mémoire collectives pour les Athéniens. Y sont associés des héros et héroïnes, qui disposent pour plusieurs de cultes sur l'Acropole aux côtés de la déesse,.
Un premier mythe rapporte comment Athéna et Poséidon se sont disputé la possession de l'Attique. Ils choisissent comme arbitre Cécrops, le premier roi du territoire. Poséidon frappe l'Acropole de son trident et en fait jaillir un étalon noir invincible au combat, ou, dans d'autres légendes, une source d'eau salée. Athéna, quant à elle, offre un olivier domestique. Cécrops juge le présent de la déesse bien plus utile pour son peuple. Athéna devient alors la protectrice d'Athènes,,,. Selon Varron, Cécrops demande aux habitants d'Athènes (les femmes comprises) de choisir eux-mêmes leur protecteur. Les hommes préfèrent le cheval, susceptible de leur apporter la victoire dans la bataille. Les femmes préfèrent l'olivier. Les femmes, plus nombreuses d'une voix, font pencher la balance en faveur d'Athéna. Furieux, Poséidon submerge l'Attique sous les flots. Pour apaiser sa colère, les Athéniens doivent imposer aux femmes trois punitions : elles n'auront plus le droit de vote, aucun enfant ne portera le nom de sa mère et elles ne seront plus appelées Athéniennes.

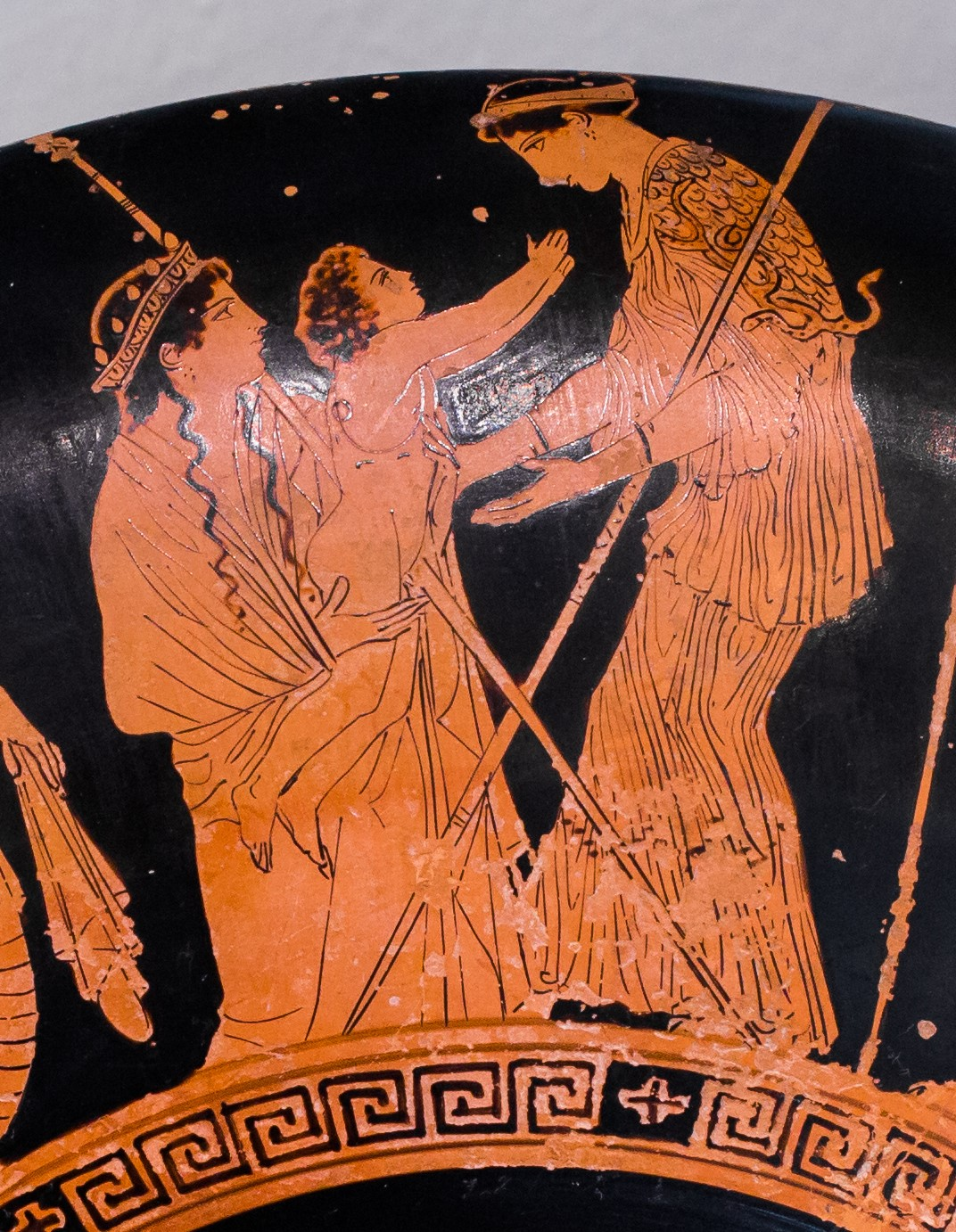
Athéna recevant Érichthonios des bras de Gaia. Détail d'une kylix à figures rouges provenant de Tarquinia (Italie), v. 440-430 av. J.-C. Altes Museum.

Par la suite, Athéna élève un autre roi mythique, Érichthonios (souvent confondu avec Érechthée, qui est un de ses successeurs, les deux pouvant être issus d'une figure plus ancienne dédoublée avec le temps). Il est né d'Héphaïstos, lorsqu'il tente sans y arriver de violer Athéna, que son sperme est projeté sur la jambe de la déesse, laquelle l'essuie de dégoût et le fait tomber sur la Terre, qui s'en trouve fécondée. Athéna recueille l'enfant des bras de Gaia, la Terre, afin de l'élever. Elle le confie aux filles de Cécrops, mais le place dans une boîte avec des serpents pour le garder avec ordre de ne pas l'ouvrir. Elles le font tout de même, et, saisies d'effroi, se précipitent du haut de l'Acropole. L'histoire comprend diverses variantes, qui ne s'accordent pas sur l'identité des victimes parmi les filles de Cécrops, à savoir Aglaure, Pandrose et Hersé (les deux premières ayant chacune un lieu de culte sur l'Acropole),.
Érichthonios monte par la suite sur le trône d'Athènes. Les Athéniens en ont retenu le fait qu'ils étaient « nés de la terre », autochthonos, et non venus d'ailleurs, ce qui leur conférait une relation spéciale avec leur pays. Le lien entre Érichthonios et Athéna est aussi ce qui le rapproche le plus d'un fils de cette déesse, qui n'avait pas d'enfants puisqu'elle restait vierge, et créait une relation spéciale entre les Athéniens et la déesse. Selon la légende, Érichthonios dresse pour Athéna l'Érechthéion, le plus ancien sanctuaire de l'Acropole, où il sculpte une statue de la déesse en bois d'olivier. Il crée également en son honneur les Panathénées, la plus grande fête religieuse d'Athènes,.
Encore plus tard, la rivalité entre Athéna et Poséidon fait son retour sous le règne d'Érechthée, lors de la guerre opposant les Athéniens et les Éleusiniens emmenés par Eumolpos fils de Poséidon. Le roi athénien reçoit un oracle delphique prédisant qu'il ne gagnerait que s'il sacrifiait une de ses filles. Celles-ci l'apprenant, elles promettent de toutes se suicider si l'une d'elles était immolée. C'est ce qui se passe, et Érechthée conduit ses troupes à la victoire, tuant lui-même Eumolpos. De rage, Poséidon l'abat d'un coup de trident. Athéna intervient alors en instaurant un culte héroïque pour les princesses sacrifiées, faisant de leur mère sa prêtresse, et constitue un culte conjoint à Érechthée et à Poséidon (qui se déroule dans l'Érechthéion),.

### Cycle troyen
Athéna intervient à plusieurs reprises dans le cycle troyen. Elle est une des participantes lors du jugement de Pâris qui est à l'origine du conflit, lors duquel le futur prince troyen choisit Aphrodite et Hélène. De ce fait, bien que Troie détienne sa statuette protectrice, le Palladion, elle intervient du côté des Achéens, en particulier Diomède, Ulysse, Achille et Ménélas.
Plusieurs passages des épopées homériques mentionnent ses apparitions aux humains (épiphanies), sous l'aspect d'un être humain dont elle usurpe l'identité, ou une manifestation miraculeuse, interventions directes de la déesse afin de faire basculer le cours de l'histoire. Ainsi dans un passage de l’Iliade (IV, 75-84 et sq.) elle descend sur terre sous l'apparence d'une étoile filante visible de tous, pour se mêler aux troupes, à leur insu, sous l'apparence d'un guerrier troyen et ainsi déclencher les hostilités. Autrement ses apparitions sont surtout pour ses favoris, avec lesquels elle entretient une relation plutôt familière par rapport aux autres. Lorsqu'Achille s'apprête à attaquer Agamemnon lors de la querelle les opposant à propos de la captive Briséis, elle l'attrape par les cheveux et apparaît à lui seul afin de calmer ses ardeurs, et celui-ci s'exécute immédiatement après une discussion avec la déesse (Iliade, I, 188-222).
Elle (Athéna) vint derrière lui (Achille) et saisit les cheveux blonds du fils de Pélée,

en se manifestant à lui seul. Aucun des autres ne la voyait.

Achille fut stupéfait, il se retourna et reconnut aussitôt

Pallas Athéna. Les yeux de la déesse prirent une apparence terrifiante.
— Homère (trad. P. Judet de La Combe), Iliade, I, 197-200.
Elle joue encore un rôle majeur à la fin du conflit, cette fois-ci en défaveur des Achéens, dans un épisode évoqué par Homère dans l’Odyssée et par des sources postérieures. Ajax le Petit commet l'acte sacrilège d'enlever Cassandre dans le temple d'Athéna et de la violer. La déesse exerce sa vengeance contre les Achéens, suscitant la discorde entre Agamemnon et Ménélas, qui provoque la scission des troupes qui repartent séparément. Elle règle ses comptes avec Ajax le Petit alors qu'une partie de la flotte achéenne fait voile vers la Grèce, épisode qui a fait l'objet de différents récits. Il est notamment rapporté que la déesse abat le coupable d'un coup d'éclair (emprunté à Zeus ?), et qu'elle reçoit l'appui de Poséidon.
Dans l’Odyssée elle intervient à plusieurs reprises pour soutenir Ulysse et son fils Télémaque. C'est elle qui suggère par un rêve à Ulysse d'aller laver son linge dans une rivière pour y rencontrer Nausicaa, et le dote pour l'occasion d'une beauté qui trouble la jeune fille. C'est à sa demande que Zeus ordonne à Calypso de laisser Ulysse repartir de son île. Lorsqu'il repose les pieds à Ithaque (XIII, 221-310), elle l'approche sous la forme d'un berger pour le rassurer, mais devant sa méfiance la déesse change son apparence pour celle d'une belle femme experte en tissage, ce qui permet à Ulysse de la reconnaître.

### Protectrice des héros

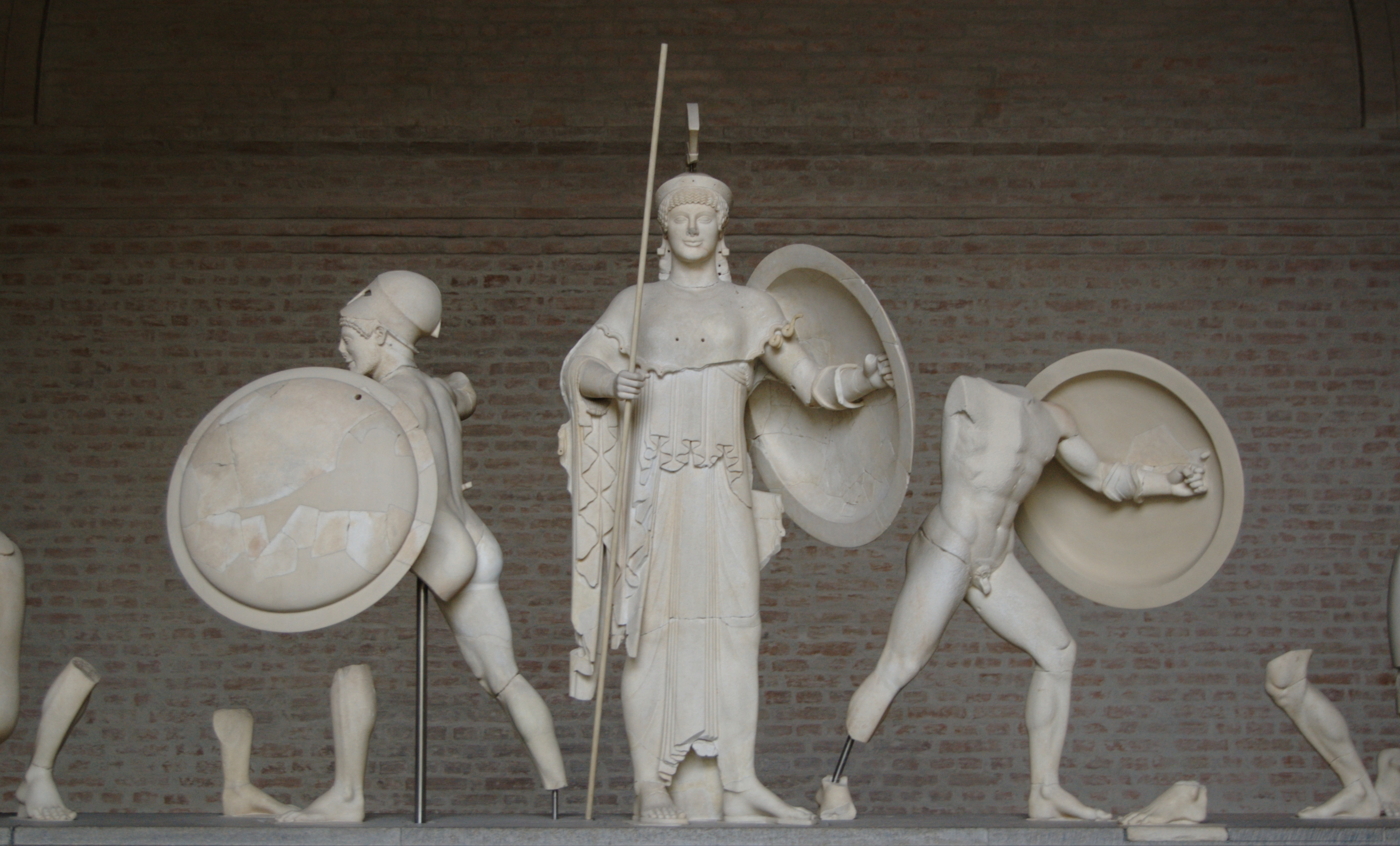
Athéna entre Ajax (à gauche) et un guerrier troyen (à droite). Fronton ouest du temple d'Aphaïa à Égine, début Glyptothèque de Munich.

Athéna intervient souvent dans les récits épiques en tant que protectrice des héros, ce qui a manifestement un lien avec son statut de déesse guerrière et aussi de patronne de rites de passage de jeunes guerriers. Dans les épopées homériques, elle est plus particulièrement proche d'Achille, de Diomède et d'Ulysse, aussi de Télémaque, les conseille et les assiste lors des combats, parfois en augmentant leur force,,,. Ulysse présente de nombreuses affinités avec elle car c'est au surplus un homme ingénieux et rusé, rivalisant à l'occasion avec elle en traits d'esprit et ruses, qui manifestent leur mètis.

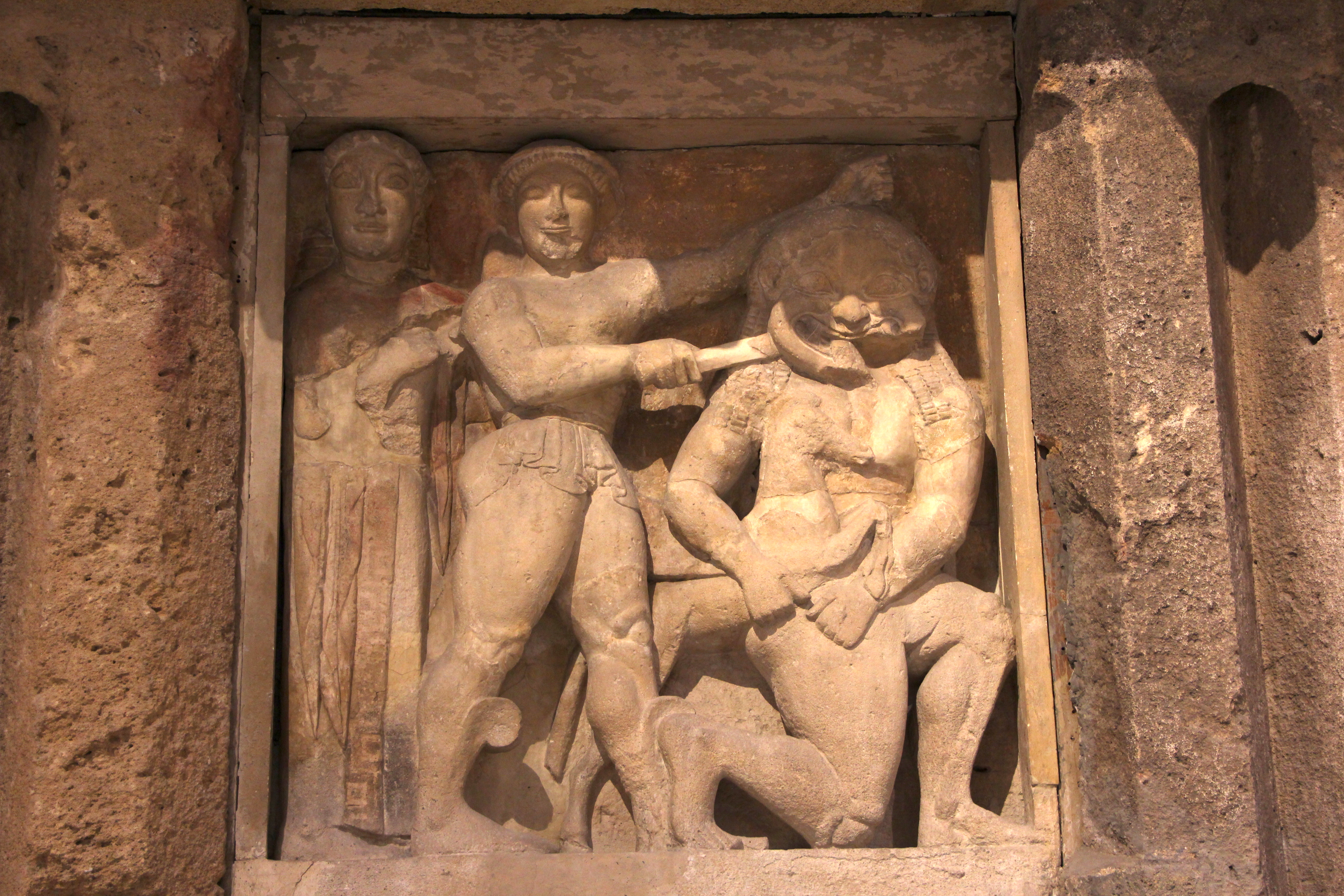
Persée décapitant Méduse, assisté par Athéna. Métope du temple C de Sélinonte, seconde moitié du Musée archéologique de Palerme.

Dans d'autres récits, elle fournit son aide à d'autres héros par son expertise guerrière et technique, par des conseils ou une intervention directe. Héraclès reçoit son secours lors de ses Travaux : elle lui fournit les cymbales d'airain qui effraient les oiseaux du lac Stymphale, elle l'accompagne lorsqu'il ramène Cerbère des Enfers, elle lui offre les pommes d'or des Hespérides. Les deux ont un lien particulier car ils partagent le même père, Zeus (Iliade, VII, 362 et sq.). Elle assiste aussi Thésée et Persée, ce dernier (un autre fils de Zeus) recevant son appui lors de son combat contre Méduse. Elle apparaît en rêve à Bellérophon et lui fait don du mors pour l'aider à dompter Pégase,. Elle soutient Jason et les Argonautes, en présidant à la construction de leur nef l'Argo et en les sauvant lorsqu'ils sont immobilisés par des rochers (Argonautiques II, 255 et sq.), et en appuyant le premier pilote de l'Argo, Tiphys. Elle aide aussi le roi calydonien Tydée, cherchant à le rendre immortel sans succès. Selon une tradition que rapporte en premier Pindare (Néméennes, X, 7), elle serait au moins parvenue à rendre immortel son fils Diomède, autre de ses protégés.

### Courroux, luttes et vengeances
Le corolaire du soutien apporté par Athéna aux héros qu'elle apprécie, et de son attitude généralement bienveillante envers les humains, est la vengeance impitoyable qu'elle fait subir à ceux qui l'ont défiée et outragée, comme évoqué pour la punition infligée à Ajax le Petit. Pour expier le sacrilège commis par leur prince, les Locriens doivent envoyer deux jeunes filles pour servir dans le temple troyen d'Athéna jusqu'à la fin de leurs jours (les « Vierges locriennes »). L'arcadien Ornytos, qui n'écoute pas ses conseils lorsqu'elle lui apparaît sous l'apparence d'un homme pour le dissuader de rebrousser chemin avec ses troupes, et la blesse à la cuisse, se voit infliger une épidémie qui ravage sa patrie. Mais dans plusieurs cas la vengeance de la déesse est tempérée par une compensation qu'elle octroie aux victimes : Athéna rend aveugle Tirésias parce qu'il l'a vue se baigner, mais elle lui offre un pouvoir divinatoire sans pareil.
Il a été relevé que la colère d'Athéna s'exerce souvent contre des femmes, quoi que là encore des compensations soient offertes à ses victimes. Ces récits sont surtout développés dans la littérature latine (Ovide, Servius). Ainsi, la tisseuse Arachné qui prétend être meilleure que la déesse dans son art, finalement transformée en araignée. Myrmix qui veut mettre à son propre crédit l'invention de l'araire, alors que celle-ci avait été créée par la déesse, est transformée en fourmi. Méduse se voit infliger l'apparence horrible de Gorgone parce qu'elle avait eu une relation sexuelle avec Poséidon dans un temple d'Athéna. Le Pseudo-Apollodore évoque également comment elle tue accidentellement son amie d'enfance Pallas, fille de Triton. Ce dernier mythe fait écho à d'autres récits d'enfance d'Athéna, renvoyant plutôt à son aspect guerrier, qui relatent comment la déesse aurait involontairement causé la mort d'autres femmes, avant de perpétuer la mémoire de la victime en reprenant son nom ou son attribut.

## Attributs et iconographie

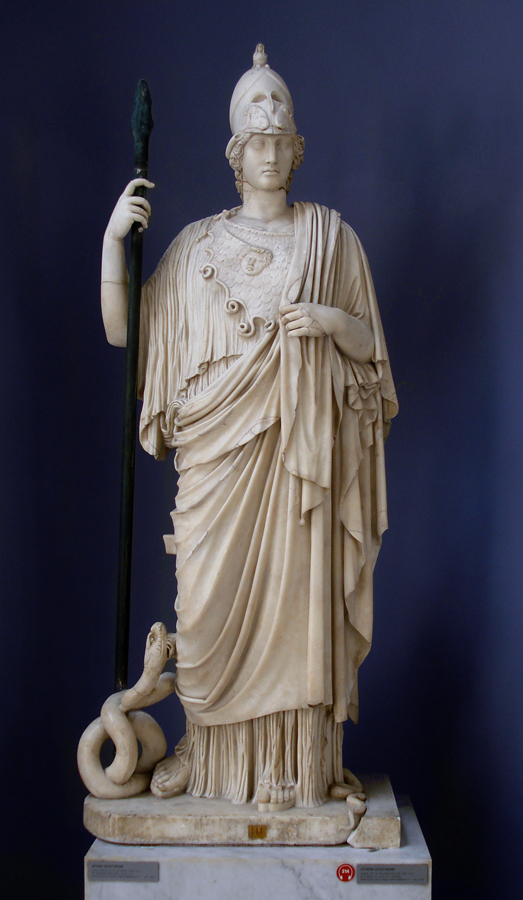
L'« Athéna Giustiniani », copie romaine d'une statue d'Athéna des. La déesse est représentée en armes, avec à ses pieds le serpent gardien de l'Acropole athénienne. Musées du Vatican.

Comme la plupart des divinités grecques, Athéna dispose d'attributs qui reflètent ses pouvoirs et domaines d'intervention, aussi certaines de ses caractéristiques telles que sa masculinisation, et permettent de l'identifier dans l'art. Elle est sans doute la déesse qui en a le plus à son actif.

### Une déesse en armes

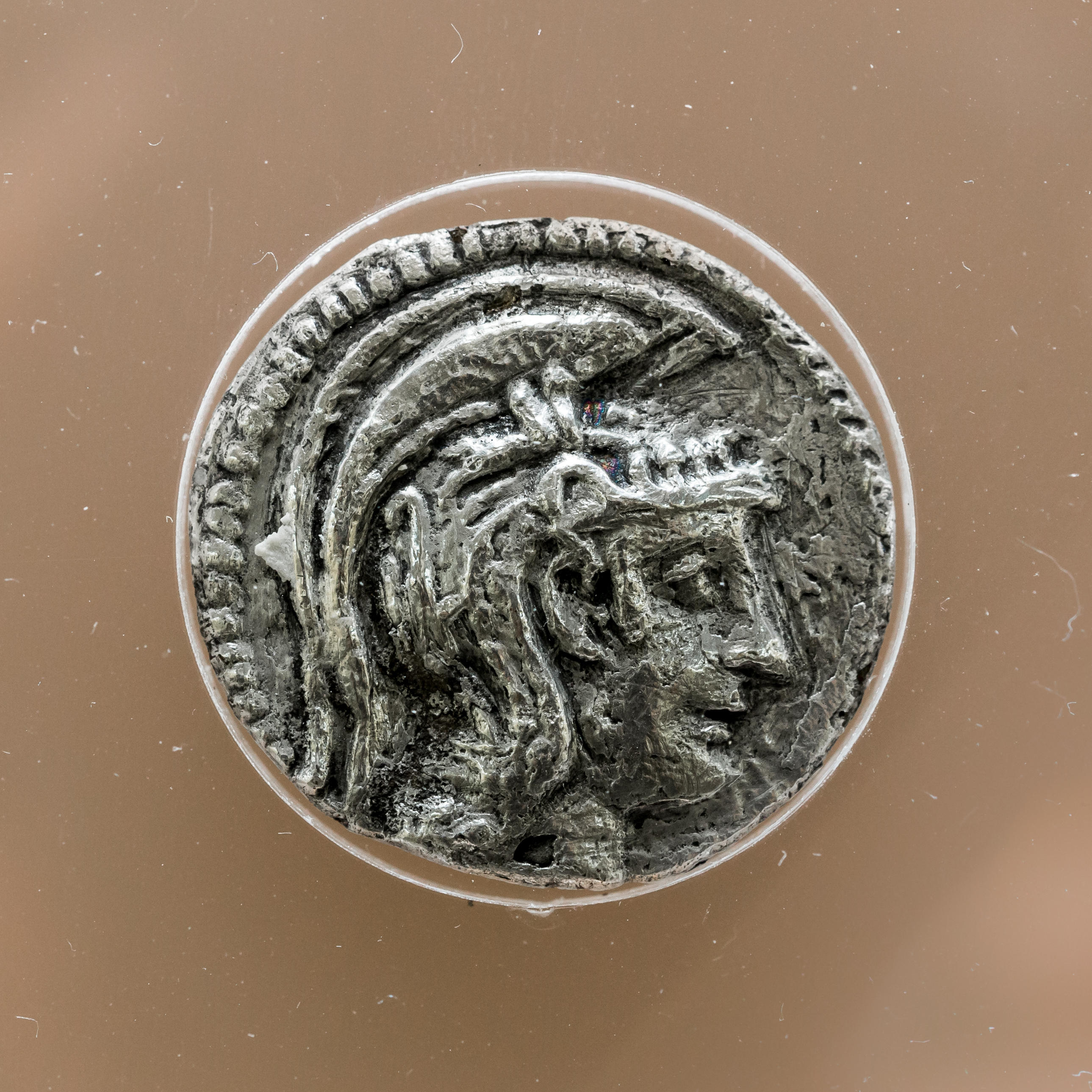
Tétradrachme athénienne du représentant Athéna casquée. Musée de l'Agora antique d'Athènes.

En tant que déesse guerrière, Athéna est une déesse armée, souvent représentée avec son casque, sa lance ou son javelot et son bouclier. La statuette protectrice appelée Palladion (« Petite Pallas ») est censée la représenter en guerrière.
Elle dispose de l'égide, symbole d'invulnérabilité partagée avec Zeus, une peau de chèvre que la déesse peut porter à la manière d'un (sur)vêtement pour se protéger et brandir pour inspirer la terreur à ses adversaires,,. Dans l'art, elle est souvent représentée sous une forme combinant la cuirasse et le manteau, avec des motifs de serpent sur la frange et souvent la tête de la Gorgone.
En effet son autre arme redoutable est le Gorgonéion, masque de méduse souvent porté sur un bouclier ou sur l'égide, pétrifie ceux qui croisent son regard.

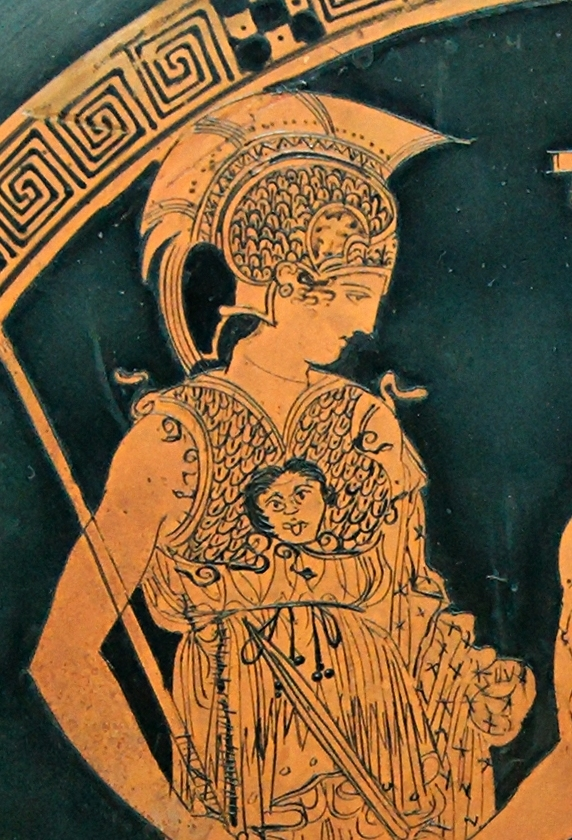
Médaillon de la « Coupe d'Aison », détail : Athéna casquée portant l'égide, avec le masque de Gorgone. Musée national archéologique d'Athènes.
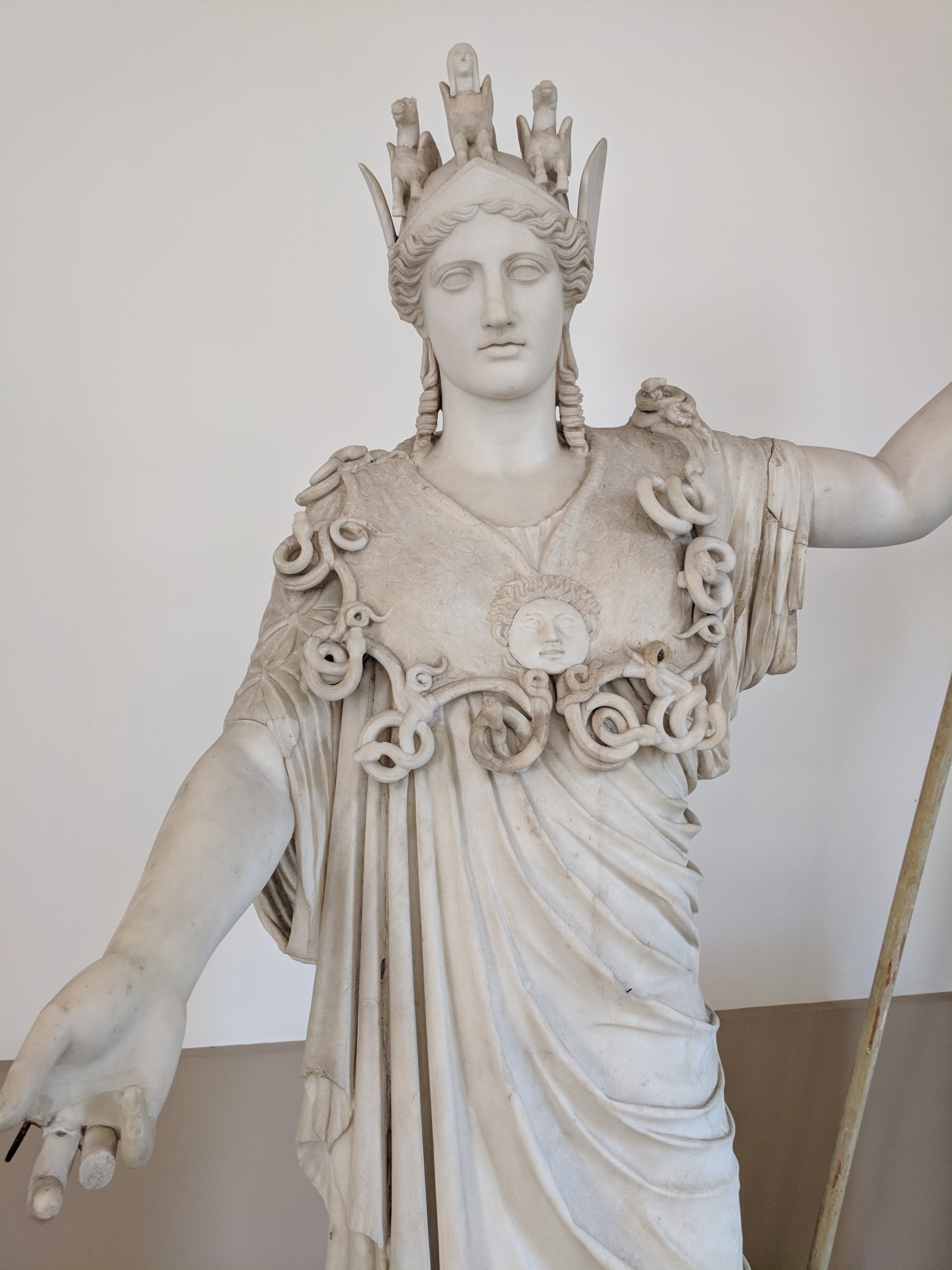
Athéna Farnèse, statue de la déesse à l'égide sous la forme d'une cuirasse bordée de serpents avec le masque de Gorgone. Musée archéologique national de Naples.
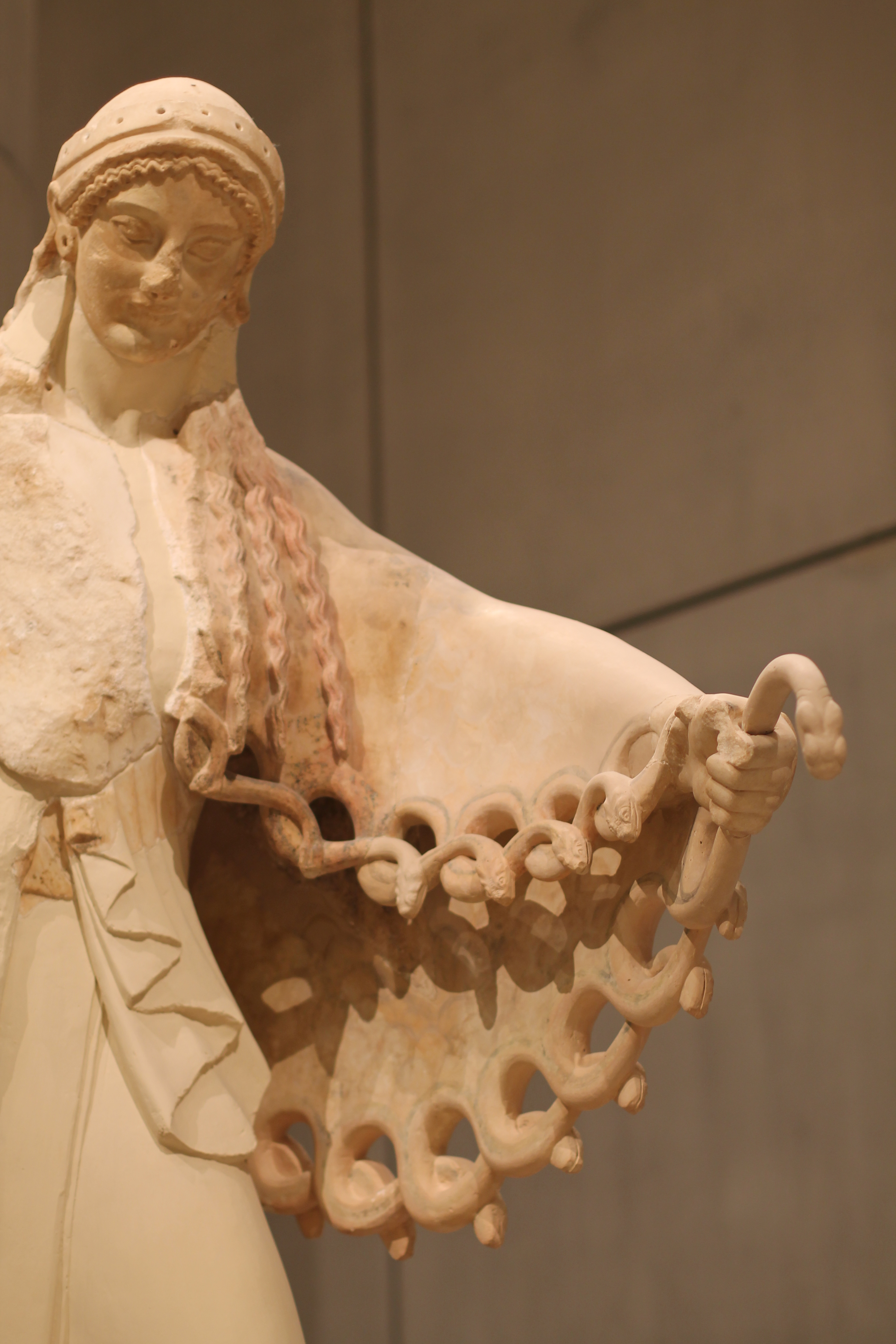
Athéna et son égide, ici sous la forme d'une tunique en peau de chèvre bordée de serpents. Statue conservée au Musée de l'Acropole d'Athènes.

Un passage de l'Iliade décrit comment la déesse s'équipe avant de partir au combat, avec l'égide, sa lance, son casque et son char, lui donnant une allure redoutable :
(Athéna) entra dans la tunique de Zeus assembleur de nuages,

se cuirassa d'armes pour la guerre qui fait pleurer.

Autour des épaules elle jeta l'égide et ses franges,

une terreur que de tous côtés Déroute couronne.

Là, il y a Querelle, il y a Force et la glaçante Poursuite.

Là, surtout, il y a la tête gorgonéenne du monstre terrible, 

terreur et épouvante, prodige de Zeus qui tient l'égide.

Sur sa tête, elle posa, bordé de cimiers, un casque à quatre pans,

en or, où s'ajointaient les lourds guerriers de cent villes.

D'un pas, elle monta sur le char flamboyant, et prit la lance,

lourde, immense, compacte, avec laquelle elle mate les rangs

des héros contre qui s'irrite la fille d'un puissant père.
— Homère (trad. P. Judet de La Combe), Iliade, V, 735-757.

### Les animaux d'Athéna

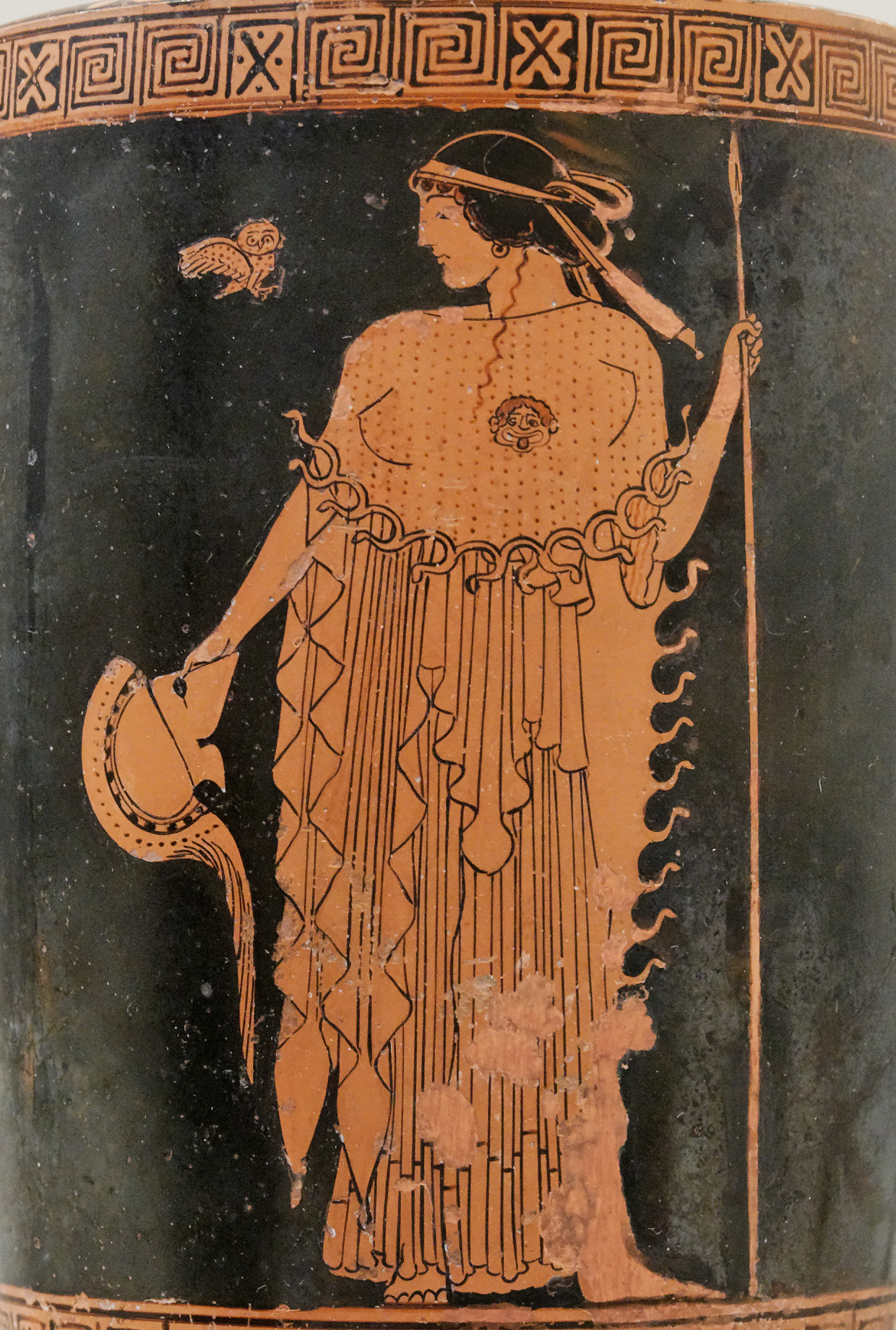
Athéna tenant un casque et une lance, accompagnée d'une chouette. Lécythe attique à figures rouges, vers 490-480 av. J.-C. Metropolitan Museum of Art.

La déesse Athéna est associée à plusieurs animaux.
Son animal-attribut le plus courant est la chouette (chevêche d'Athéna), qui est en quelque sorte son animal de compagnie. Elle est en particulier représentée sur les monnaies athéniennes et les deux sont à plusieurs reprises associées dans l'art.
Sur l'Acropole athénienne, elle est associée au serpent qui garde le rocher.
Parmi les autres animaux qui lui sont associés se trouve le Sphinx, et, en Messénie voire en Béotie, le corbeau.

### L'olivier

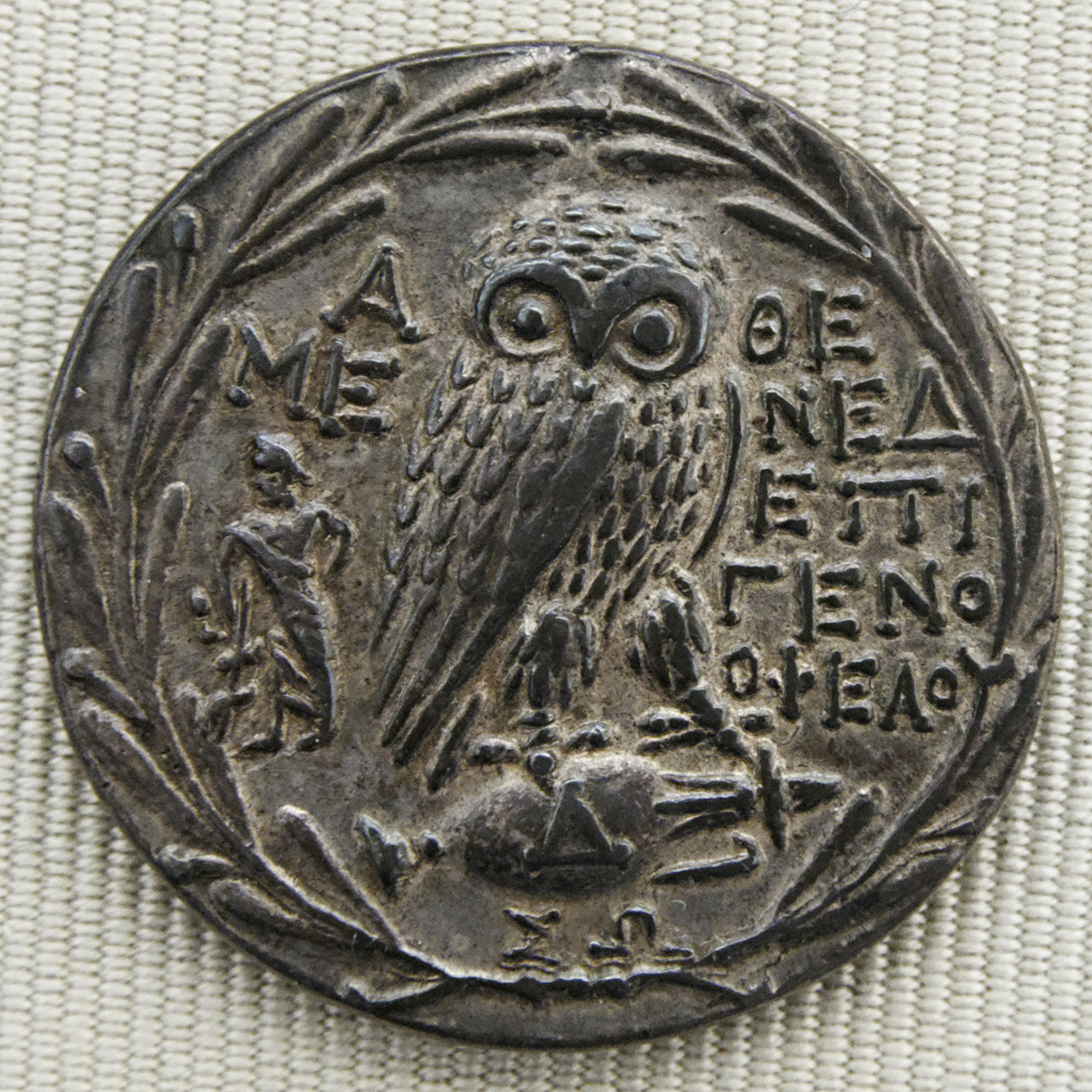
Chouette sur une amphore, entourée de rameaux d'olivier. Tétradrachme en argent d'Athènes, première moitié du Cabinet des Médailles.

L'olivier, plus précisément sous sa forme domestique, lui est associé en lien avec le mythe qui lui fait affronter victorieusement Poséidon et en fait la protectrice d'Athènes. Cet olivier primordial est présent sur l'Acropole où il symbolise la permanence de la cité, son ancrage dans son territoire, peut-être aussi la protection de la cité. La statue de la déesse de l'Érechthéion d'Athènes a été sculptée dans du bois d'olivier,. La branche d'olivier figure sur les monnaies athéniennes, à côté de la chouette.

### Images d'Athéna
Athéna a stimulé l'inspiration des artistes grecs au moins autant qu'elle l'a fait pour les écrivains. Elle est représentée dans les différentes formes d'art connues de l'Antiquité gréco-romaine : statues, statuettes, sculpture sur pierre en bas- et haut-relief, figurines et plaques en terre cuite, céramique peinte, monnaies, monnaies, sceaux, intailles, etc. Parmi ce corpus, il est possible de distinguer les représentations isolées de la déesse, notamment dans la statuaire, et celles où elle apparaît dans des scènes narratives, notamment mythologiques, en compagnie d'autres divinités et de héros.
Le type « Palladion » doit son nom à la statuette d'Athéna évoquée dans l’Iliade, qui confère à la cité qui la possède la protection de la déesse, et que plusieurs localités revendiquent. Sa description est donnée par le Pseudo-Apollodore (Bibliothèque 3, 12, 3) qui indique que le Palladion d'Ilion (Troie) porte une lance dans une main, et une quenouille dans l'autre, symbolisant donc à la fois l'aspect guerrier et l'aspect artisan de la déesse. Dans la terminologie moderne, on désigne par le terme Palladion des représentations de la déesse en position immobile, pieds joints, généralement armée, et aussi des représentations moins rigides annonçant la Promachos.
Le type « Promachos » doit son nom, signifiant « celle qui combat au premier rang » ou « championne », à la statue monumentale en bronze de Phidias réalisée pour commémorer la victoire des Guerres médiques et placée à l'entrée de l'Acropole d'Athènes. Son aspect exact n'est pas connu. Les historiens de l'art désignent par ce terme des représentations de la déesse dans lesquelles elle est représentée armée et en action, les pieds non joints, une jambe vers l'avant (alors que le Palladion est une représentation plus statique), souvent en train de brandir sa lance.

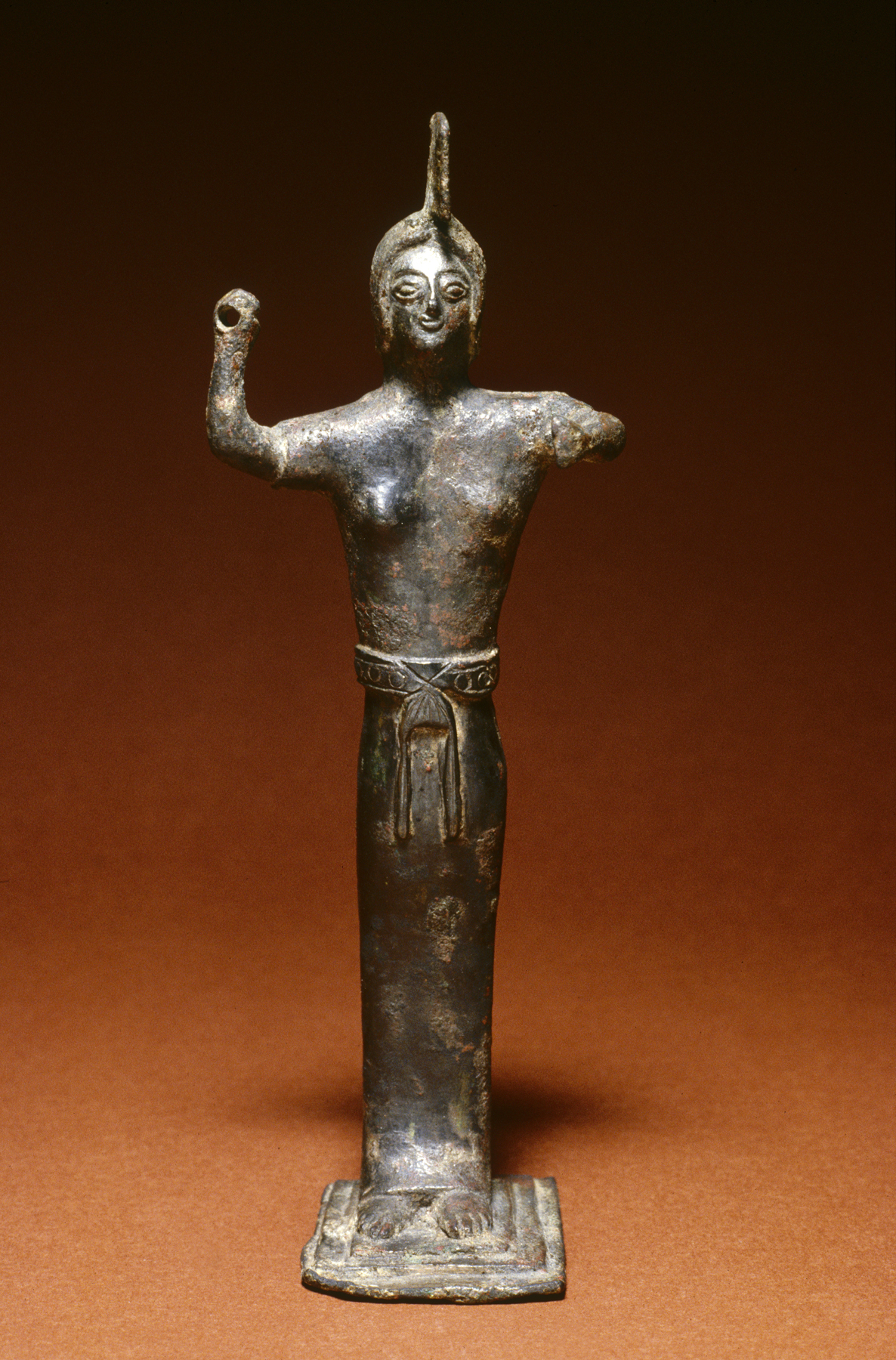
Statuette en bronze de type « Palladion », VIe siècle av. J.-C. Walters Art Museum.
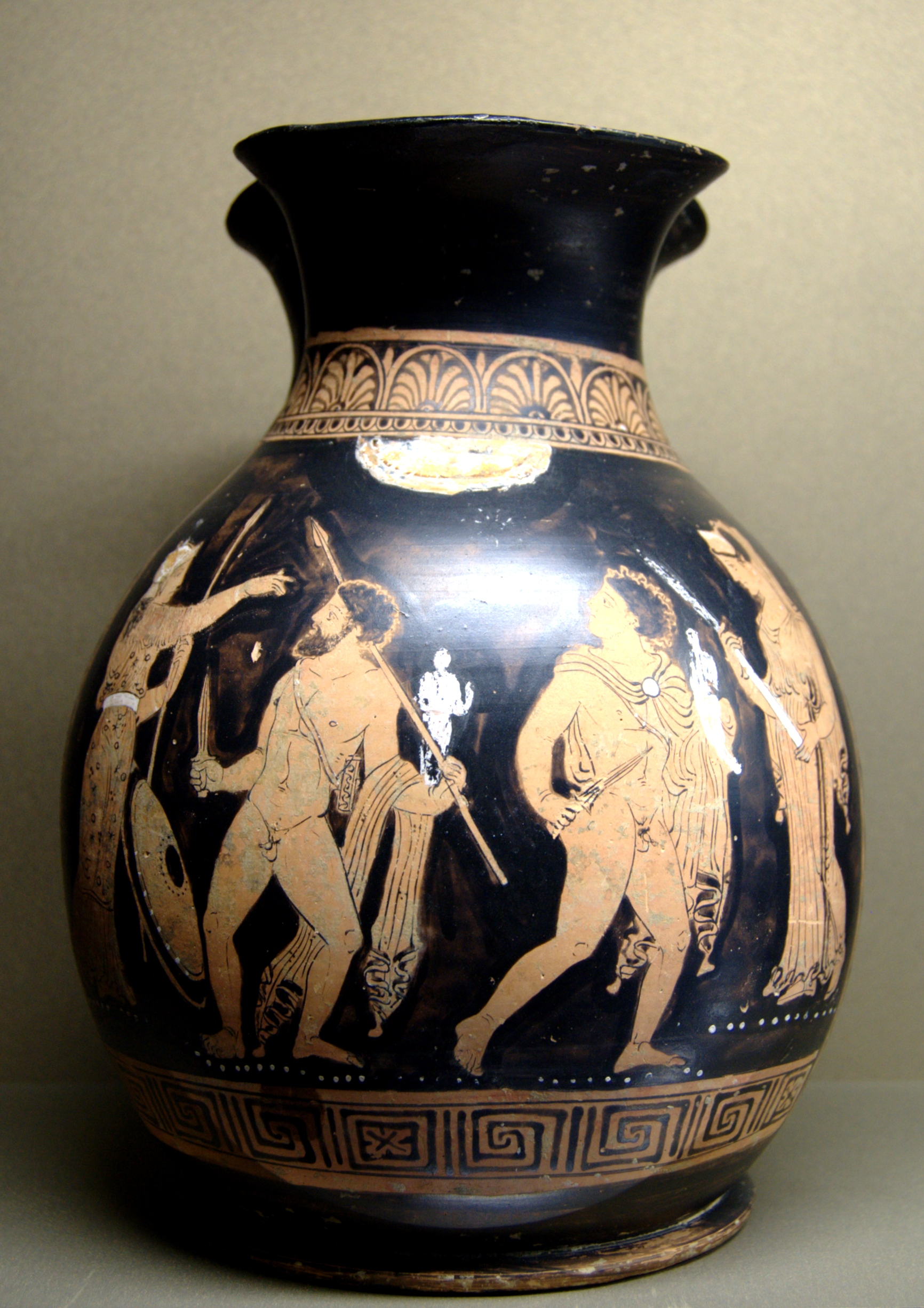
Diomède et Ulysse dérobant le Palladion. Œnochoé à figures rouges apulien, vers 360-350 av. J.-C. Musée du Louvre.
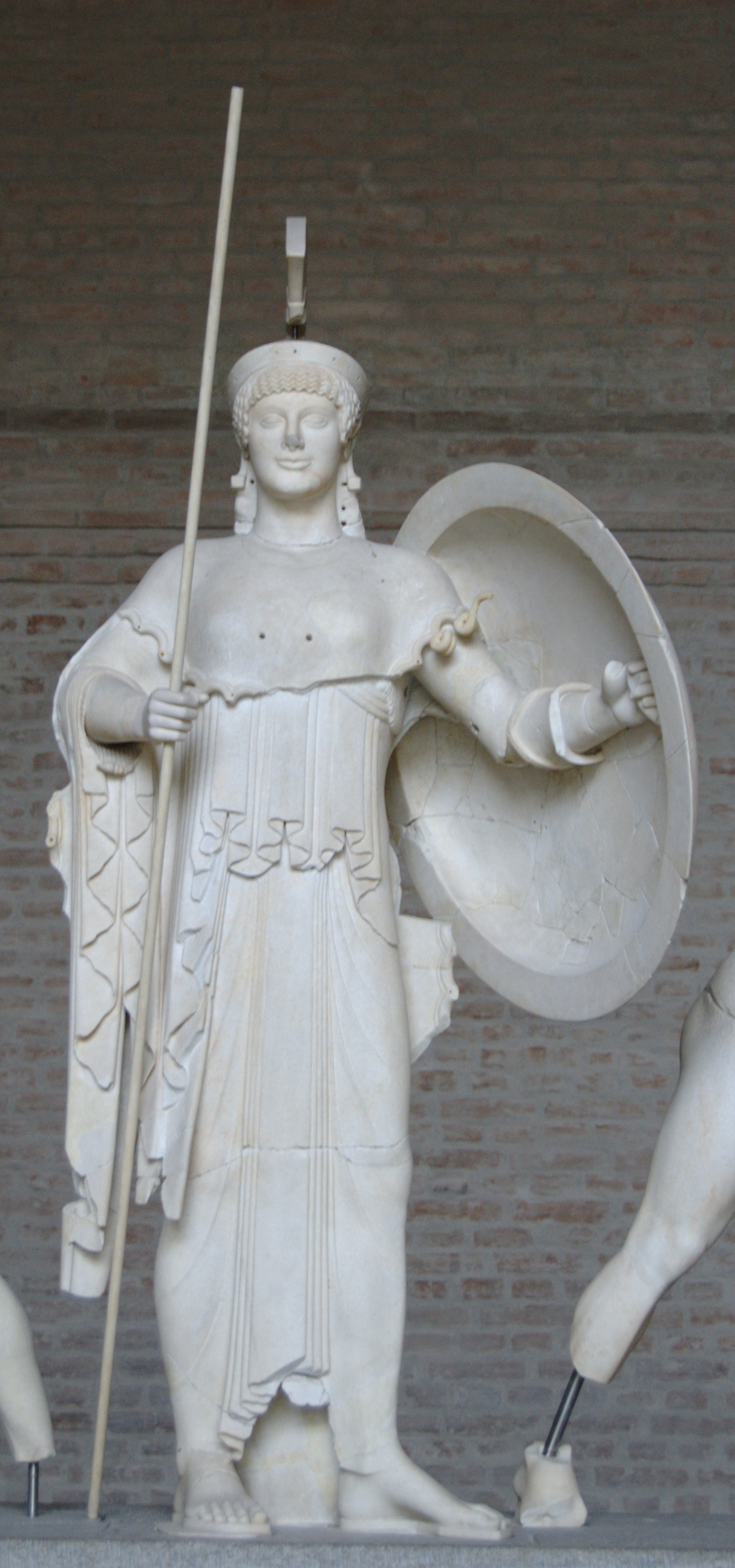
Statue d'Athéna dans une posture « Promachos ». Fronton ouest du temple d'Aphaïa à Égine, début Ve siècle av. J.-C. Glyptothèque de Munich.
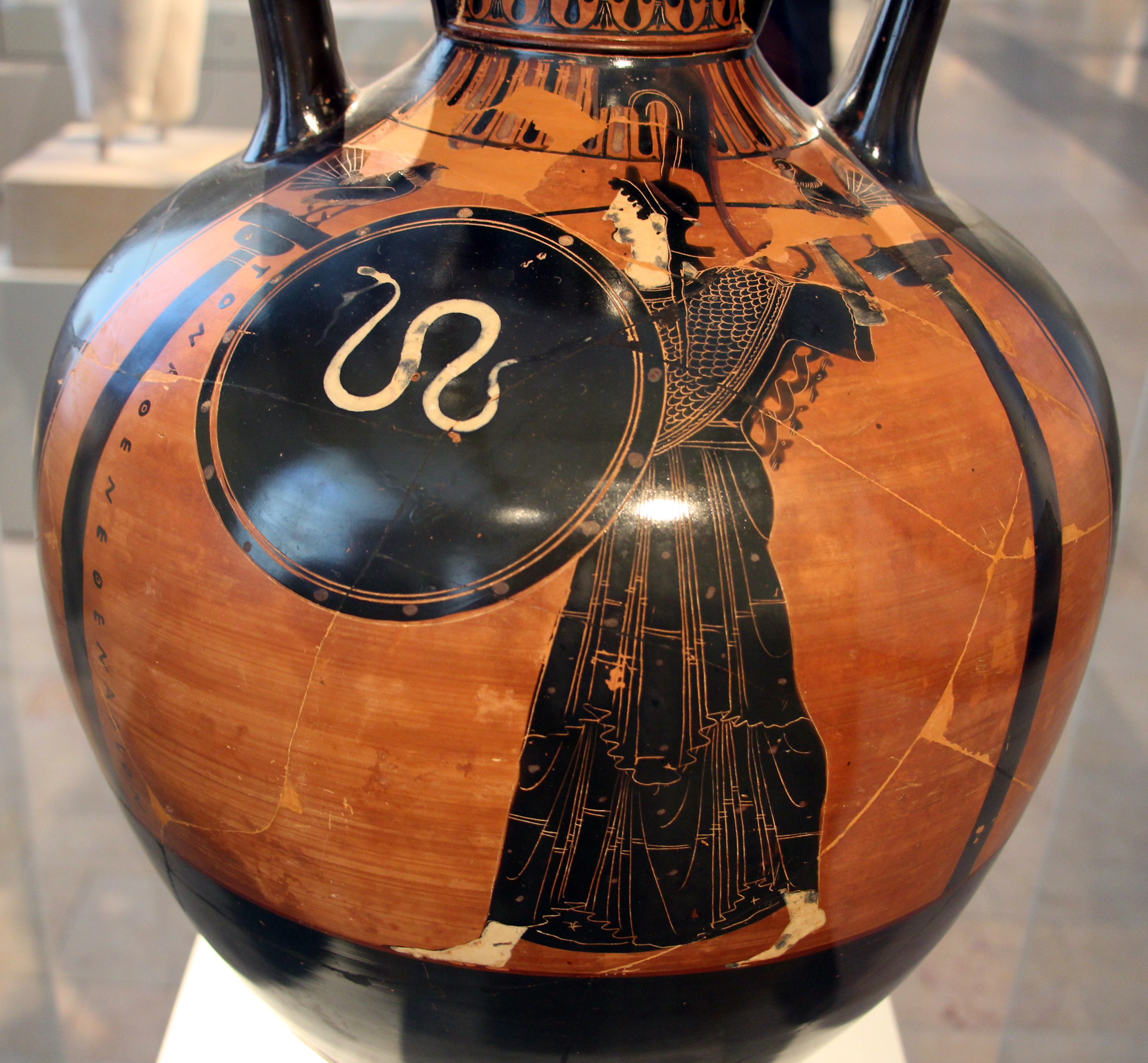
Athéna « Promachos » sur une amphore panathénaïque (v. 490 av. J.-C.) mise au jour à Vulci. Antikensammlung Berlin.

La statue d'Athéna la plus célèbre est l'Athéna Parthénos (« jeune fille ») réalisée par le sculpteur le plus réputé de l'époque classique, Phidias, entre 447/6 et 439/8 av. J.-C. et placée dans le Parthénon. Réalisée au moment de l'apogée de la puissance athénienne dominant la Ligue de Délos, avec les richesses acquises par la cité, elle peut être vue comme une auto-représentation de l'Athènes hégémonique triomphante. Elle représente la déesse portant la Victoire Niké, posture dite « nicéphore », inspirée de la statue de l'Apollon de Délos. C'est une œuvre monumentale, puisqu'elle mesure 12 mètres de haut. Elle est aussi luxueuse, « chryséléphantine », principalement réalisée en or et en ivoire. Son aspect est surtout connu par quelques descriptions textuelles, et des copies en taille réduite de plus ou moins bonne facture, comme l'Athéna du Varvakéion ou l'Athéna Lenormant, ainsi que des représentations sur des petits objets gravés, comme des monnaies et des médaillons,.

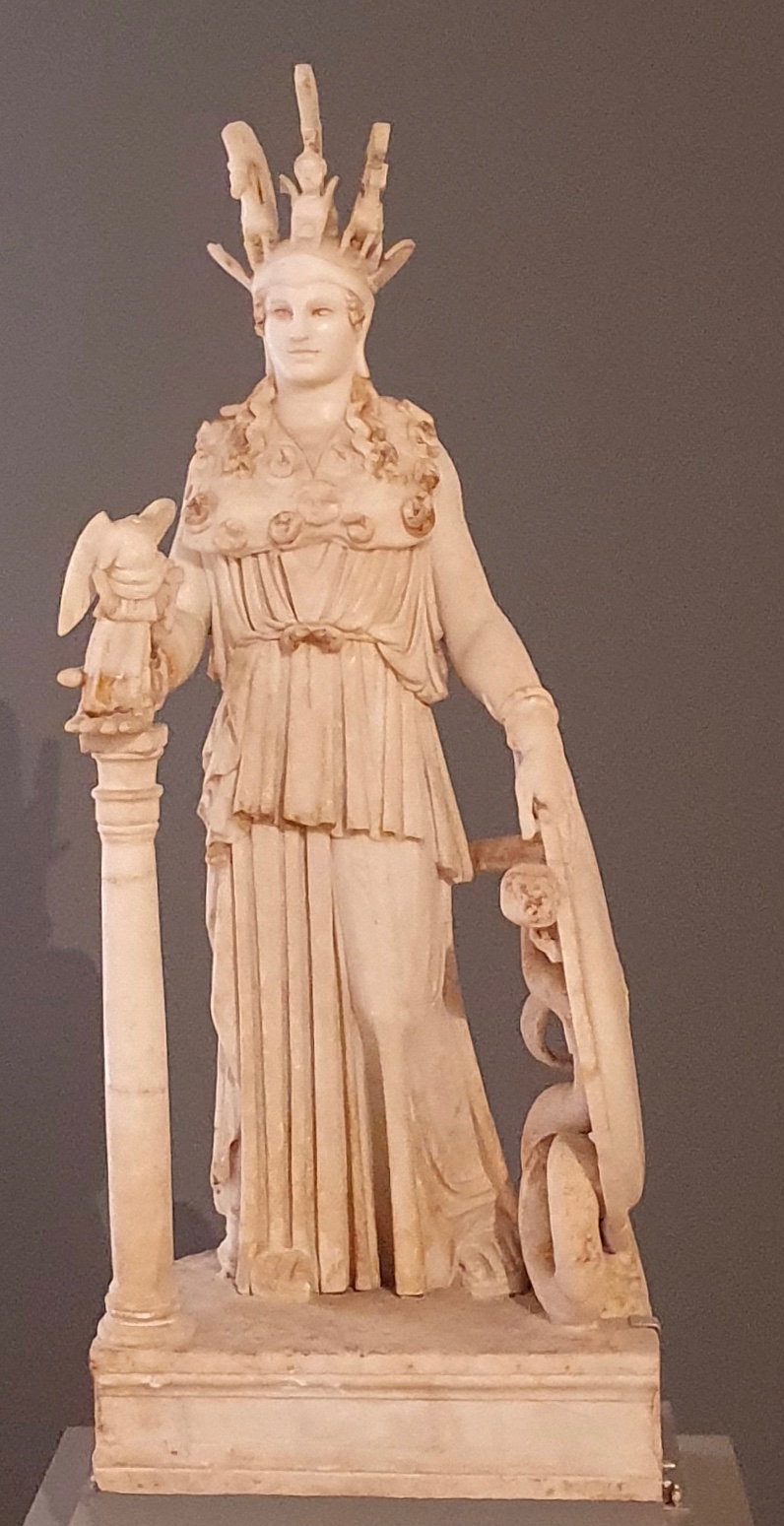
Athéna de Varvakéion. Musée national archéologique d'Athènes.
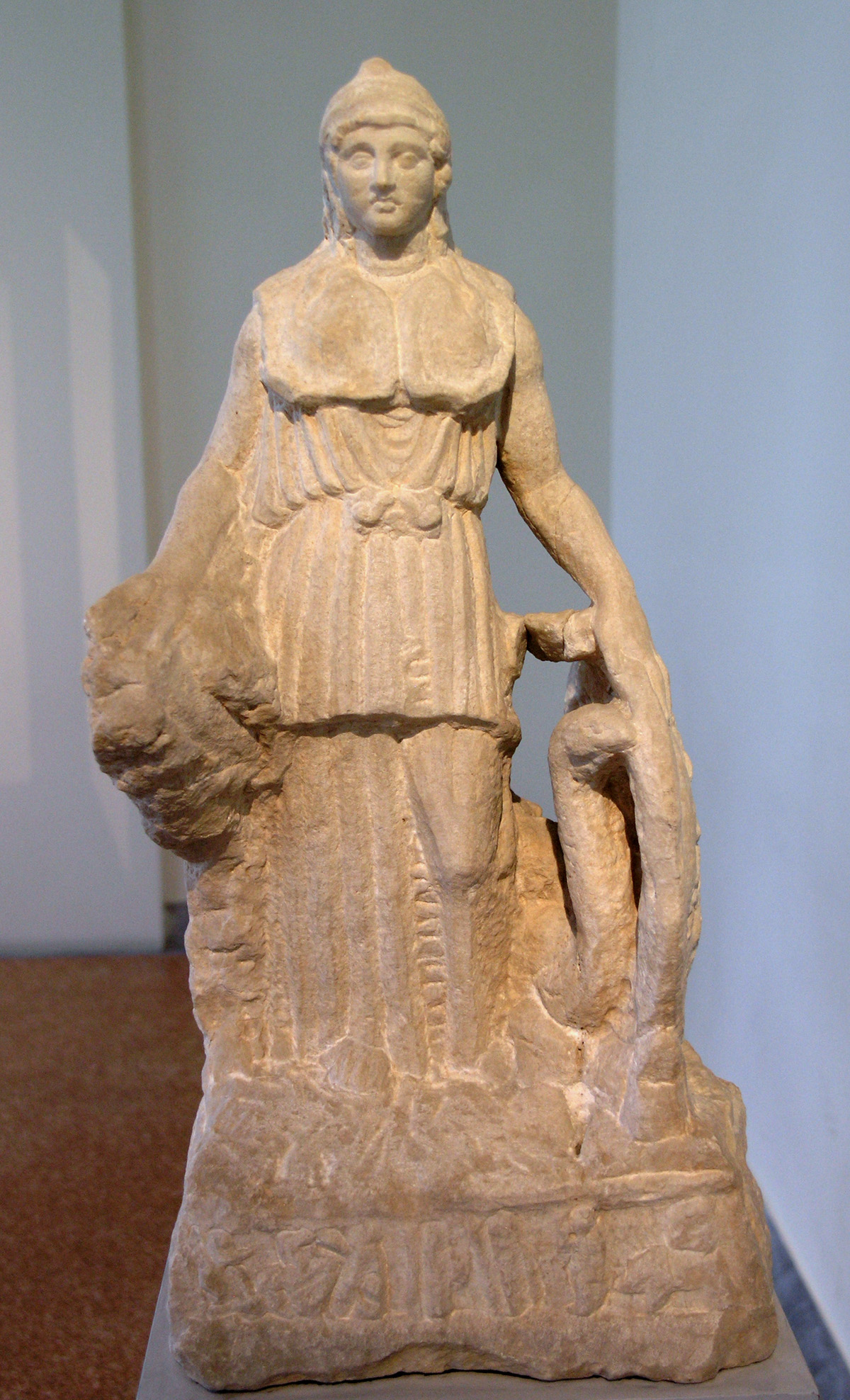
Athéna Lenormant. Musée national archéologique d'Athènes.
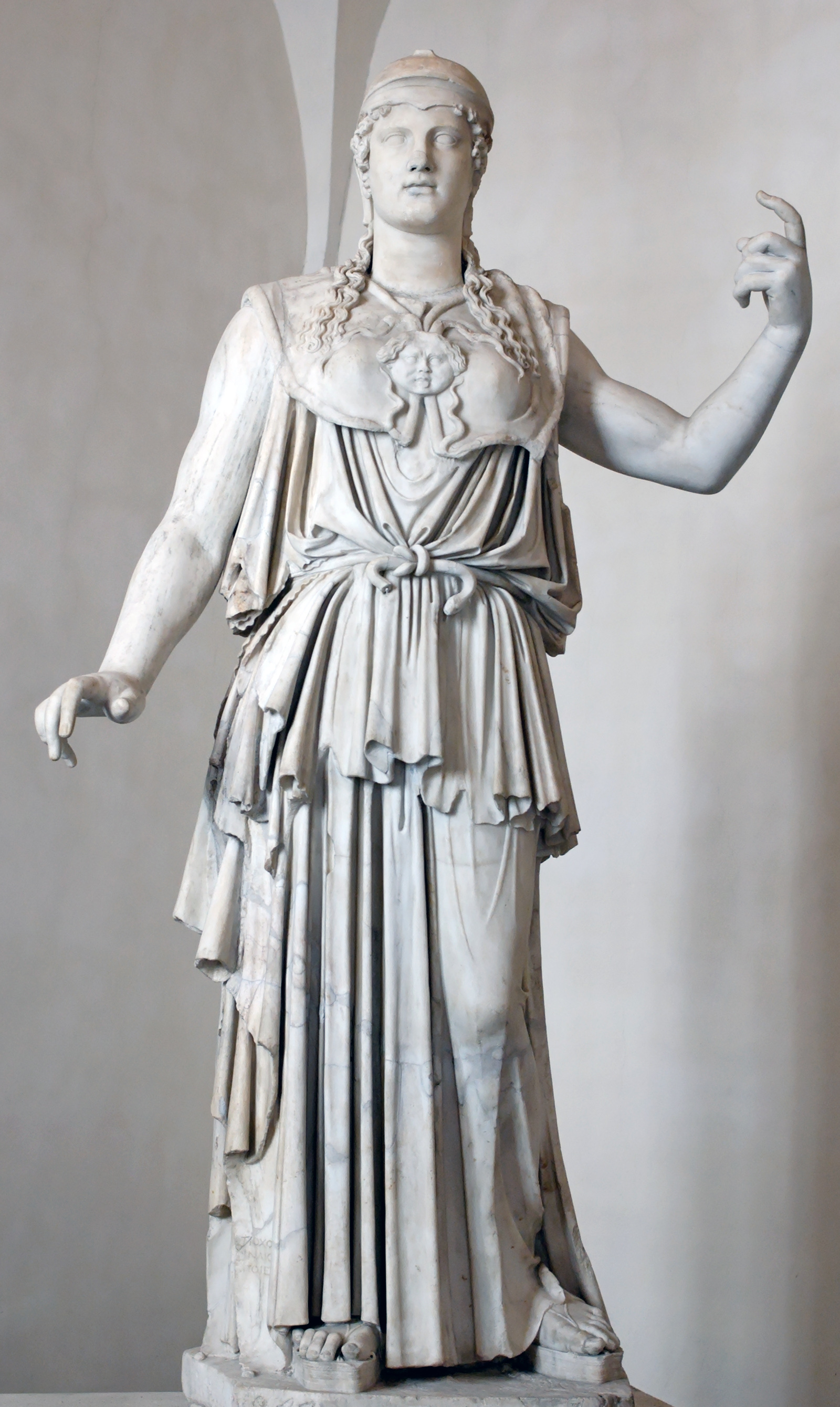
Athéna Parthénos du palais Altemps (avec quelques restaurations du XVIIe siècle).
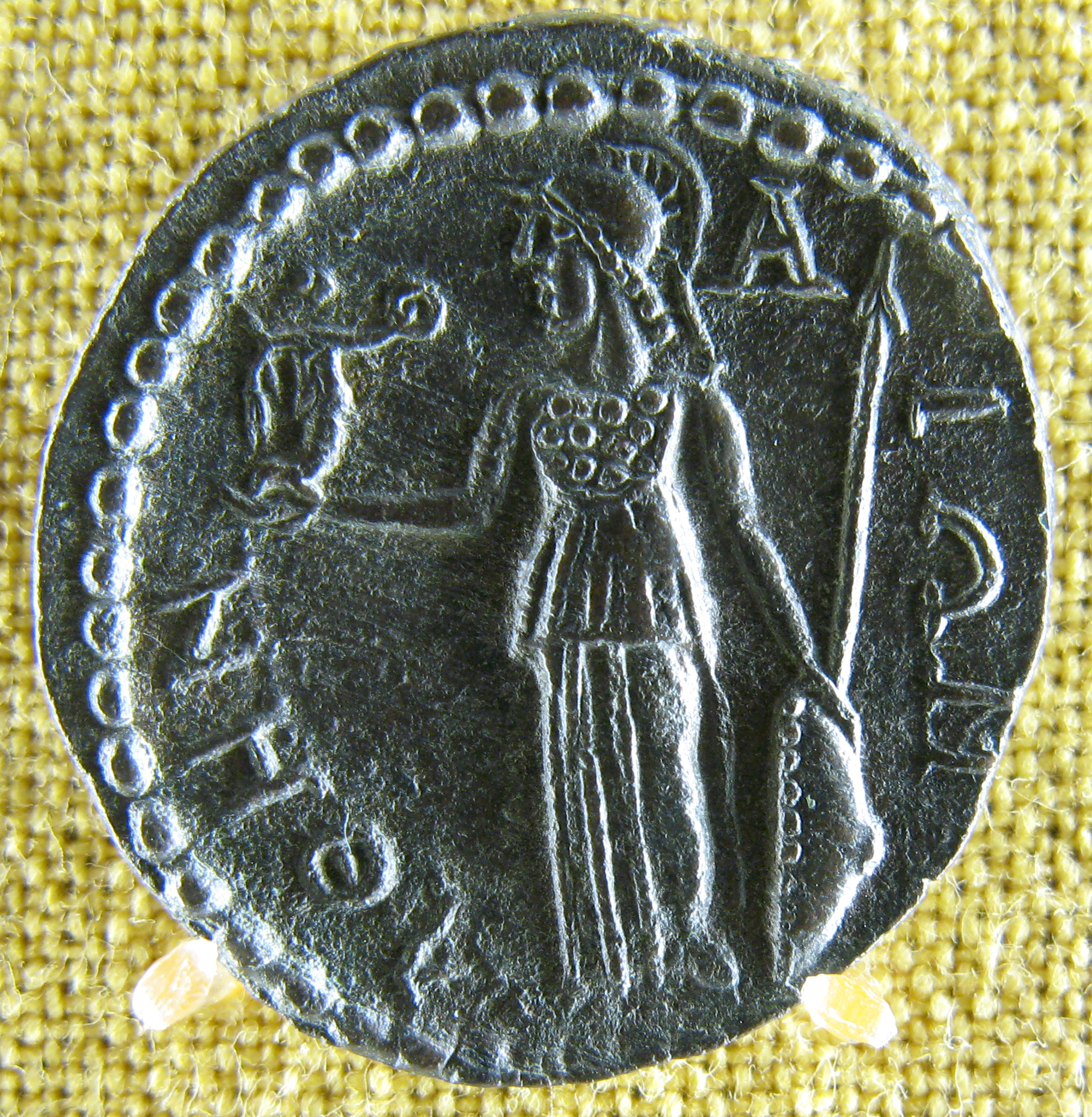
Drachme d'Athènes représentant l'Athéna Parthénos. IIIe siècle av. J.-C., Musée Numismatique d’Athènes.

Parmi les autres représentations de l'époque classique, la Pallas de Velletri du Louvre est une copie d'époque romaine à partir d'un original attribué à Crésilas et datée des alentours de 430, où la déesse casquée tient une lance de la main droite, levée, et a la main gauche paume ouverte, pour tenir une coupe ou une statuette de Niké. On lui connaît plusieurs répliques. Un type voisin est l'« Athéna de Cherchell ». Certains y voient des possibles répliques de l'Athéna Héphaïsteia attribuée à Alcamène (v. 430/420), mais l'original pourrait être légèrement plus tardif,. D'autres types de la seconde moitié du Ve siècle av. J.-C. sont ceux des Athéna/Minerve Ince, Albani, Hope-Farnese, parmi lesquelles se trouve peut-être une copie de l'Athéna Itonia d'Agoracrite, ou l'« Athéna à la ciste » du Louvre, ainsi nommée parce qu'elle porte de la main gauche une ciste (corbeille) d'où s'échappe un serpent. L'Athéna du Pirée, en bronze, trouvée en 1959 dans ce port, appartient au même type que l'Athéna Mattei (ou Athéna pacifique) en marbre exposée au Musée du Louvre. La déesse est représentée casquée, tendant une main la paume ouverte pour tenir un attribut (une phiale ? une statuette de Niké ? une chouette ?). L'original daterait du IVe siècle av. J.-C. et serait l’œuvre de Céphisodote ou bien Euphranor. La statue du bronze du Pirée pourrait être l'original en question, mais il pourrait s'agir d'une copie plus tardive, du IIe siècle av. J.-C.. Durant l'époque hellénistique sont mis au point des types dérivés des précédents, comme l'Athéna à l'égide oblique de facture classicisante, tandis que l'Athéna à l'égide disposée en croix provenant de Pergame s'inscrit plus dans une veine hellénistique (« éclectique »),.

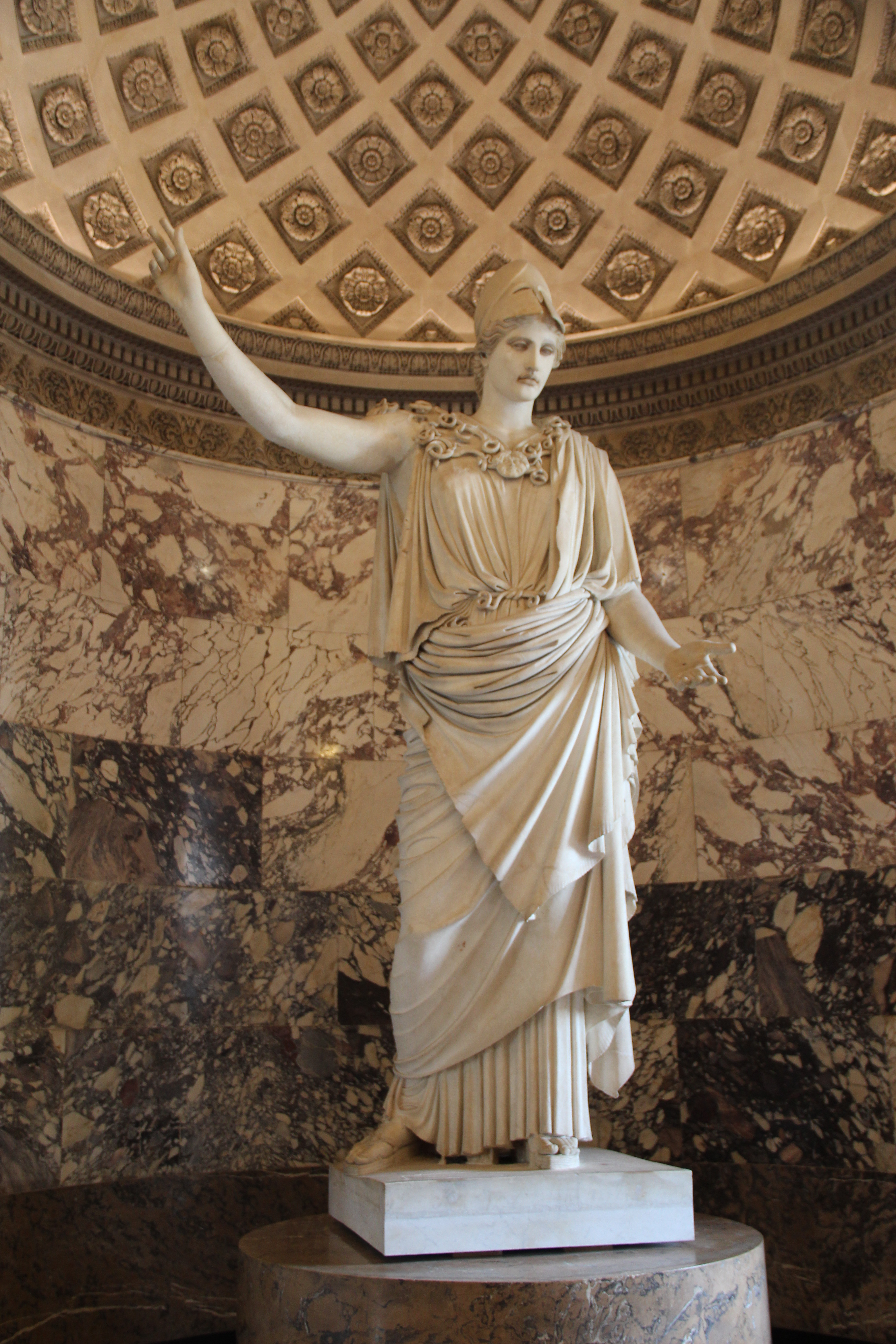
Pallas de Velletri. Musée du Louvre.
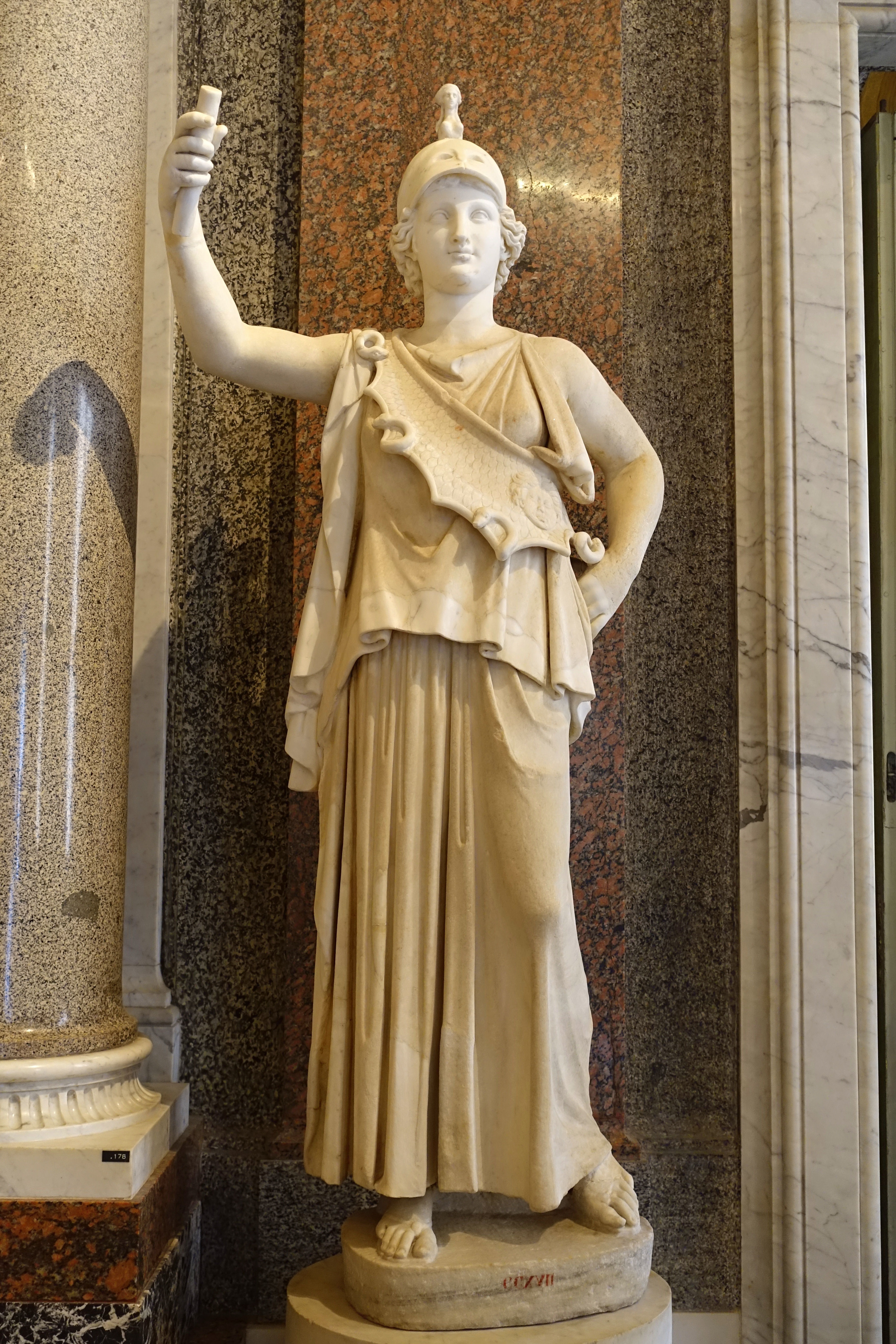
Athéna de type Cherchell-Ostie. Galleria Borghese.
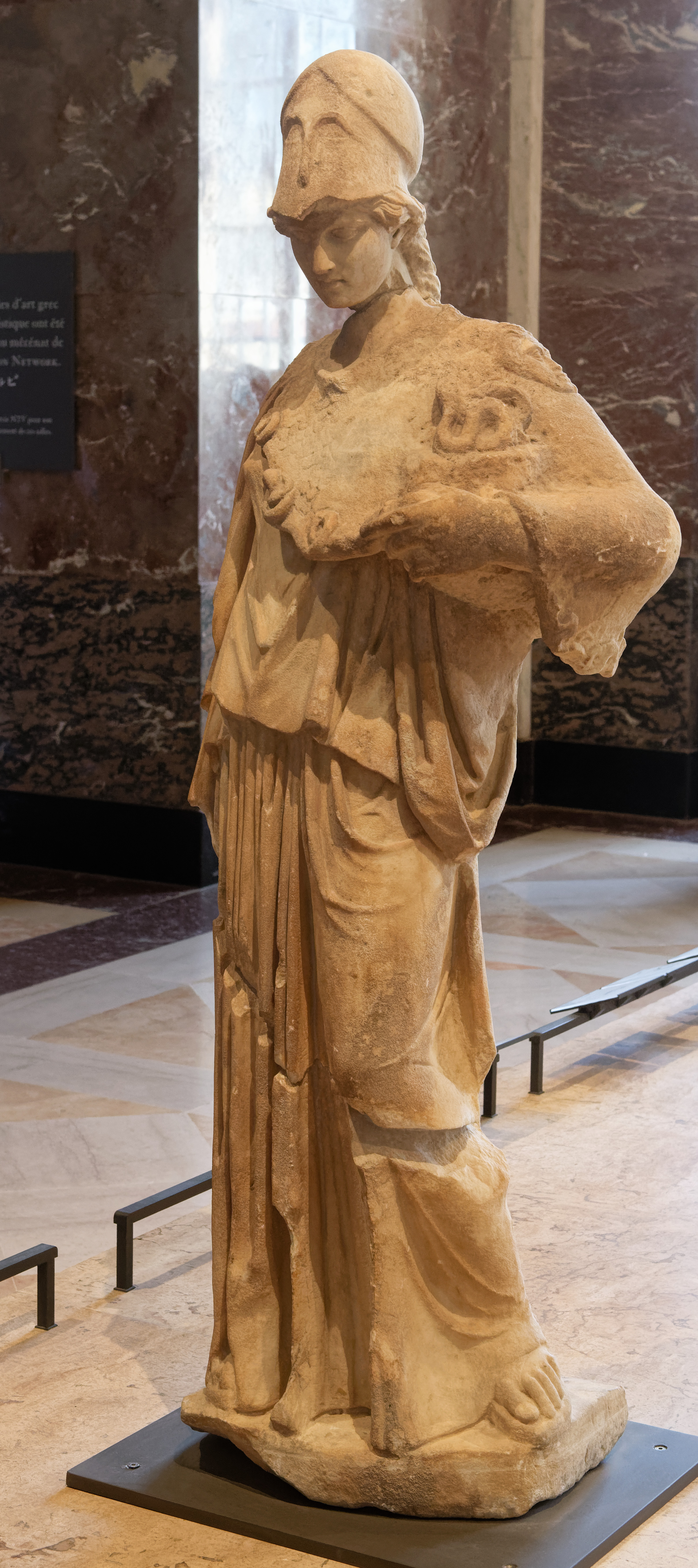
Athéna à la ciste (corbeille) avec le serpent Érichthonios. Musée du Louvre.
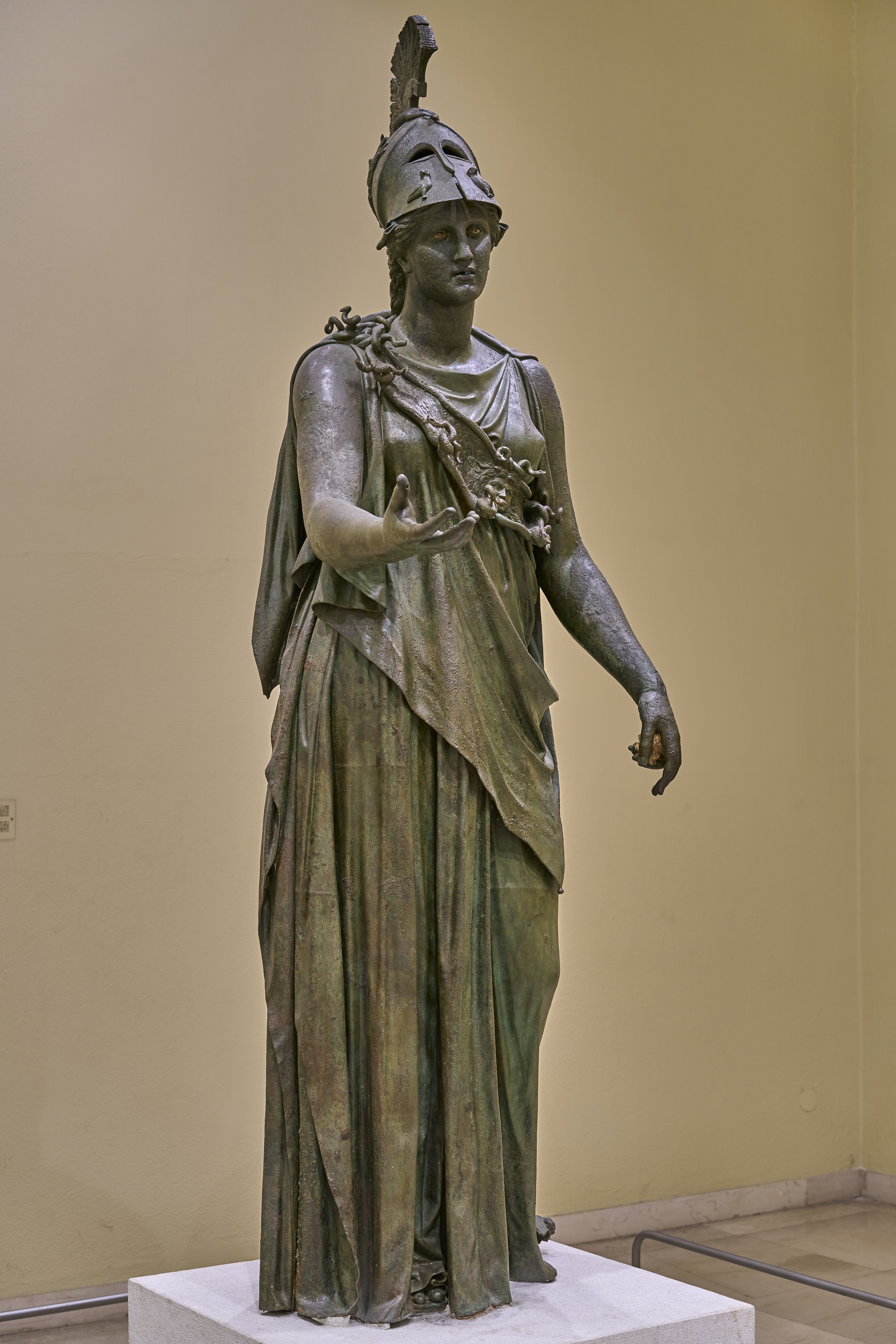
Athéna du Pirée. Musée archéologique du Pirée.
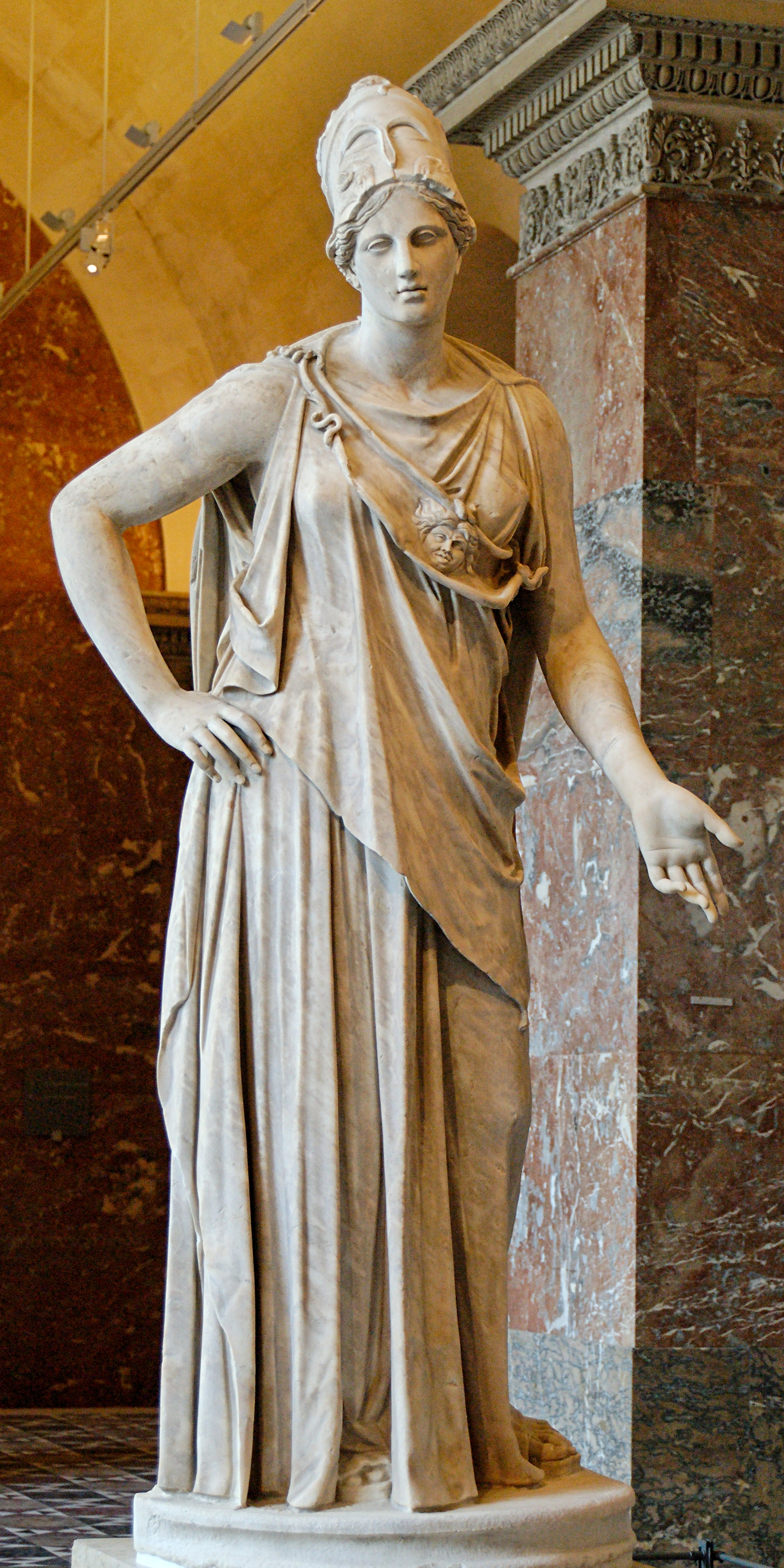
Athéna Mattéi. Musée du Louvre.
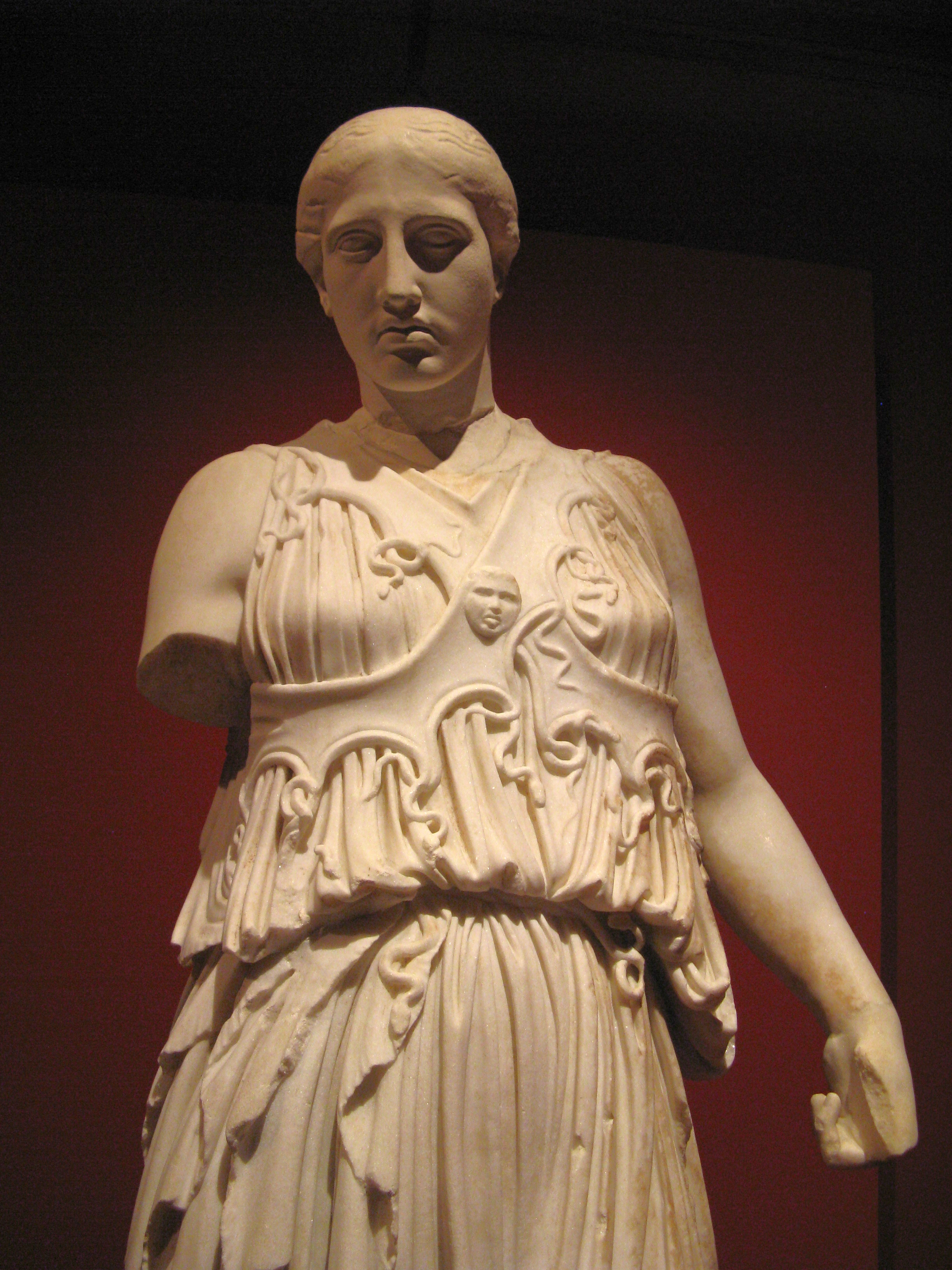
Athéna à l'égide en croix. Pergamon Museum.

Il existe aussi des représentations de la déesse assise ou trônant : figurines et statuettes, peintures sur vases, monnaies. Pausanias (I, 26, 4) évoque une représentation d'Athéna par Endoios (v. 530-525) que l'on a rapprochée d'une statue fragmentaire de jeune femme mise au jour sur l'Acropole athénienne. Strabon (XIII, 601) mentionne des statues d'Athéna assise à Phocée, Chios, Massalia et Rome.
Les bas-reliefs sur stèles athéniens des Ve – IVe siècle av. J.-C. fournissent aussi des représentations d'Athéna sous différents aspects. Parmi les œuvres les plus remarquables se trouve l'Athéna « contemplative » ou « mélancolique », renvoyant peut-être à un contexte sportif.

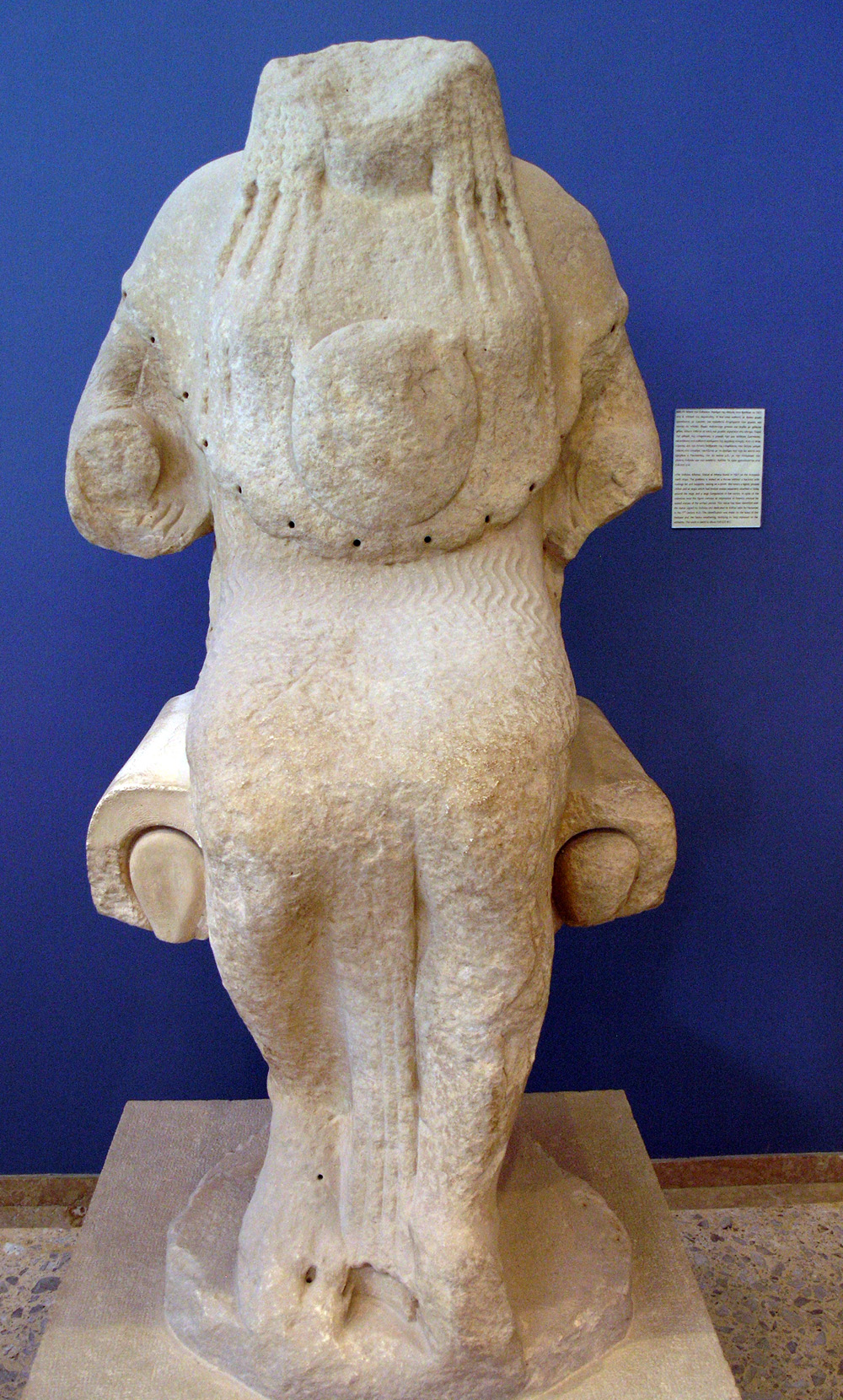
Korè assise, généralement reconnue comme l'Athéna assise d'Endoios. Musée de l'Acropole d'Athènes.
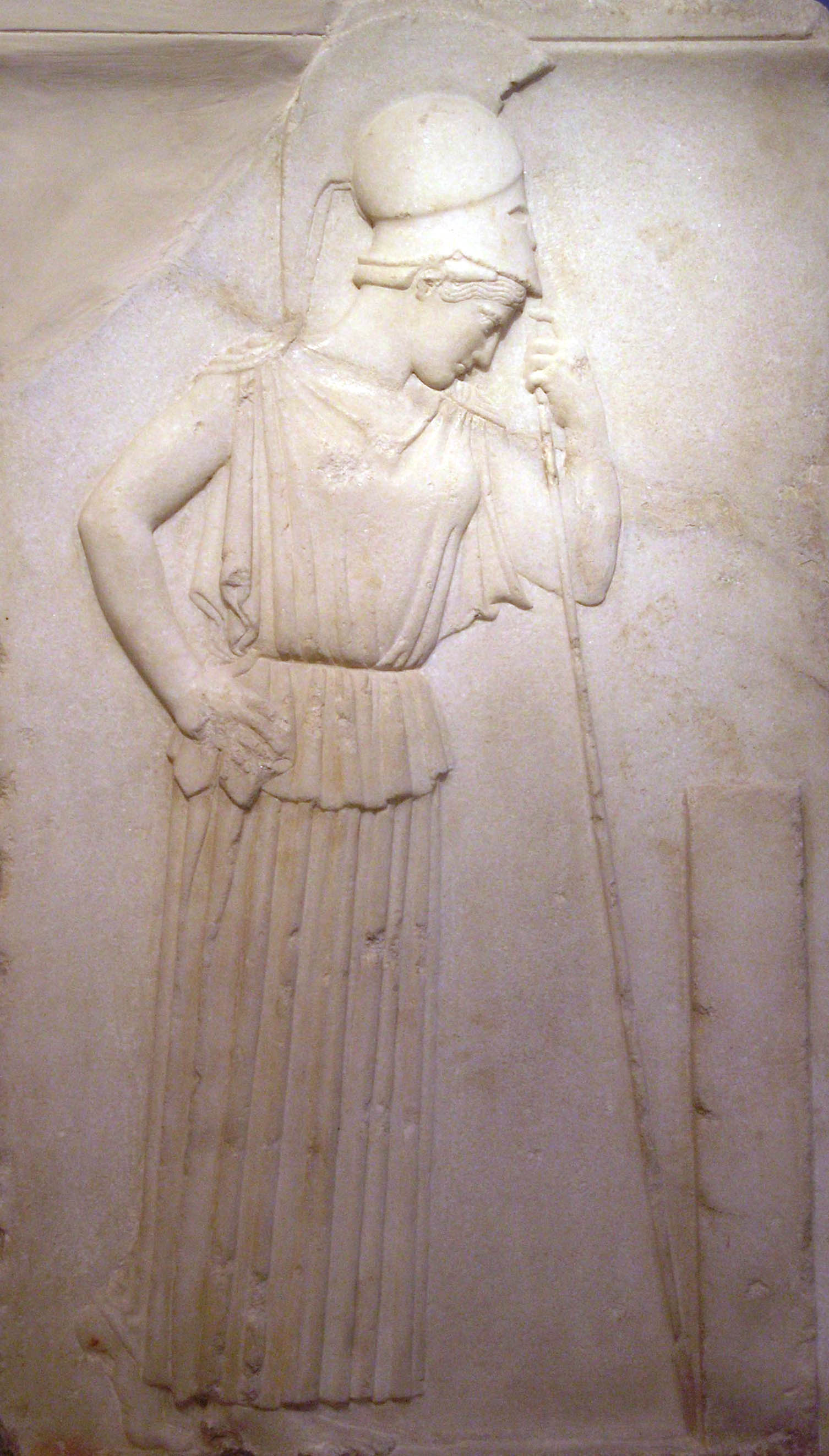
Athéna « contemplative », vers 460 avant notre ère. Musée de l'Acropole d'Athènes.
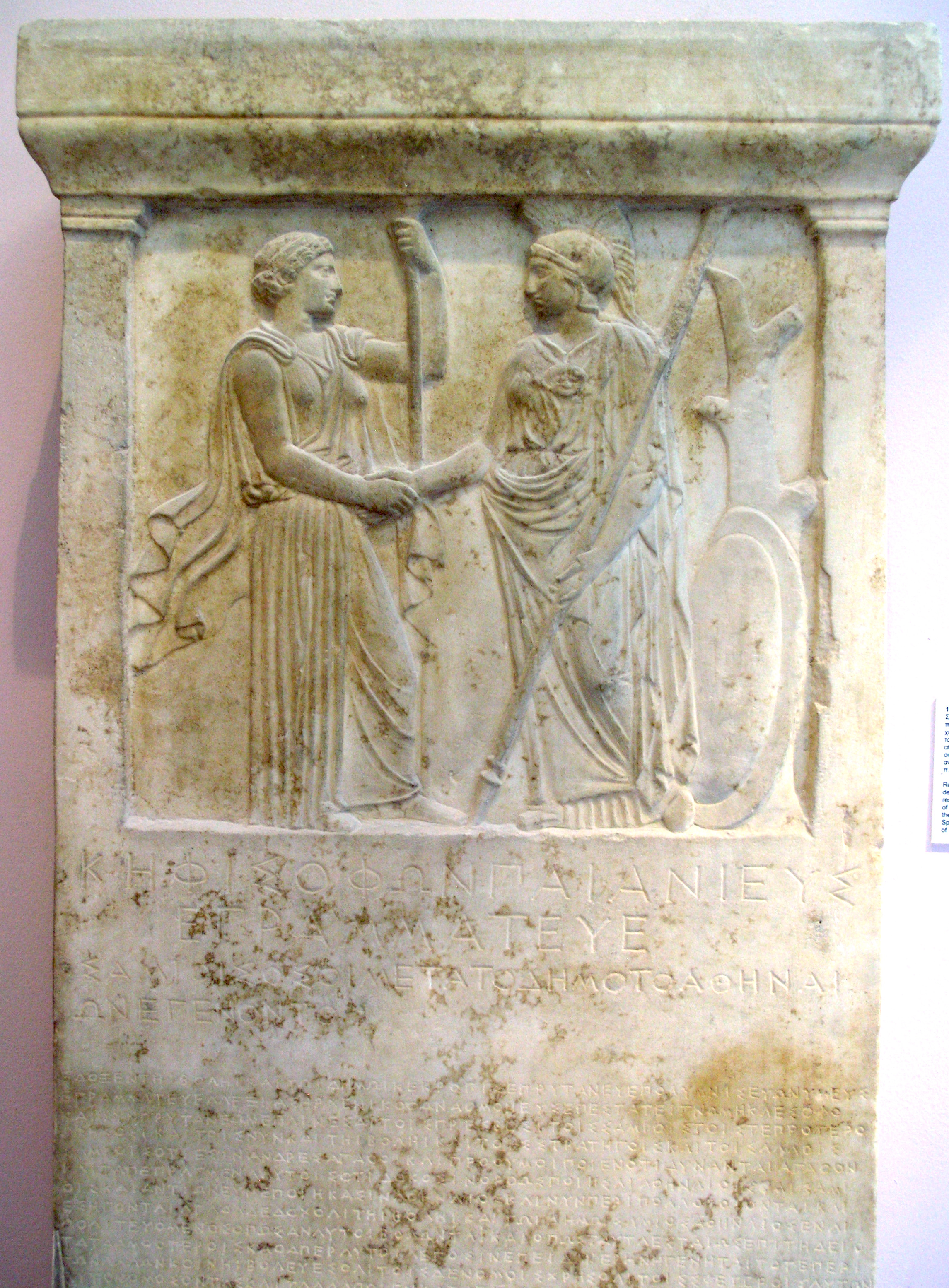
Stèle commémorant la loyauté de Samos envers Athènes après la défaite de la seconde face aux Spartiates à Aigos Potamos (405). Les deux cités sont symbolisées sur le bas-relief par leurs déesses tutélaires respectives, Héra et Athéna, se serrant la main. Musée de l'Acropole d'Athènes.

De nombreuses représentations d'Athéna s'intègrent dans des scènes narratives reprises de la mythologie grecque et des épopées, et la mettent donc en relation avec d'autres divinités et des humains. Dès l'époque archaïque les vases peints représentent la naissance de la déesse, sa participation à la Gigantomachie, au jugement de Pâris, à l'introduction d'Héraclès dans l'Olympe. Elle est aussi représentée au sein d'assemblées divines, ou bien avec d'autres divinités, notamment Zeus, Poséidon et Héphaïstos. Son rôle de protectrice des héros est également une source d'inspiration pour les artistes, par exemple la décapitation de Méduse par Persée, conseillé par Athéna. Elle figure également dans des scènes rituelles, en Promachos accueillant des processions. Pour l'époque classique, le programme décoratif des temples de l'Acropole athénienne domine. Les réalisations les plus célèbres sont celles du Parthénon : sur la frise des Panathénées qui la représente avec d'autres divinités et une Gigantomachie, sur les frontons, dont il ne reste que des fragments, d'un côté sa naissance et de l'autre sa dispute avec Poséidon,. De cette période date aussi le groupe de Myron, situé sur l'Acropole, représentant Athéna et le satyre Marsyas qui reprend l'aulos que la déesse a délaissé, connu par des textes et des copies,.

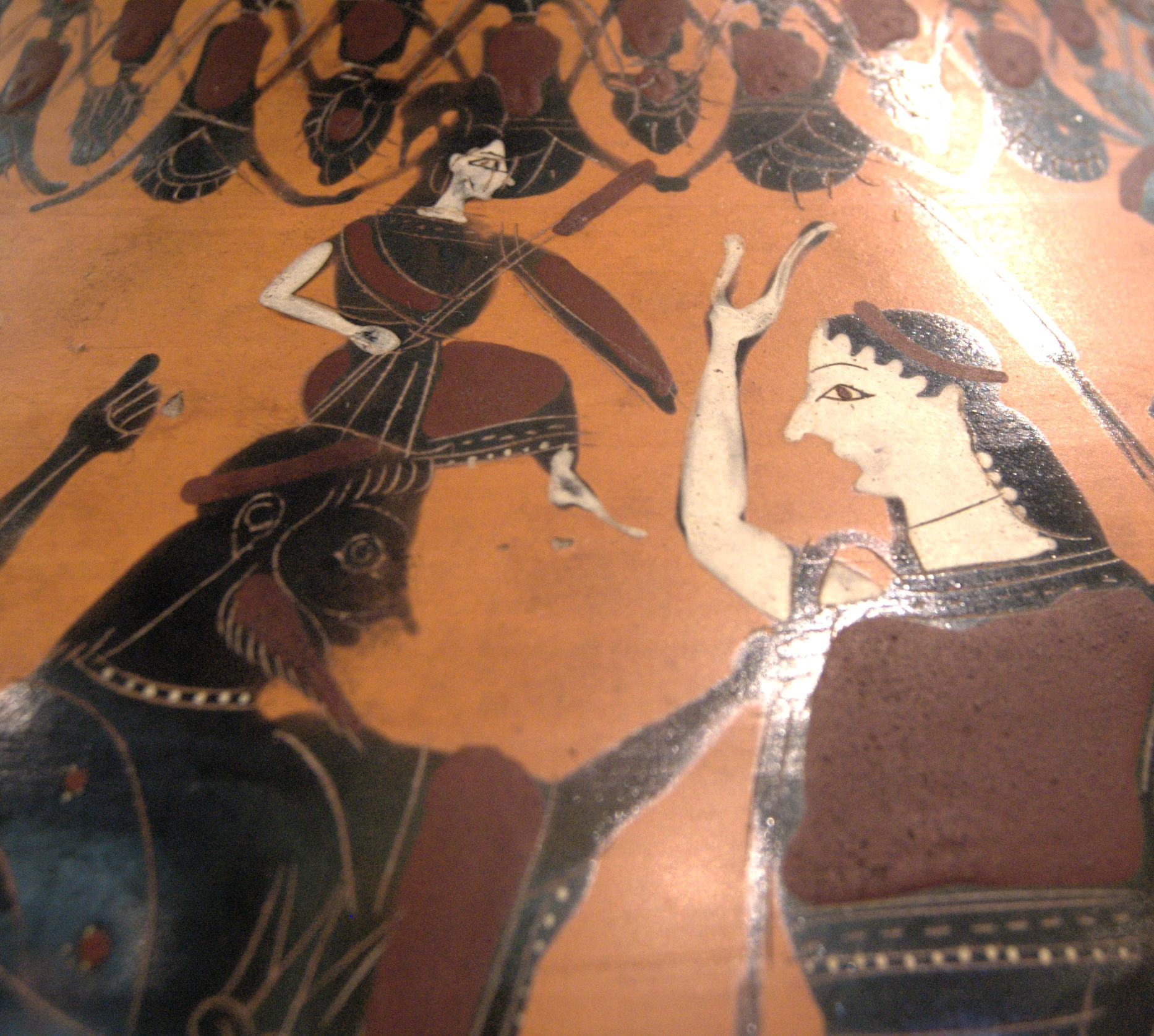
Naissance d'Athéna qui surgit en armes du crâne de Zeus, Ilithyie (?) à droite. Détail d'une amphore à figures noires, v. 550-525 av. J.-C.
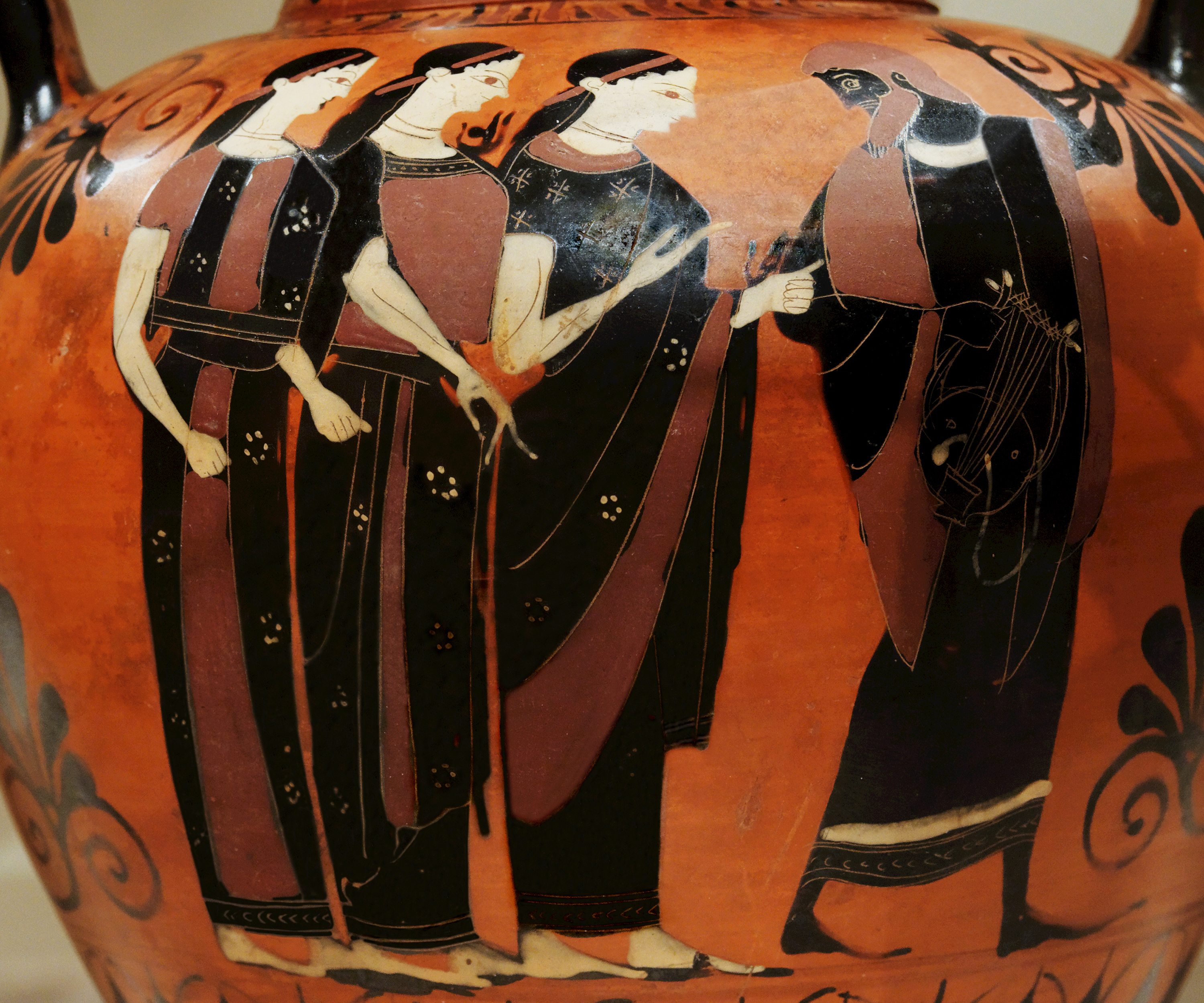
Le jugement de Pâris, détail d'une amphore à col attique à figures noires, v. 540-530 av. J.-C. Metropolitan Museum of Art.
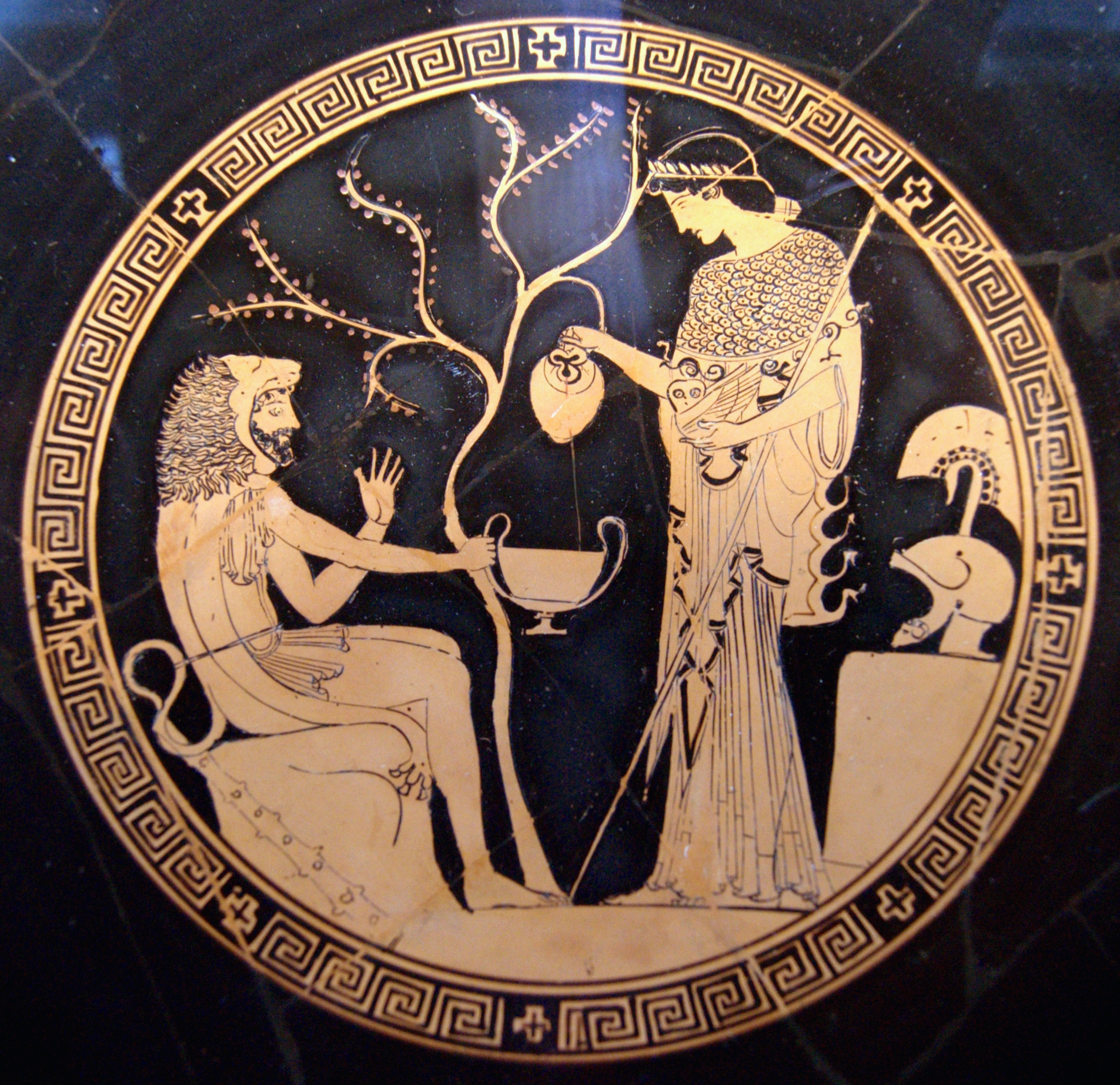
Athéna et Héraclès, médaillon d'un kylix attique à figures rouges, 480-470 av. J.-C., Vulci. Collections d'Antiquités de l'État bavarois.
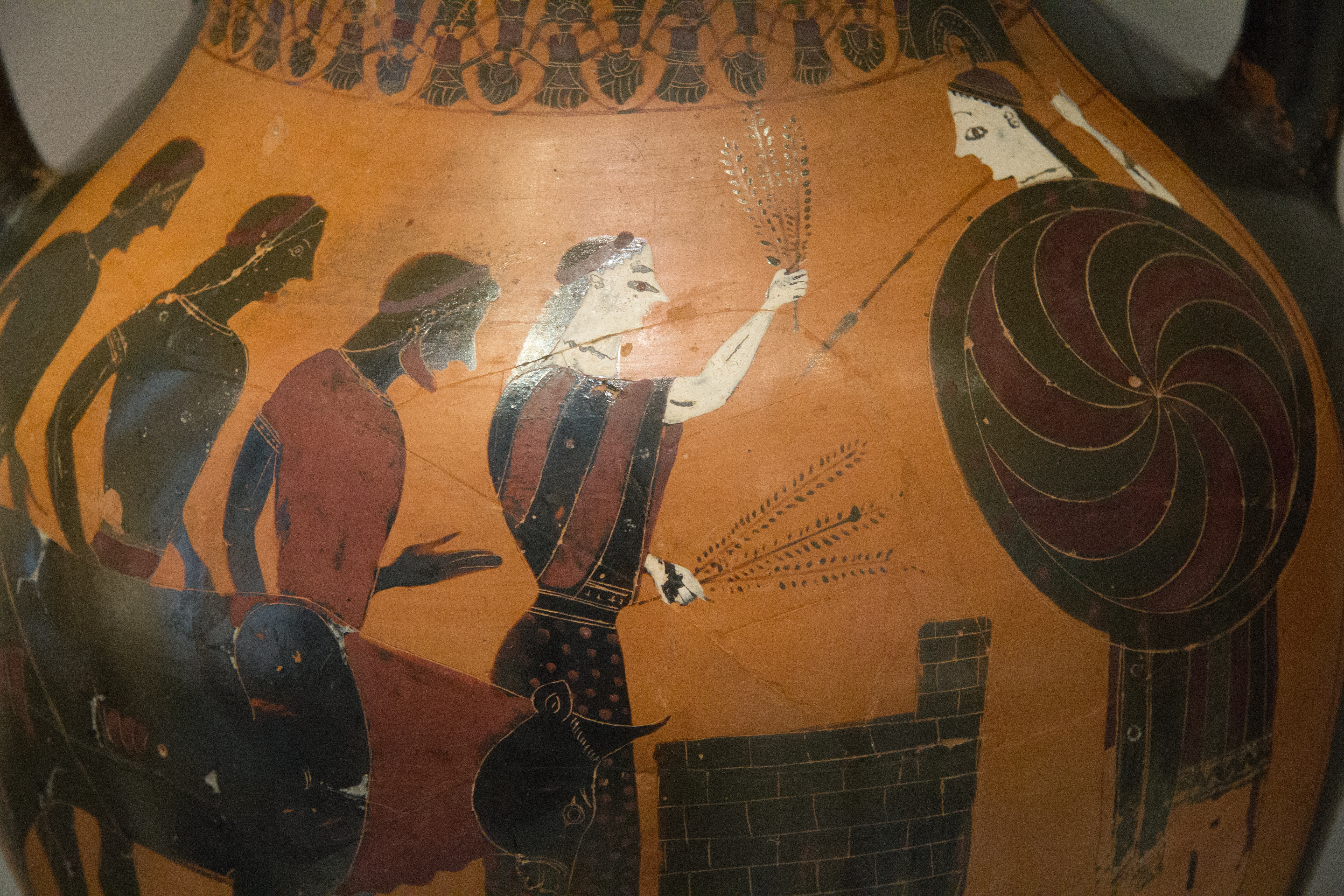
Scène de sacrifice à Athéna, détail d'une amphore à figures noires, v. 550-540 av. J.-C., Vulci. Antikensammlung Berlin.
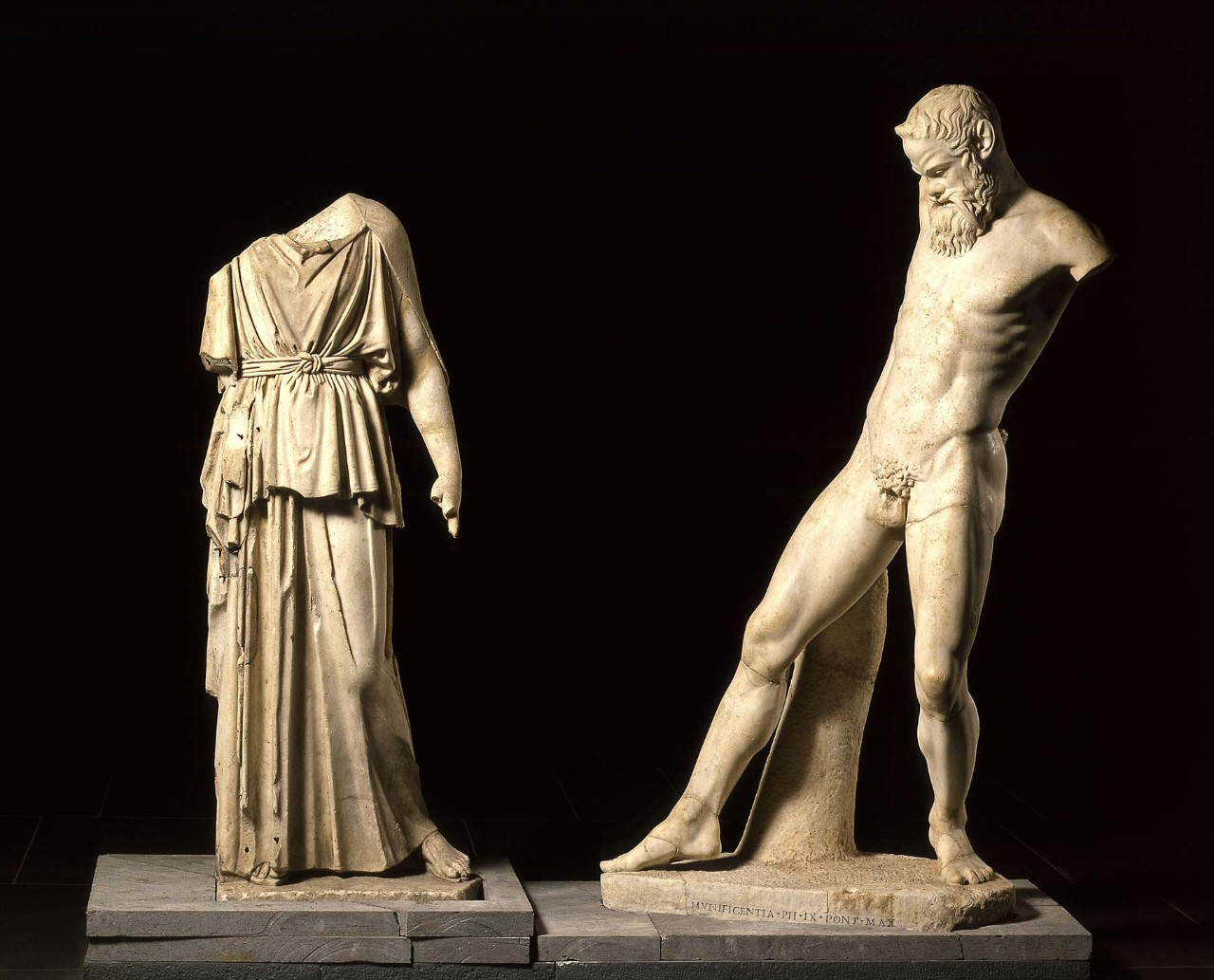
Marsyas, copie première moitié Ier siècle de notre ère et moulage en plâtre de l’Athéna dite « Lancellotti ». Musée grégorien profane.

## Relations avec les autres divinités
Comme toute divinité d’une religion polythéiste, Athéna est loin d’être un être isolé. Elle entre en relation avec d'autres divinités aussi bien dans les mythes que dans les rites. Ses fonctions s'éclairent particulièrement par l'analyse de ses rapports avec certaines divinités avec lesquelles elle est le plus souvent mise en rapport, que ce soit en complémentarité ou en opposition. C'est en premier lieu son père Zeus, dont elle est la fille préférée. Les spécialistes de la religion grecque ont aussi mis en avant ses différentes interactions avec Poséidon, avec Héphaïstos et avec Arès. Elles font notamment ressortir le fait qu'Athéna est une divinité de l'intelligence et des techniques, aussi une civilisatrice.

### La fille de Zeus

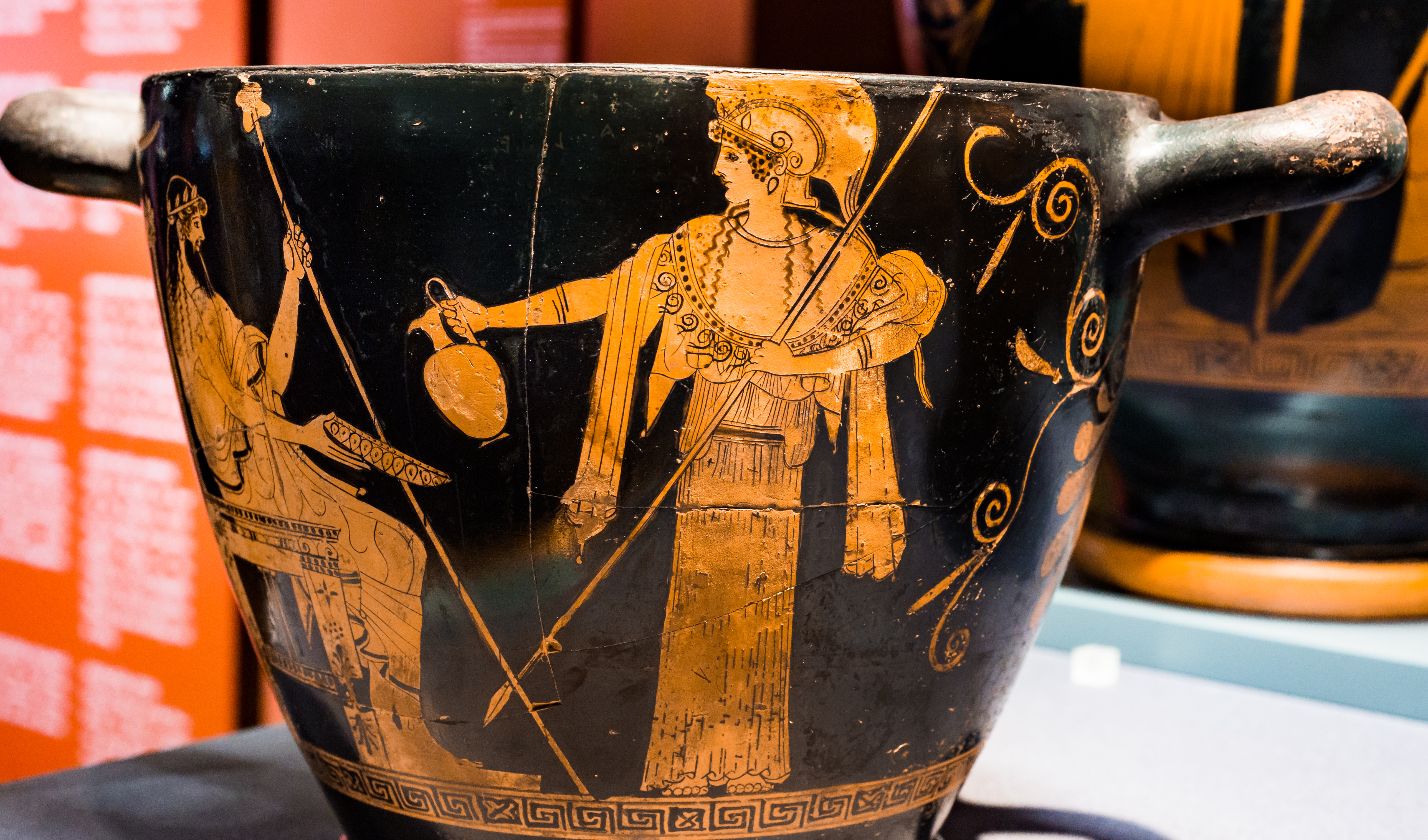
Athéna versant du vin à Zeus. Skyphos à figures rouges attribué au « Peintre de Lewis », v. 480-470 av. J.-C. Musée d'Histoire de l'art de Vienne.

Athéna est la fille de Zeus, la divinité suprême des Grecs, le roi des dieux et le plus puissant d'entre eux, ce qui est en soi un gage de grande influence. Qui plus est, il est couramment mis en avant qu'elle entretient une relation spéciale avec son père, même parmi ses enfants. Parce qu'elle est née de lui seul (après qu'il a avalé sa mère Métis), elle est « celle des enfants de Zeus qui est toute à lui et de lui » (T. Gantz). Dans le chant V de l'Iliade (880), Arès reproche à Zeus de lui laisser faire ce qu'elle veut parce qu'elle est née de lui seul. Les épopées homériques en font clairement la fille favorite de Zeus, celle qui le connaît le mieux et qui sait obtenir ses faveurs. Elle l'assiste au combat et accomplit ses décisions, agissant en quelque sorte comme son « bras armé ». Ce motif est repris par les poètes tragiques athéniens, notamment dans Les Euménides d'Eschyle et Les Troyennes d'Euripide. Son père lui fait tellement confiance qu'il lui prête son foudre.
Ce lien privilégié se voit aussi dans le culte, en particulier à Athènes, où les deux sont associés en tant que garants du corps social, de la souveraineté et des institutions. Certes Athéna est la divinité principale de la cité, mais son lien avec Zeus est constamment rappelé, ou en arrière-plan, de manière à capter sa grande puissance et son autorité pour le bien des Athéniens, ce qui ressort notamment de la présence d'un autel à Zeus Polieus sur l'Acropole, dans le principal sanctuaire d'Athéna. Ailleurs, ils sont vénérés conjointement sous des aspects dupliqués : Athéna Boulaia-Zeus Boulaios à la Boulè, Athéna Phratria-Zeus Phratrios pour patronner les phratries, Athéna Archegetes-Zeus Archegetis invoqués en tant que figures fondatrices, Athéna Soteira-Zeus Soter ont une procession lors de la fête des Diisoteria, Athéna Moria et Zeus Morios protègent les oliviers,. De la même manière à Sparte on retrouve des tandems Athéna-Zeus pour l'agora (Agoraia/Agoraios), l'accueil des étrangers (Xenia/Xenios) et le Conseil (Amboulia/Amboulios). Ils sont également associés à Cos et à Rhodes en tant que figures souveraines et sauveuses.
Les artistes athéniens représentent à plusieurs reprises Athéna en lien avec son père, par le motif répandu de sa naissance, ou encore lors de la Gigantomachie et l'immortalisation d'Héraclès, le héros divinisé leur étant souvent associé.

### Une déesse vierge
Athéna est une des déesses vierges, comme Artémis et Hestia. Cela ressort de son épithète Parthenos, qui désigne la jeune fille en âge d'être mariée mais qui ne l'est pas, que portent aussi les deux autres déesses vierges (et un aspect d'Héra). Il sert à désigner sa statue du Parthénon. Employé dans la poésie et des dédicaces, il ne s'agit apparemment pas d'un surnom sous lequel elle est honorée dans des rituels. Son épithète Pallas pourrait également avoir un sens similaire, mais c'est débattu.
Le seul dieu qui ait tenté de s'unir à Athéna est Héphaïstos. Mais de cette tentative est né Érichthonios, mis au monde par Gaia, qu'Athéna décide d'élever et essaye sans y arriver de le faire accéder à l'immortalité,,. Ce récit d'origine locale athénienne, notamment dans la version du Pseudo-Apollodore (3, 14, 6) est néanmoins l'un de ceux qui s'attarde le plus sur la féminité de la déesse, ici présentée à la manière de la jeune fille nubile (parthenos) qui devient la proie d'un dieu masculin, cherche à lui échapper mais finit forcée à une relation sexuelle qui donne naissance à un enfant. Bien que le viol n'ait pas lieu dans le cas d'Athéna, la déesse n'en finit pas moins par élever un enfant, dans un geste de tendresse qui là encore l'inscrit dans un rôle correspondant à la vision de la féminité de son temps. Cela l'éloigne temporairement de son aspect habituel de déesse qui ne semble pas susciter le désir des autres, ou du moins qui sait l'éviter, qui font qu'elle a pu être désignée par des chercheurs modernes comme asexuée ou androgyne.
En tout cas elle est parfois opposée à Aphrodite, comme l'est aussi Artémis, par son absence de recherche de séduction. Leur antagonisme, sans doute ravivé par le jugement de Pâris, est patent dans plusieurs passages de l’Iliade, où elle remet la déesse de l'amour à sa place verbalement (V, 418-425) puis physiquement (XXI, 423-430).
Athéna est considérée comme belle. Dans son Hymne au bain de Pallas, Callimaque chante la sobre beauté de la déesse : « Athéna ne veut point de mixtures parfumées. Point de miroir non plus : son visage est assez beau pour toujours. »

### Athéna et les autres grands dieux

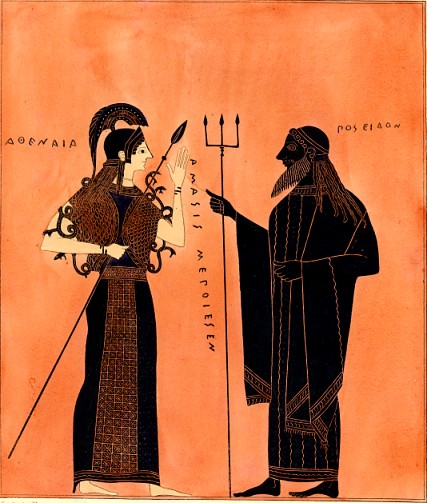
Poséidon et Athéna (identifiés par des inscriptions). Vase à figures noires du Peintre d'Amasis, v. 540 av. J.-C. Cabinet des Médailles.

Poséidon est un dieu avec lequel Athéna est mise en concurrence pour la protection/possession d'Athènes, qui voit gagner Athènes mais laisse tout de même une place à Poséidon dans le culte athénien, car le dieu a prouvé qu'il était une force redoutable avec laquelle il fallait composer. Il est vénéré à côté d'elle sur l'Acropole, dans l'Érechtheion. Le cap Sounion associe également deux temples des deux divinités, tandis que Colone dispose d'un autel dédié au duo Athéna Hippia-Poséidon Hippios. Comme évoqué plus haut, ce qui se joue dans l'opposition et la collaboration entre ces deux divinités renvoie probablement à une dualité entre intelligence pratique (mètis) et force brute de la nature, ou alors « un efficace chassé-croisé de force élémentaire et de savoir technique » (W. Burkert) : Poséidon représente plus la fougue du cheval tandis qu'Athéna est celle qui aide à le dompter par la technique et le met ainsi à la disposition des hommes ; Poséidon est le dieu des flots agités que les marins invoquent pour calmer les tempêtes tandis qu'Athéna est celle qui instruit et guide les pilotes de bateaux pour arriver à bon port ; Poséidon offre aux Athéniens une source d'eau salée tandis qu'Athéna leur donne l'olivier cultivé,.

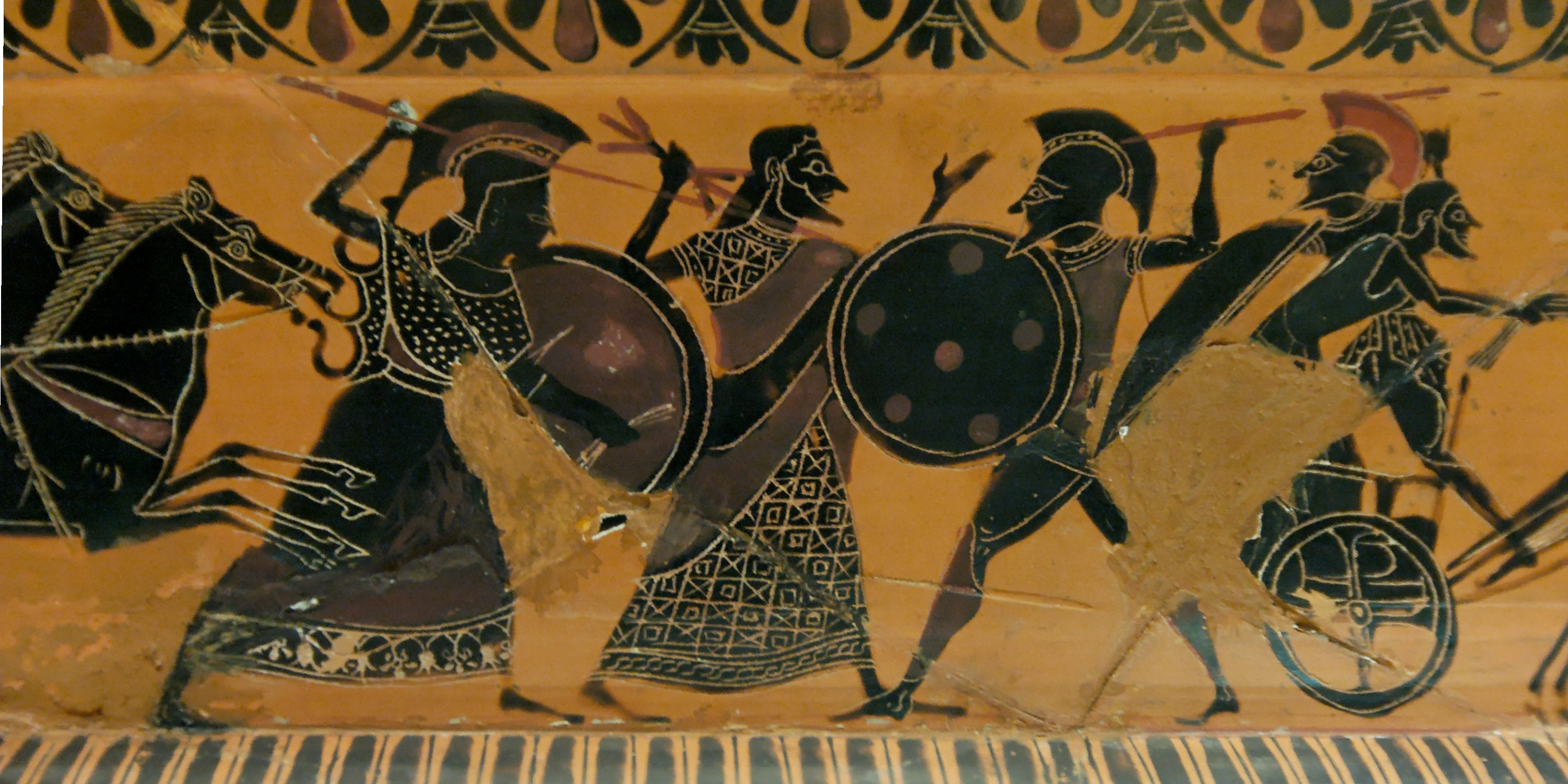
Zeus s'interpose entre Athéna et Arès, cratère à volutes de Nicosthénès, v. 540-510 av. J.-C. British Museum.

Arès est un autre dieu auquel Athéna est souvent associée, cette fois-ci pour son aspect guerrier. Le second Hymne homérique à Athéna indique :

« Je chante d'abord Pallas Athéna, protectrice des cités, la terrible déesse qui s'intéresse, avec Arès, aux travaux de la guerre, au pillage des villes et aux clameurs guerrières : elle protège aussi les soldats, quand ils partent et quand ils reviennent. »

— Hymne homérique à Athéna (II) (trad. J. Humbert).
Ils sont également évoqués conjointement sous leur jour guerrier et pillard dans le Bouclier d'Héraclès, poème (faussement) attribué à Hésiode, et l’Iliade  (XVIII, 516-517) dit qu'ils sont représentés tous les deux sur le bouclier d'Achille (réalisé par Héphaïstos). Athéna, par son côté guerrier représente davantage l'art de bien se protéger et de prévoir les combats à venir, que l'art du combat lui-même, incarné par Arès dans sa sauvagerie meurtrière. Cette opposition présente néanmoins des limites puisqu'Athéna a également des traits de guerrière féroce. Dans l’Iliade, Arès est généralement en situation de désavantage face à Athéna, qui est dans le camp des vainqueurs achéens alors qu'il est du côté des perdants troyens. Parmi les épisodes marquant leur rivalité, la déesse l'emporte sur lui dans le combat entre les divinités olympiennes (XXI, 391 et sq.) et aide Diomède à le blesser sur le champ de bataille (V, 890 et sq.).

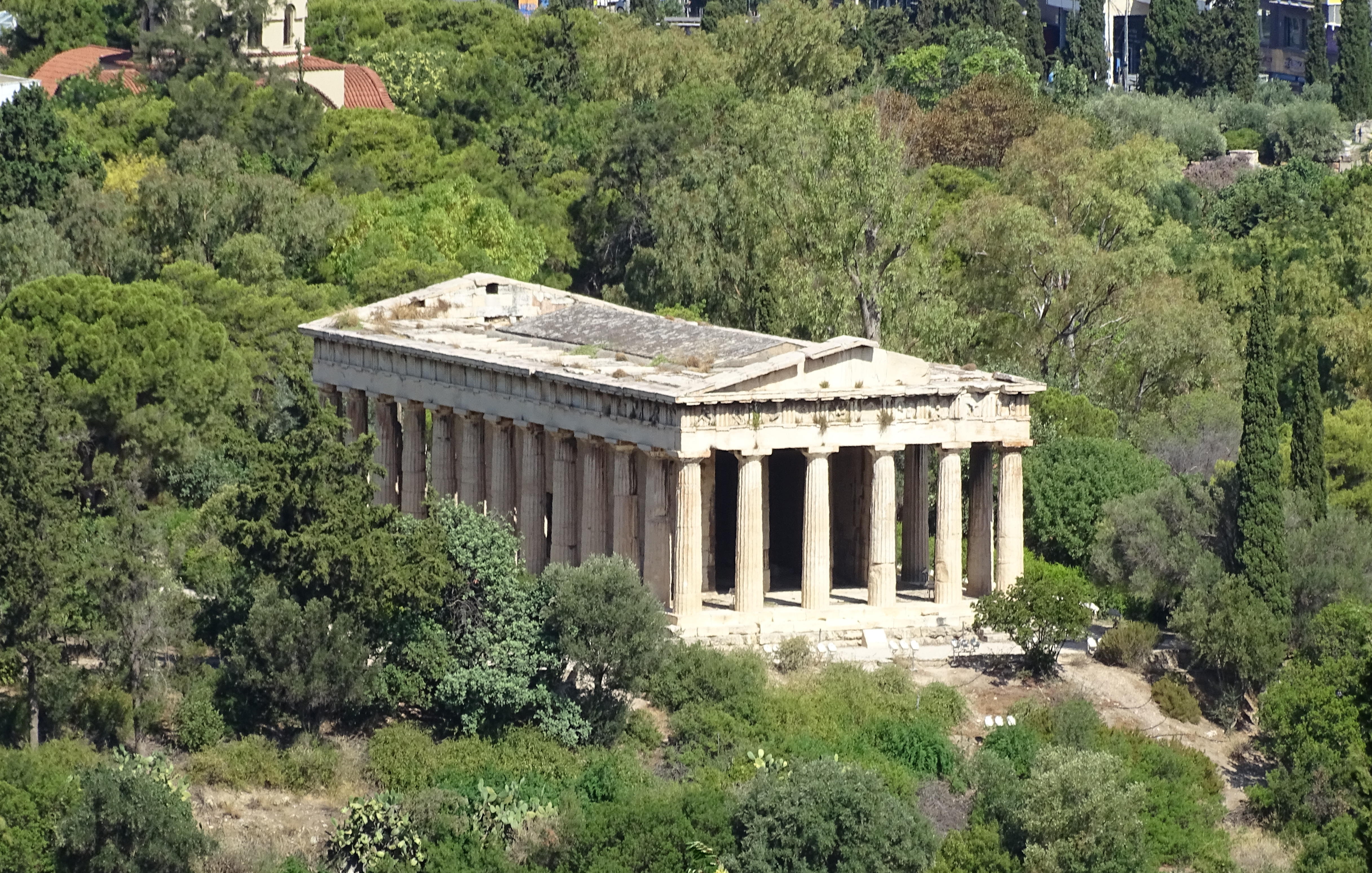
L'Héphaïstéion de l'Agora d'Athènes, où est également vénérée Athéna Ergane.

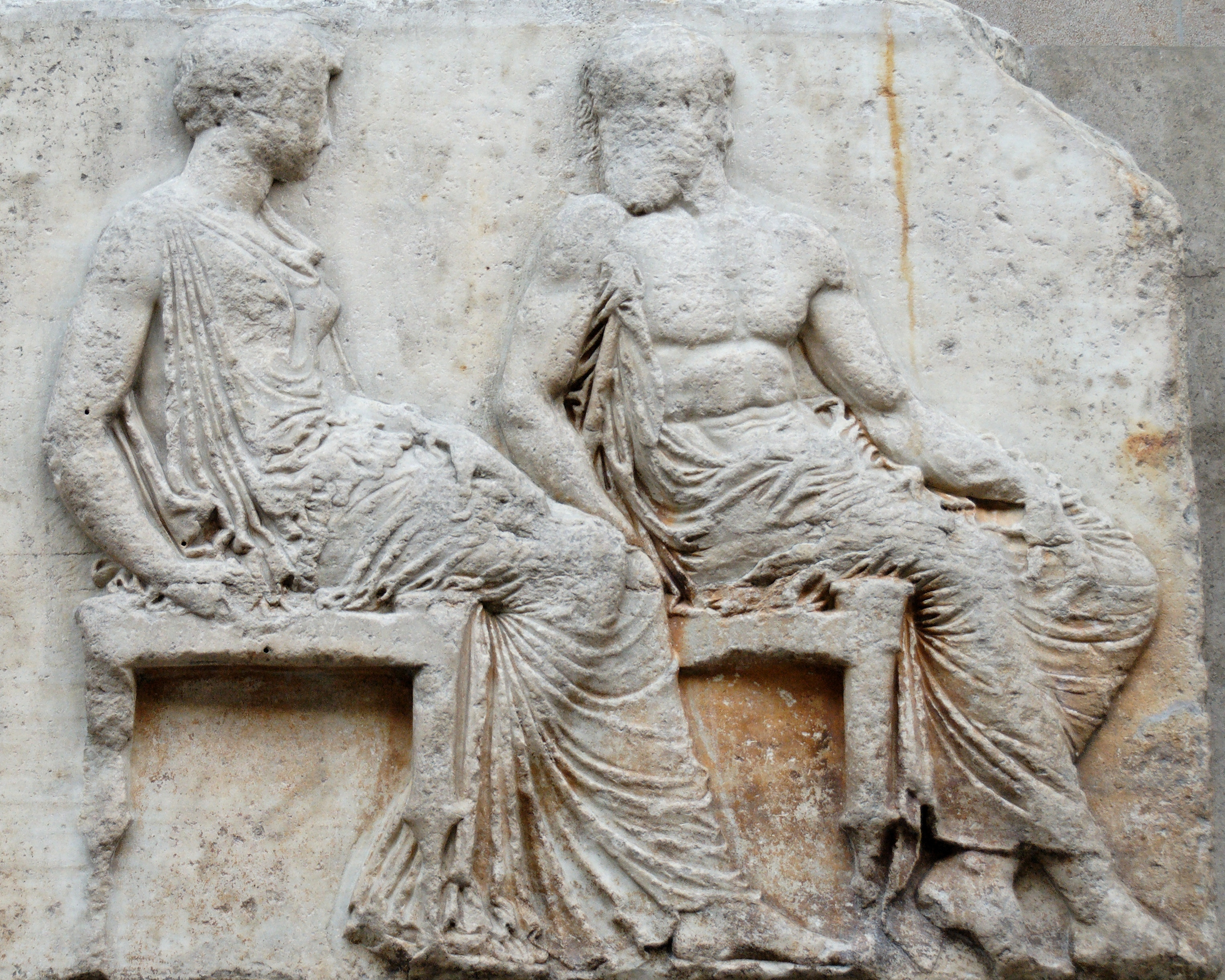
Athéna et Héphaïstos, frise des Panathénées (Parthénon). British Museum.

Héphaïstos est un autre dieu souvent associé à Athéna. Dans la mythologie, il est celui qui lui permet de sortir du crâne de Zeus en le fracassant d'un coup de hache. Ils participent à donner naissance, là encore de manière chaotique et atypique, à Érichthonios, le « fils adoptif » d'Athéna. Ils partagent le fait d'être des dieux des artisans et des techniques : lui est plutôt du côté des arts du feu, bruyants et salissants, elle en revanche se salit moins les mains parce qu'elle travaille plutôt le textile ou enseigne différentes techniques à d'autres. Dans l’Odyssée (VI, 233-234), les deux instruisent les hommes dans l'art du travail des métaux précieux. Dans l'art, il existe des représentations où Héphaïstos donne à Athéna des objets manufacturés. Dans le culte athénien, ils sont surtout associés en tant que divinités des artisans, donc quand elle revêt l'épithète Ergane, dans le temple d'Héphaïstos surplombant l'Agora (où elle porte aussi le surnom Hephaïsteia, « d'Héphaïstos »). Ils y sont célébrés conjointement lors de la fête des Chalkeia et Athéna est également honorée lors des Héphaisties.

### Syncrétismes et interprétations

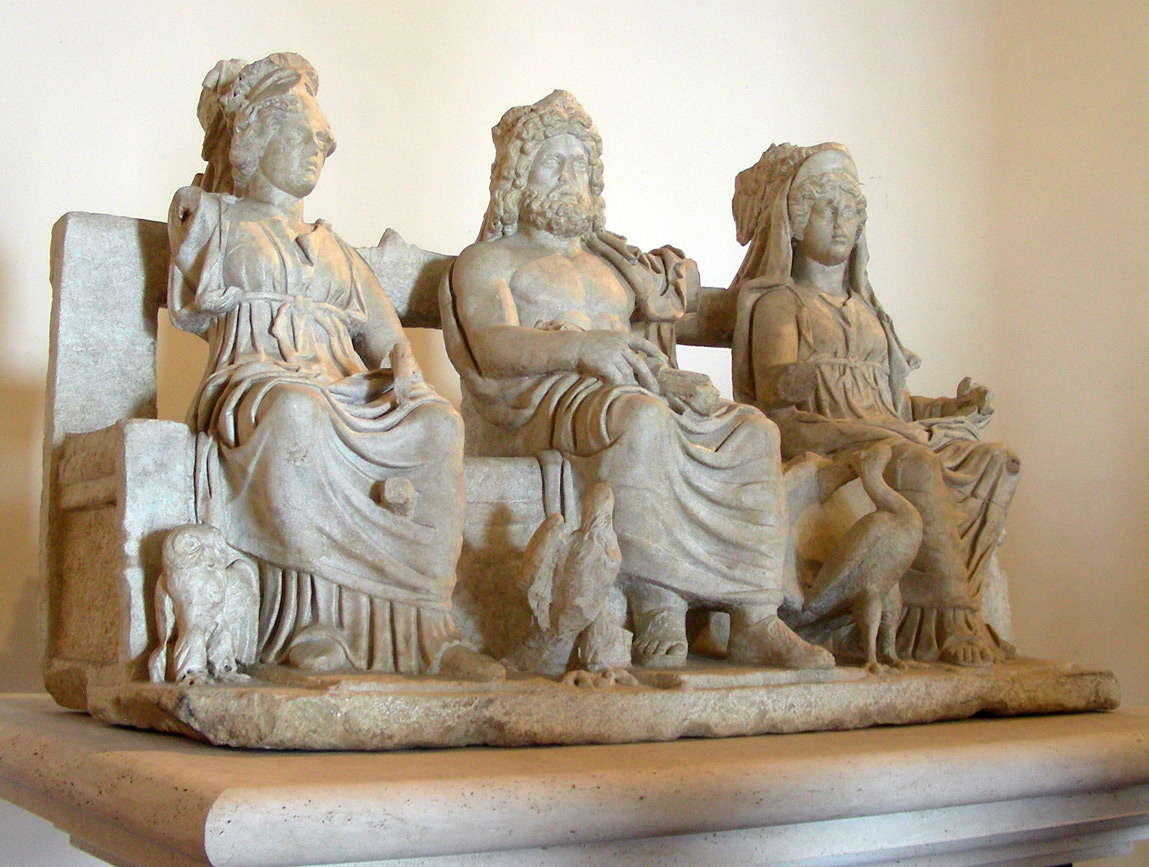
Triade capitoline : Minerve avec la chouette, Jupiter avec l'aigle et Junon avec une oie. Musée national d'archéologie prénestine.

Dès l'Antiquité, les contacts entre cultures ont donné lieu à des syncrétismes plus ou moins poussés entre Athéna et des déesses avec lesquelles elle présente des traits communs. La plus fameuse et celle qui a eu le plus de la postérité est son assimilation avec la déesse romaine Minerve, qui s'inscrit plus largement dans un mouvement d'hellénisation des divinités romaines, à l’œuvre dès l'époque de la République. Elle se traduit avant tout par le fait que l'iconographie de Minerve est reprise d'Athéna, de même que son rôle dans la mythologie. En revanche dans le culte l'assimilation n'est pas totale, les deux divinités restant distinctes. Minerve a une fonction protectrice majeure dans la cité de Rome, puisqu'elle fait partie de la triade capitoline aux côtés de Jupiter et de Junon, ce qui a sans doute joué dans son identification à Athéna. C'est aussi une divinité artisane, autre point commun avec Athéna. Elle a également un aspect guérisseur, Minerva Medica, qui rappelle Athéna Hygieia. En revanche son rôle majeur dans les rites de passage à l'âge adulte a plutôt des parallèles avec Artémis et Apollon.
À Chypre, où se rencontrent les cultures grecque et phénicienne (en plus d'un fonds local), Athéna est identifiée à la déesse Anat, car elles présentent quelques points communs significatifs, comme le fait d'être filles d'un dieu souverain céleste (El dans le cas d'Anat), d'être des protectrices des cités avec des aspects guerriers. Une inscription bilingue grec-phénicien sur un autel trouvé dans l'ancienne Idalion indique dans la version grecque qu'il est dédié à Athéna Soteira Nikè (sauveuse et de la victoire) et dans la version phénicienne à Anat « refuge des vivants » (et au roi Ptolémée). Cette identification ne semble pas faite dans le reste du monde phénicien,.
Des auteurs grecs antiques, notamment Hérodote, suivant leurs habitudes d'interpréter les divinités étrangères en les identifiant avec la divinité grecque qui leur paraissait le plus lui ressembler mais sans que cela ne soit fait dans le culte local, ont rapproché Athéna de la déesse égyptienne à tête de crocodile, Neith, déesse tutélaire de Saïs, parce qu'elle a également des traits de guerrière et de tisserande. Elle est également assimilée à la déesse égyptienne à tête d’hippopotame, Taouret (Thouéris).
Hérodote (IV, 180) assimile également à Athéna une déesse libyque vénérée par les Auses et les Machlyes (dans la région actuelle de la petite Syrte), au bord du lac Triton, possible lieu de naissance de la déesse. Il relate un rite durant lequel deux troupes de jeunes filles combattent en l'honneur de cette déesse.

## Les cultes d'Athéna

Carte de la Grèce antique avec localisation des principaux sanctuaires d'Athéna et autres sites et régions mentionnés dans l'article.

### Athéna et Athènes

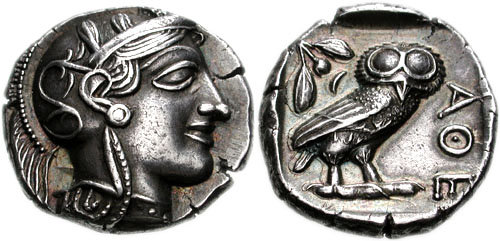
Tétradrachme athénien de la seconde moitié du À l'avers (« face »), tête d'Athéna de profil ; au revers (« pile »), chouette et rameau d'olivier avec l'inscription ΑΘΕ pour ΑΘHNAIΩN.

Protectrice des cités, Athéna est avant tout liée à Athènes. Son nom dérive probablement de celui de la cité, qui est donc son lieu de naissance, même si elle dérive de figures divines plus anciennes encore. En tout cas la filiation évidente entre les deux noms, que ce soit dans un sens ou dans l'autre, rappelle constamment le lien indéfectible entre la cité et la déesse. Selon R. Parker : « Athéna est Athènes ; les pièces de monnaie portent son image et ses symboles ; son trésor est en un sens la réserve de l'État ; les sujets de l’empire athénien subventionnent « Athéna qui gouverne Athènes », et les Athéniens eux-mêmes ne connaissent pas de moyen plus évident de dépenser les bénéfices de l’empire qu’en glorifiant la déesse. »

« Notre cité jamais ne périra conformément à un arrêt de Zeus ou à la volonté des bienheureux dieux immortels : telle est sa gardienne magnanime, fille d’un père puissant, Pallas Athéna, qui étend ses mains sur elle. »

— Solon (fr. 4W, 1-4).

« Toute la cité d'Athènes, comme toute l'Attique, est consacrée à Athéna — car quels que soient les dieux que chaque dème a l'habitude d'honorer, il n'en vénère pas moins aussi Athéna — »

— Pausanias, Description de la Grèce, I, 26, 6.
Dans les études modernes, elle est souvent décrite comme la divinité « tutélaire » d'Athènes, ou encore sa déesse « poliade » (« de la cité »), une modernisation de l'épiclèse Polias qui sert d'une manière générale à associer une divinité à une cité qu'elle protège et possède en quelque sorte. Si cette notion manque de pertinence pour la plupart des cités grecques, ce n'est pas forcément le cas à Athènes tellement le lien est fort et affirmé à de nombreuses reprises dans l'histoire. Mais pour autant les Athéniens ne se tournent pas toujours prioritairement vers Athéna. Ils peuvent selon les circonstances s'adresser à bien d'autres divinités, ce qui relativiserait le caractère « poliade » d'Athéna dans cette cité.

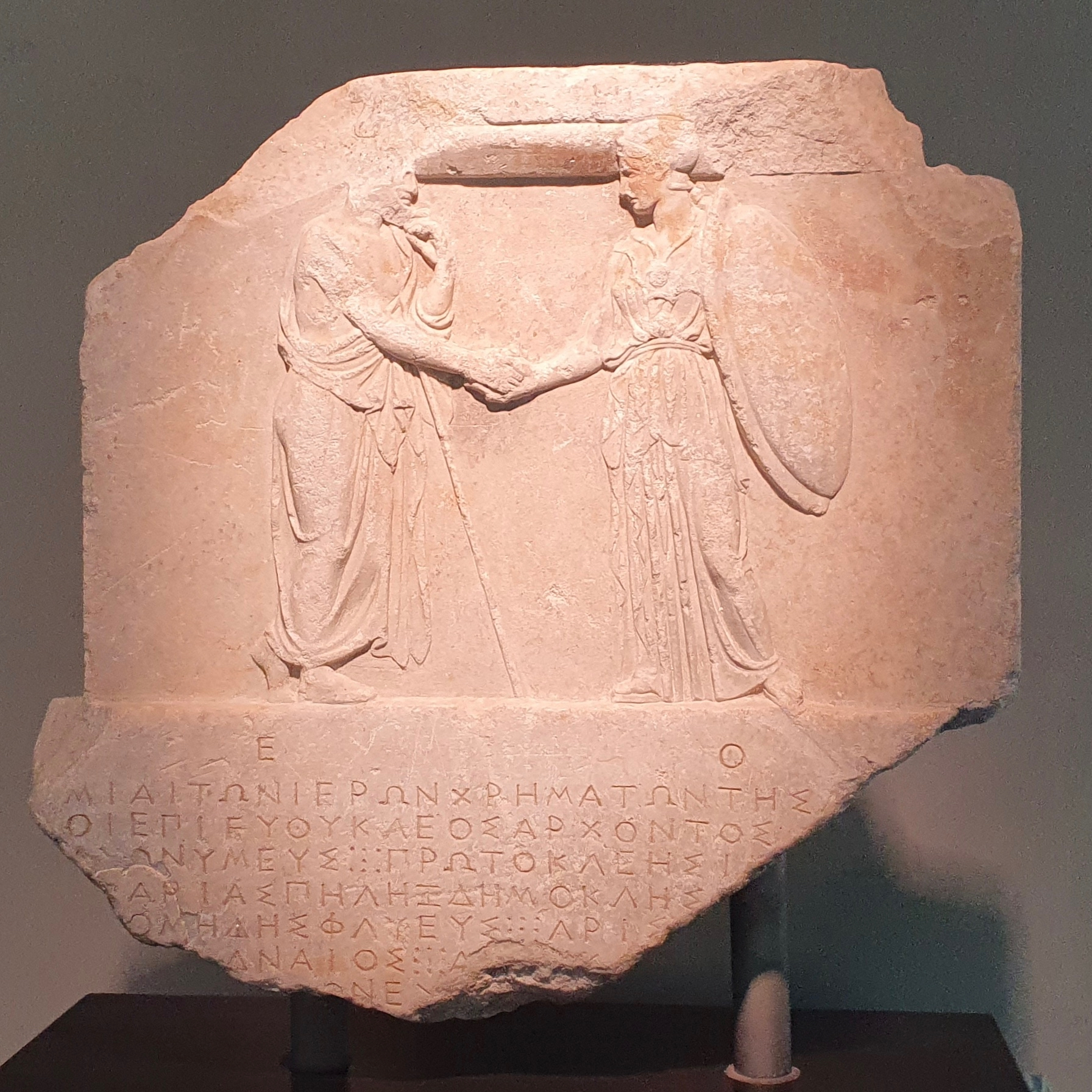
Inscription des comptes des trésoriers d'Athéna et des autres dieux. La déesse est représentée sur le bas-relief, serrant la main d'Érechthée. Musée de l'Acropole.

Les destins de la déesse et de la cité sont donc inextricablement liés. Historiquement, Athéna a probablement acquis cette position par le développement de sa fonction de déesse protectrice de la cité et de maîtresse de son Acropole. Il est possible qu'Athéna soit vénérée en ce lieu dès l'époque mycénienne, alors que ce lieu serait, suivant la configuration courante de cette période, une forteresse où se trouverait un palais royal (dont aucune trace n'a été identifiée avec assurance). Mais il faut attendre le VIIIe siècle av. J.-C. pour en avoir une possible évocation chez Homère. Les Grandes Panathénées, la fête panhellénique d'Athéna, sont instaurées en 566/5 ou peu après. Puis la première moitié du VIe siècle av. J.-C. voit l'apparition d'une architecture monumentale sur l'Acropole, sans doute sous les tyrans Pisistratides. Après les Guerres médiques (490-480 av. J.-C.) et avec l'instauration de l'« empire » athénien (la « Ligue de Délos »), le lien entre la cité et sa déesse est de plus en plus affirmé, surtout après le déplacement du trésor de la Ligue de Délos depuis Délos vers l'Acropole en 454 et la reconstruction de ses sanctuaires entamée à l'époque de Périclès. Tout cela fait de l'Acropole un lieu de mise en scène de la cité athénienne idéalisée, sous les auspices de la déesse Athéna.
L'Acropole d'Athènes est le lieu où se déroulent les principaux cultes athéniens d'Athéna, et aussi le principal lieu de culte d'Athènes. Les premiers temps du site sont très mal connus : il est probable qu'un sanctuaire avec des structures en dur existe au VIIe siècle av. J.-C. si ce n'est dès le VIIIe siècle av. J.-C., mais elles ont pour l'essentiel disparu durant les phases de constructions postérieures. Le site est en grande partie détruit en 480 lorsque les Perses occupent la ville, et il est reconstruit par la suite. Ces constructions de la seconde moitié du Ve siècle av. J.-C. correspondent à l'apogée de la puissance athénienne, en particulier à l'époque de Périclès (v. 451-429), et font appel aux contributions des plus grands artistes du temps (dont Phidias). Elles modèlent le visage du sanctuaire d'Athéna jusqu'à nos jours. Le cœur du culte d'Athéna sur l'Acropole, destiné à la déesse sous son épithète Polias, est situé du côté de nord de la colline, au centre. C'est là que se trouve le grand autel servant pour les sacrifices adressés à la déesse, notamment les holocaustes des Panathénées. Il jouxte le temple surnommé (après Pausanias) Érechthéion, achevé à la fin du Ve siècle av. J.-C., que les anciens Grecs appelaient aussi « temple de l'image » parce qu'il abritait la statue de culte d'Athéna Polias, taillée dans de l'olivier. C'est un édifice complexe, puisqu'on y trouve apparemment aussi un espace de culte héroïque pour le roi légendaire Érechthée, vénéré conjointement au dieu Poséidon. Il est également bordé par l'olivier qu'aurait créé Athéna lors de son duel avec Poséidon pour la domination d'Athènes, situé dans un lieu de culte héroïque dédié à Pandrose (Pandroséion), une des filles de Cécrops. Derrière l'autel d'Athéna Polias se trouve aussi un autel dédié à Zeus Polieus. L'autre grand édifice dédié à Athéna est le Parthénon situé au sud de l'Érechtheion, construit entre 447 et 438, situé en position centrale sur l'Acropole. Il ne s'agit pas forcément d'un temple à proprement parler : il abrite le trésor de la déesse, et la grande statue d'Athéna Parthenos chryséléphantine (en ivoire et en or) d'une dizaine de mètres de haut faite par Phidias et son atelier, qui n'est probablement pas une statue de culte. Son décor évoque la grandeur d'Athéna et son culte : le fronton situé à l'est (à l'entrée de l'édifice) représente la naissance de la déesse, celui situé à l'ouest (à l'arrière) sa compétition avec Poséidon pour le patronage d'Athènes. Les frises représentent la procession des Panathénées. L'entrée de l'Acropole, à l'ouest, comprend une entrée monumentale, les Propylées, et sur son côté sud le temple dédié à Athéna Nikè, dont l'état actuel est achevé à la fin du Ve siècle av. J.-C.. Face aux Propylées se trouve une autre statue monumentale d'Athéna réalisée par Phidias, cette fois-ci en bronze et sous son aspect Promachos, érigée dans les années 450 pour commémorer la victoire face aux Perses,. Le culte d'Athéna dure jusque dans l'Antiquité tardive, au moins vers la fin du Ve siècle de notre ère quand la statue d'Athéna est retirée du Parthénon, événement symbolique majeur pour la fin du paganisme et le triomphe du christianisme. Cet édifice est par la suite converti en église, de même que l'Érechthéion (au plus tard au VIIe siècle).

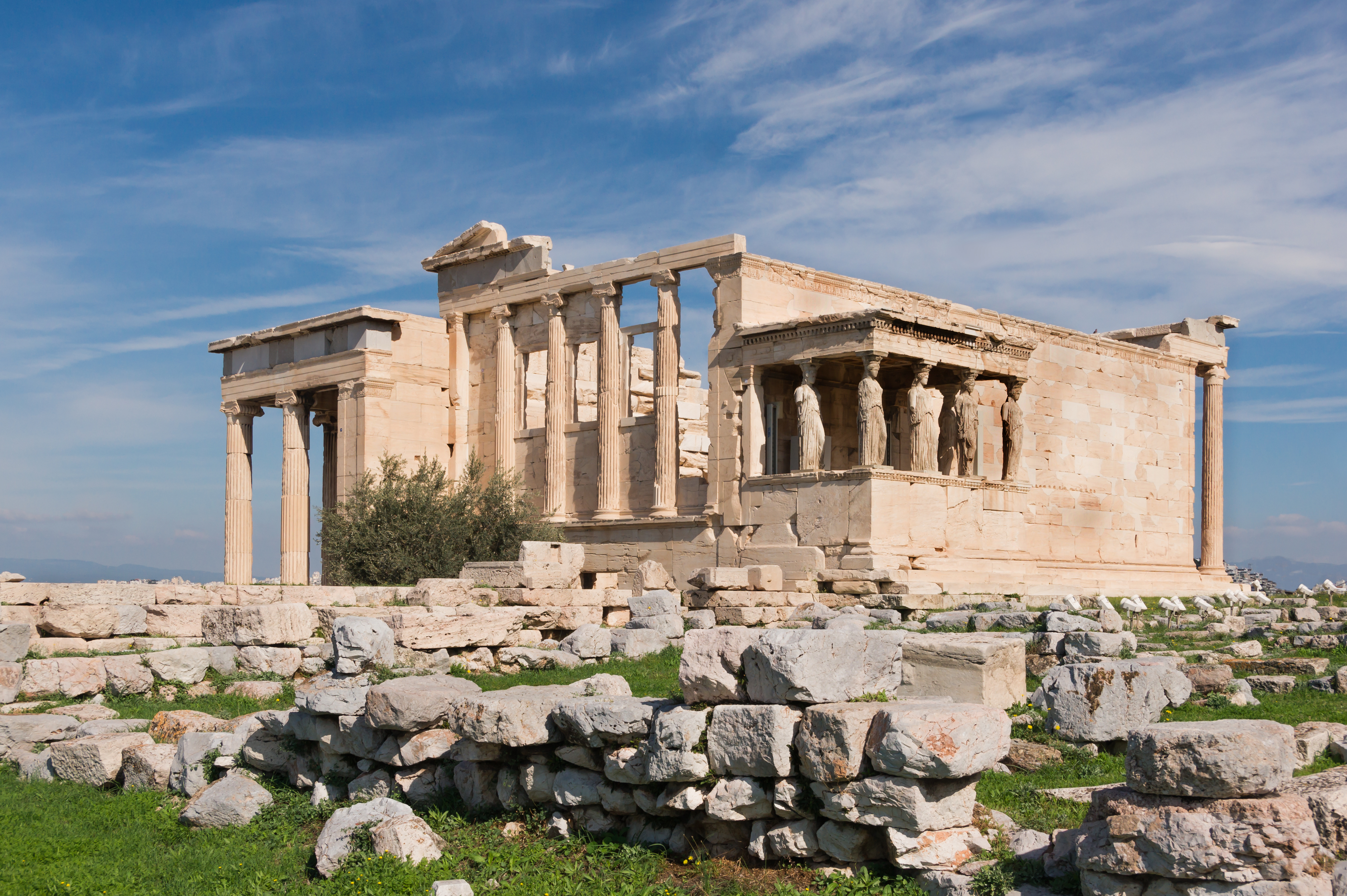
Vue d'ensemble de l'Érechthéion.
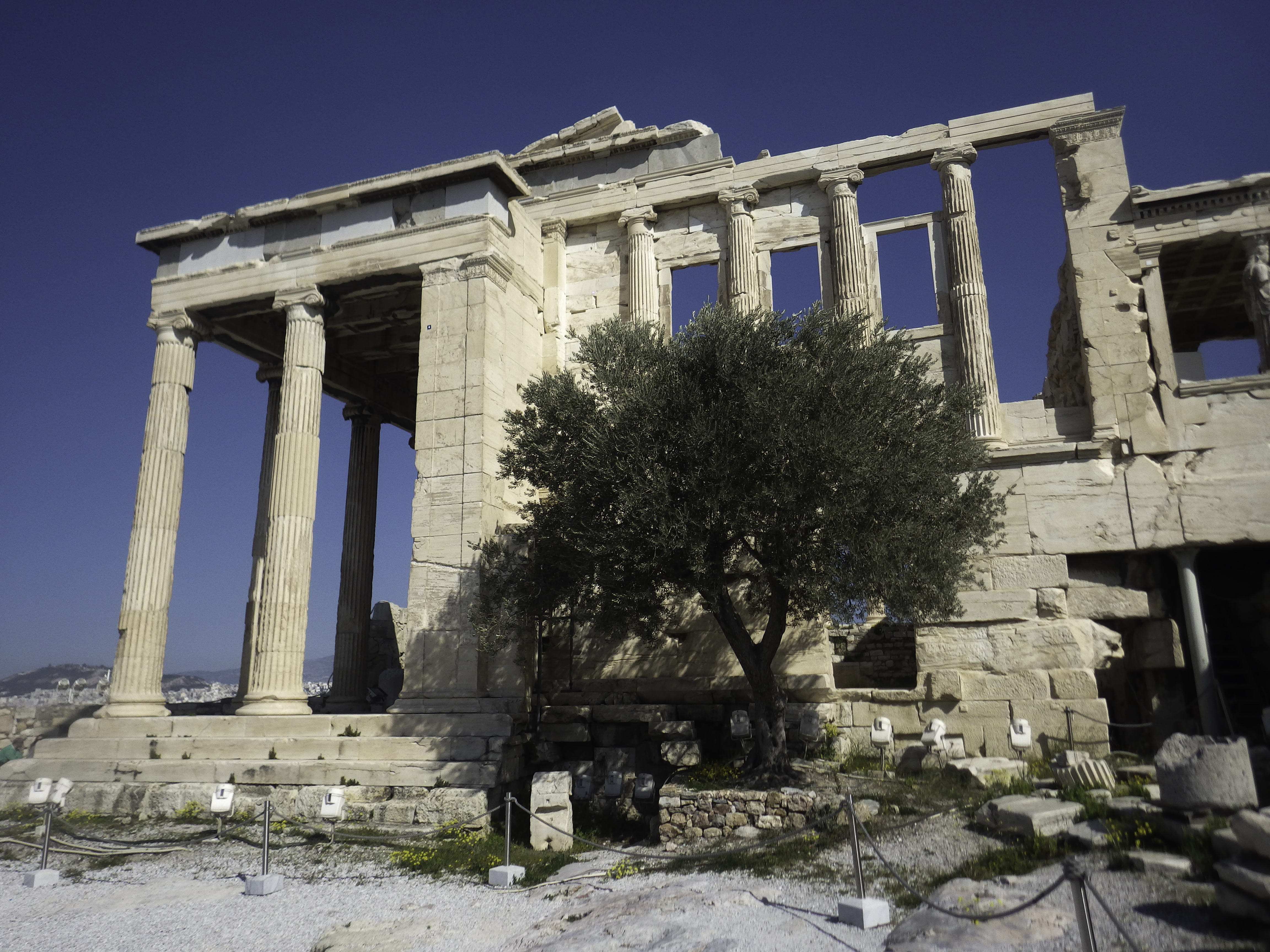
L'emplacement du Pandroséion avec un olivier (moderne).
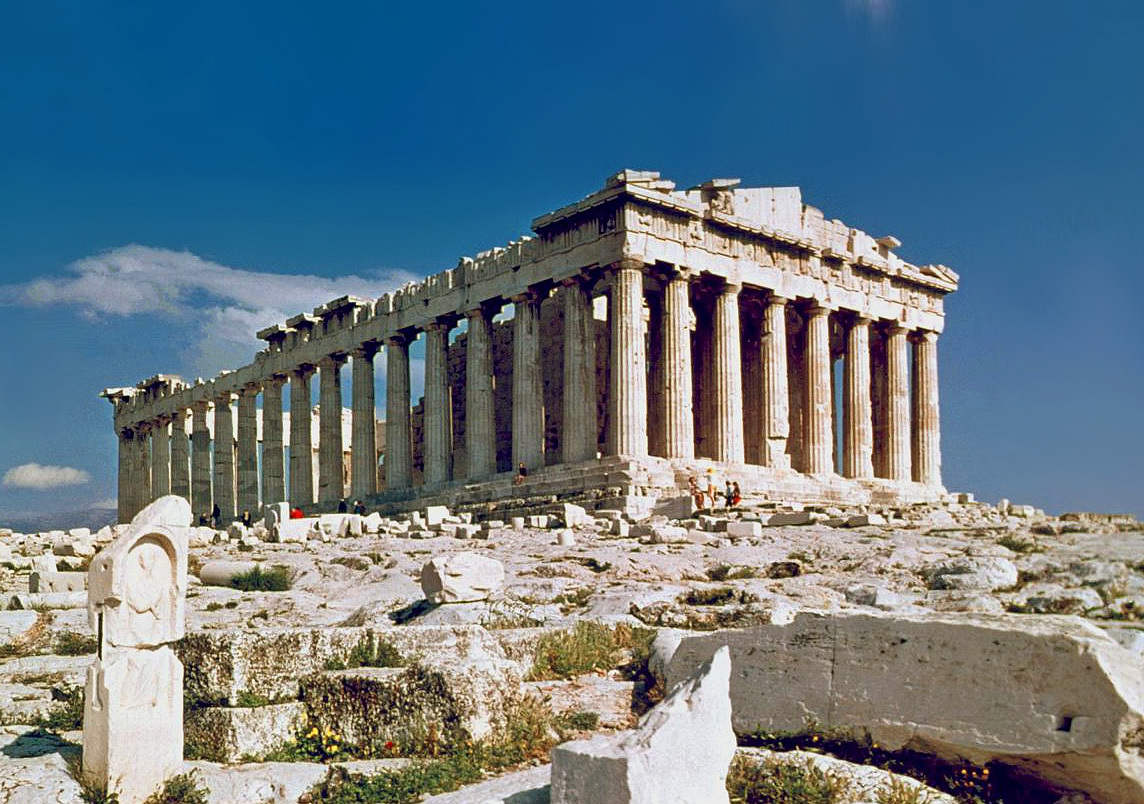
Le Parthénon vu du nord-ouest.
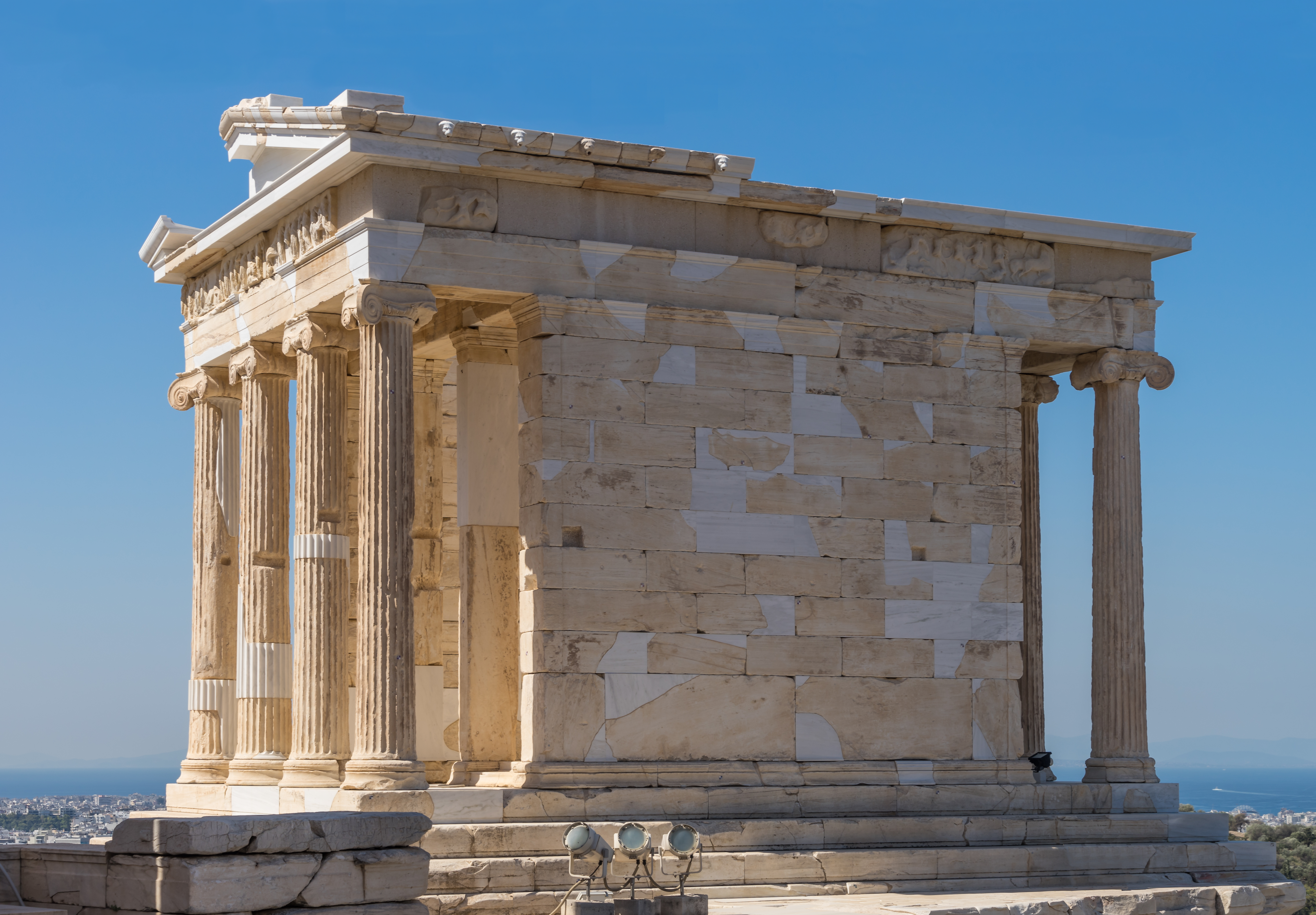
Le temple d'Athéna Nikè.

Les principales festivités pour Athéna sont les Panathénées, qui ont lieu à la fin du mois d'Hécatombéon, le premier de l'année athénienne (juillet-août). Il n'y a pas de consensus quant à savoir ce qu'elles commémorent : pour certains le grand rituel du 28 fêterait l'anniversaire de la déesse, pour d'autres il s'agirait d'une commémoration de sa victoire contre le Géant Astérion. On distingue les « Grandes » et les « Petites » Panathénées : les premières ont lieu tous les quatre ans et ont une dimension panhellénique, attirant des gens depuis toute la Grèce ; les secondes ont lieu les autres années, et ont une dimension locale. Les informations concernent surtout les Grandes Panathénées, les Petites ayant sans doute un déroulement similaire, mais moins spectaculaire. Les Panathénées sont marquées par des concours, qui ont probablement lieu durant les premiers jours des célébrations, et comprenant des compétitions athlétiques, équestres, nautiques, musicales et poétiques. L'événement majeur est le grand sacrifice sur l'autel de la déesse situé sur l'Acropole, qui a lieu le 28 Hécatombéon et clôture sans doute le cycle de festivités. Il est marqué par une grande procession partant du Céramique et rejoignant l'Acropole. C'est à ce moment que la statue de culte d'Athéna Polias (celle de l'Érechthéion) reçoit le péplos, tunique tissée durant l'année précédente par les deux jeunes filles nommées Arrhéphores ainsi que les tisserandes appelées Ergastines, représentant son combat lors de la Gigantomachie (on ne sait pas si ce rituel a lieu lors des Petites Panathénées). Le grand sacrifice est marqué par l'immolation de plusieurs dizaines de bovins (le nom du mois Hécatombéon fait référence à un sacrifice de cent bœufs), dont les restes sont redistribués à l'assistance et consommés dans un grand banquet collectif,.

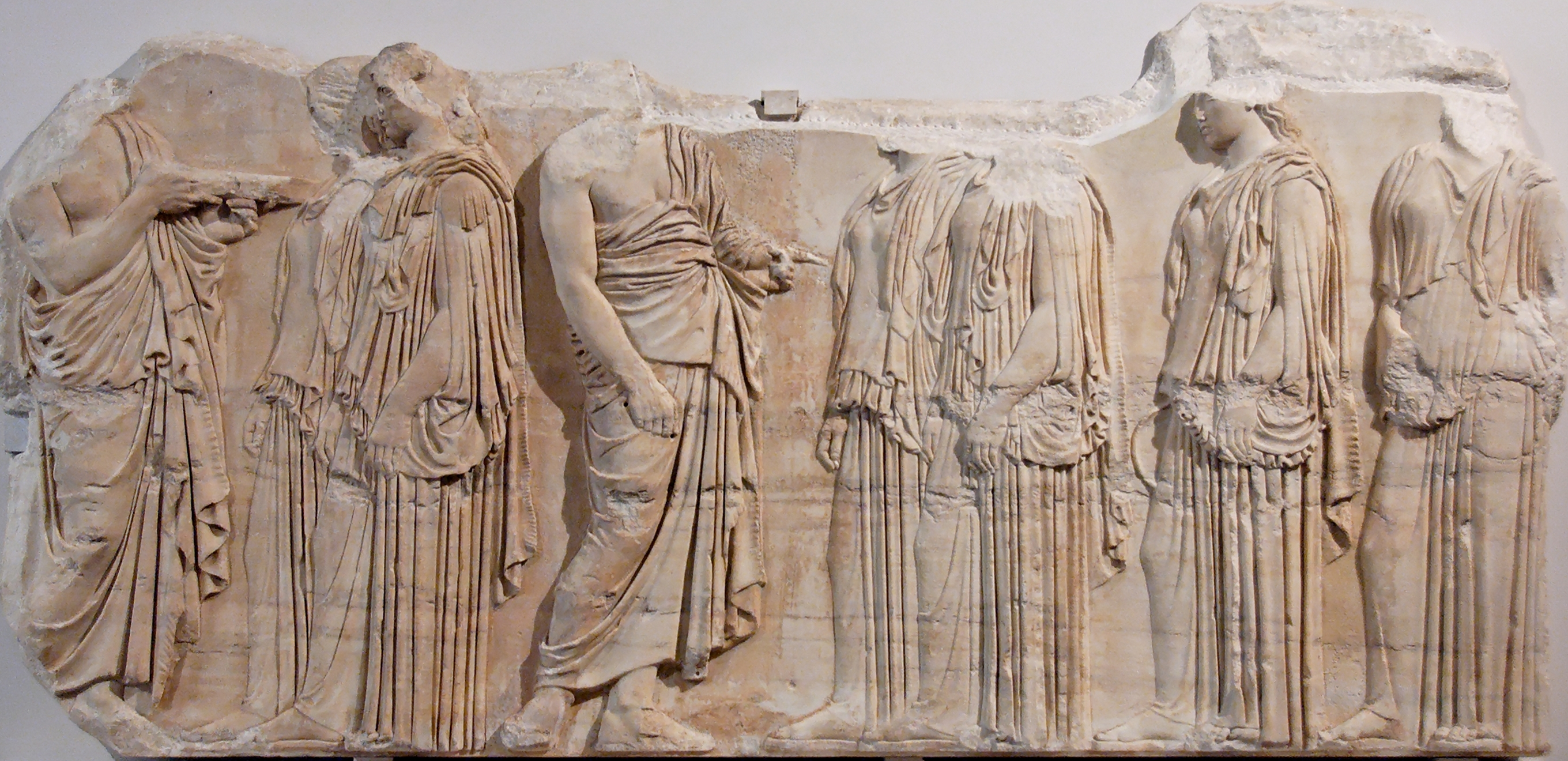
Les « Ergastines », frise des Panathénées. Musée du Louvre.
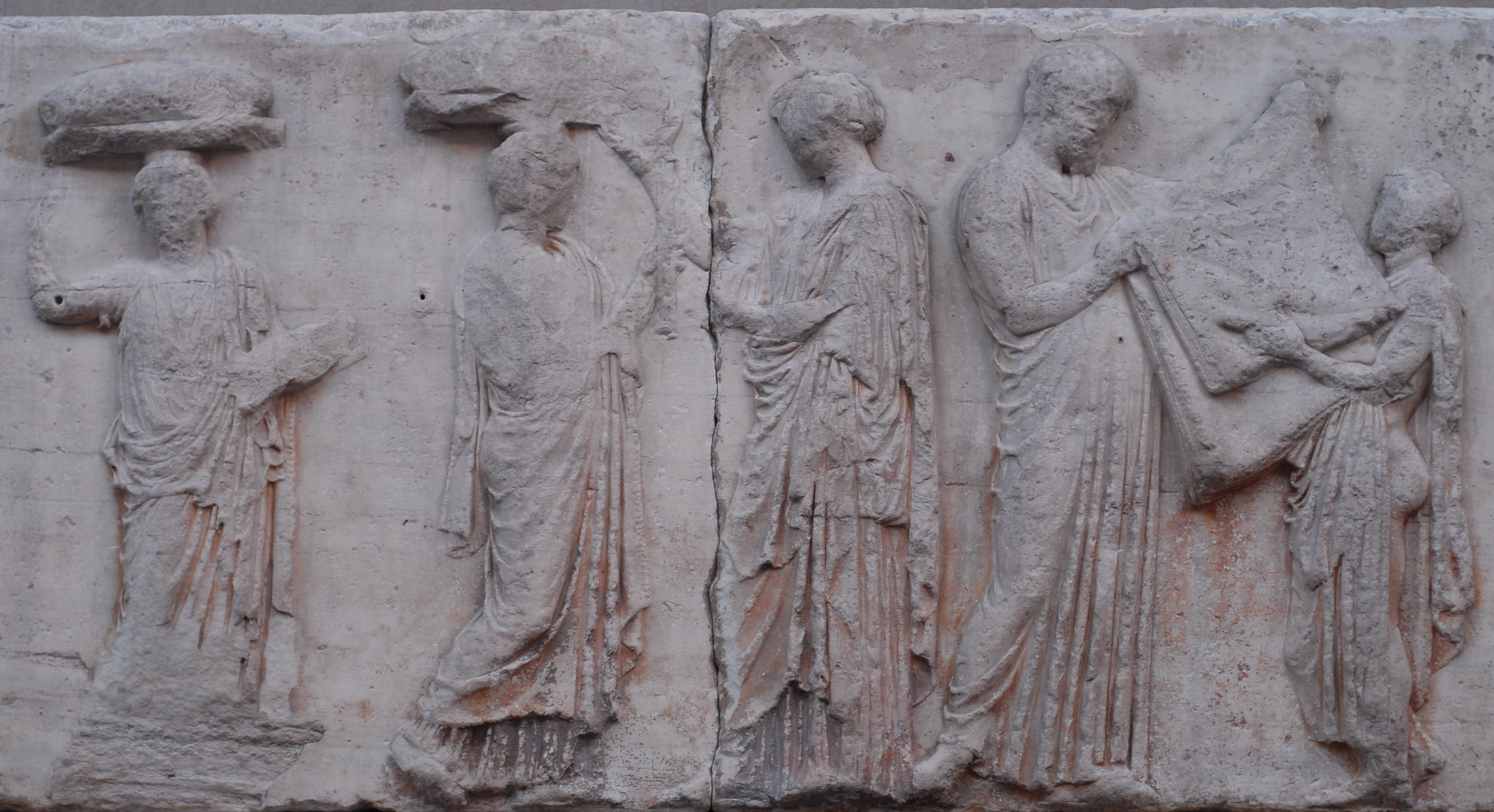
La remise du péplos, frise des Panathénées. British Museum.
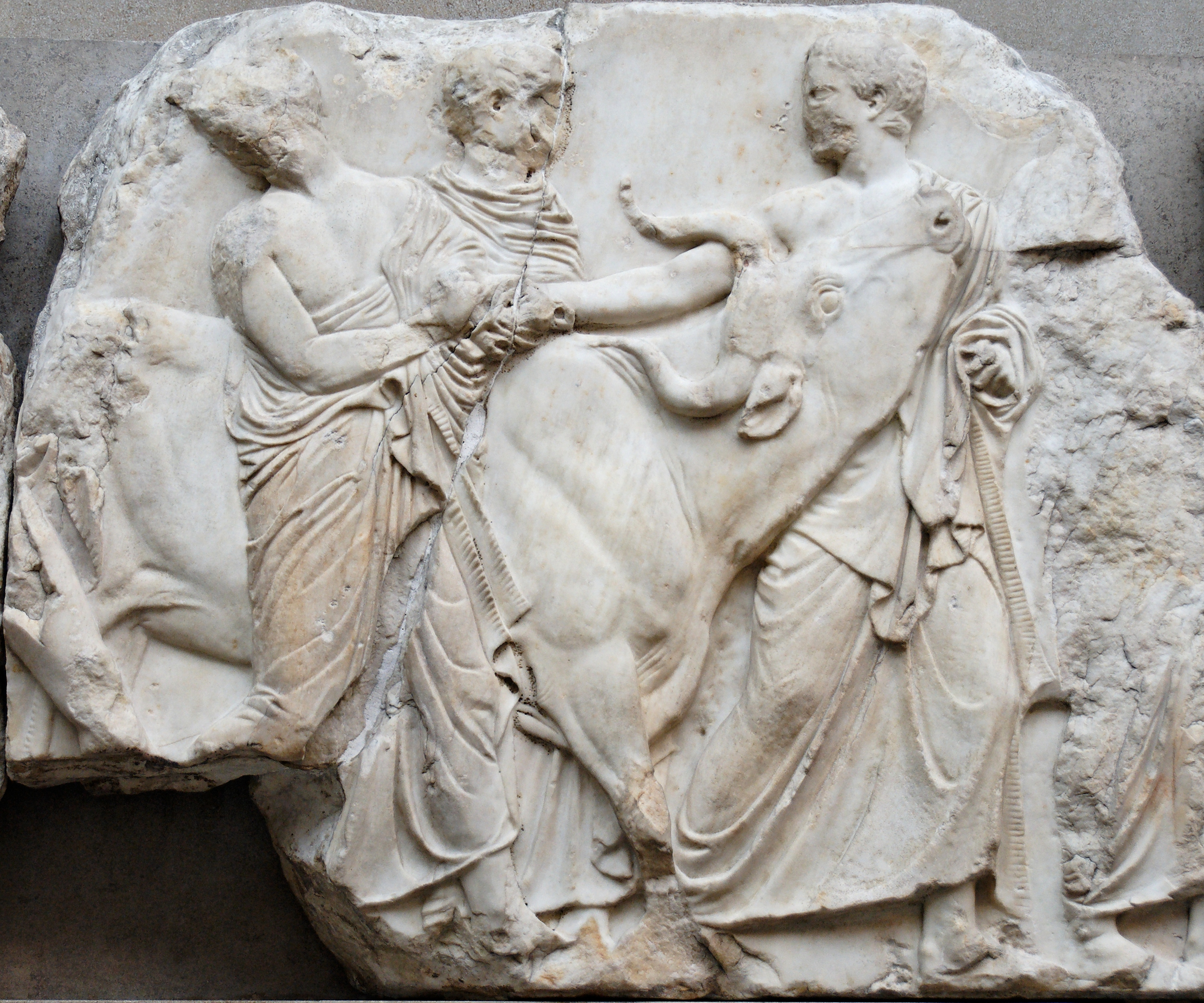
Génisse menée au sacrifice, frise des Panathénées. British Museum.

D'autres fêtes majeures honorent Athéna et s'inscrivent plus largement dans un cycle festif se déroulant toute l'année, centré sur les Panathénées. Les Arrhéphories (mois Scirophorion) dédiées à Athéna et Pandrose, semblent marquer le début du service des Arrhéphores, lors d'un rituel nocturne où elles se rendent depuis l'Acropole vers un temple d'Aphrodite,. Les Chalkeia, où elle est vénérée sous son aspect artisanal Ergane, aux côtés d'Héphaïstos, est donc sans doute avant tout une fête d'artisans. C'est à ce moment que le péplos commence à être mis à l'ouvrage. Au printemps, la fin du mois de Thargélion est marquée par deux rites de purification/nettoyage, sans doute en vue des Panathénées : les Kallynteria qui concernent le temple de la déesse (et associent également l'héroïne Aglaure), et les Plynteria consacrées à sa statue de culte,.
Athéna est également vénérée lors des Synoikia (ou Metoikia), commémorant le synœcisme d'Athènes (réunion de plusieurs communautés en une seule cité) accompli par Thésée. Elles ont lieu le 16 Hécatombéon et comprennent un sacrifice à Athéna Phratria et Zeus Phratrios. Ces deux divinités sont surtout vénérées lors des Apatouries, la fête des phratries (mois de Pyanepsion).
L'intervention d'Athéna dans la vie publique ne se limite pas à des fêtes, puisqu'en tant que garante des institutions civiques : elle dispose ainsi d'un autel à la Boulè (Athéna Boulaia), le Conseil, devant lequel chaque membre doit prier avant de siéger. Elle capte aussi des richesses par le biais de dons publics provenant d'amendes, de propriétés confisquées et du tribut de l'empire, pour la remercier d'avoir protéger la cité et qu'elle continue à le faire. En dehors des cultes collectifs, le lien spécial entre Athéna et les Athéniens se retrouve dans les cultes et la piété des individus, puisqu'elle est plus que les autres divinités la destinataire d'offrandes visant à attirer ses faveurs, notamment les premiers fruits (aparchè). Elle se voit attribuer des pouvoirs qui dépassent les domaines qui lui sont généralement attribués ailleurs, s'étendant vers la santé, l'agriculture, la protection des enfants, leur éducation, le mariage, parce qu'elle est celle qui contribue plus que tout autre au bien-être de la cité et de ses membres.

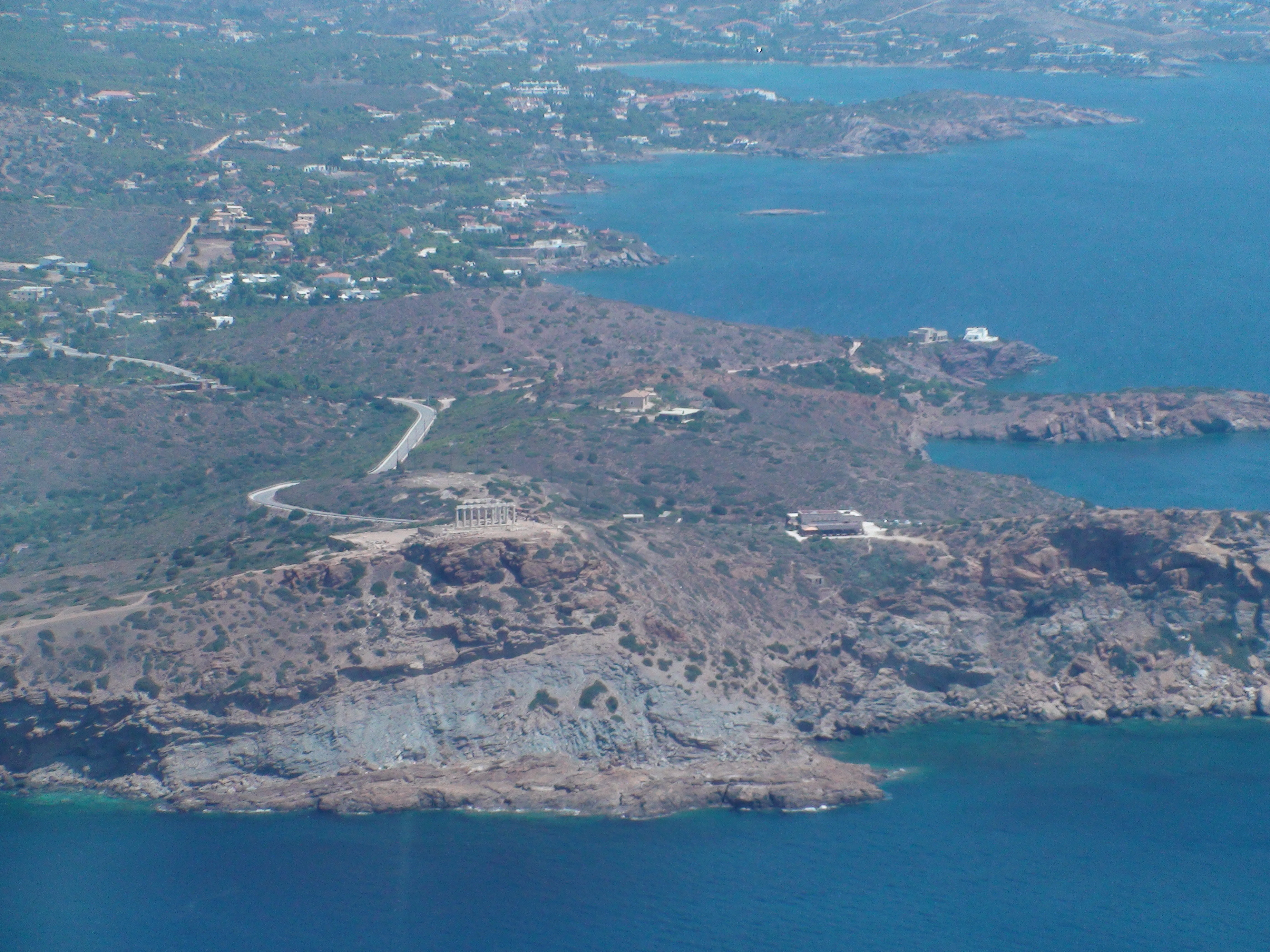
Le cap Sounion vu du sud, comprenant les sites du temple de Poséidon (en partie reconstitué, sur le point le plus haut) et d'Athéna (sur la colline juste au nord du précédent).

Plusieurs autres cultes impliquant Athéna ont lieu en dehors de la ville d'Athènes même, dans le reste du territoire de la cité athénienne, correspondant à la région nommée Attique. Ils sont connus par des attestations littéraires, et aussi des inscriptions. Ainsi, plusieurs calendriers des dèmes, les circonscriptions locales de la cité, font référence à des fêtes dédiées à la déesse. Les Diisoteria, au mois de Scirophorion, comprennent des sacrifices et processions à Zeus Soter et Athéna Soteria, dans leurs lieux de culte localisés au Pirée, avec peut-être des rites aussi à Athènes et/ou une procession depuis Athènes. Athéna reçoit aussi un culte lors de la fête des Skira, consacrée à Déméter et Korè, durant laquelle une procession partant depuis l'Acropole avec les prêtres d'Athéna et de Poséidon, pour rejoindre un site près de la localité de Skiros (entre Athènes et Éleusis). Une Athéna Skiras est connue, peut-être la variante locale de la déesse,. Athéna Skiras est surtout connue parce qu'elle dispose d'un sanctuaire ailleurs en Attique, dans le dème de Phalère, géré par le genos des Salaminioi, où se déroulent des fêtes appelées Oskhophoria,. Le cap Sounion, au sud-est de la cité, comprend un temple d'Athéna, à côté d'un temple dédié à Poséidon ; il est apparemment voisiné par un lieu de culte héroïque consacré à Phrontis, pilote du navire de Ménélas, ce qui semble l'associer aux techniques de navigation.

### Les cultes d'Athéna hors d'Athènes
Bien qu'elle soit plus spécialement liée à Athènes, Athéna n'est pas pour autant ignorée dans le reste du monde grec, loin de là. Les découvertes archéologiques et épigraphiques documentent sa présence dans plusieurs régions. La Description de la Grèce de Pausanias fournit des informations plus ou moins détaillées sur de nombreux lieux de culte de la déesse qu'il visite au milieu du IIe siècle de notre ère, notamment des descriptions des temples et des statues, ainsi que leurs récits de fondation. Si la déesse est souvent vénérée en tant que protectrice des cités, en certains endroits elle présente des aspects plus originaux, qui dévient de ses compétences habituelles et notamment de celles observées à Athènes.
En Béotie et en Thessalie, Athéna dispose d'un culte important sous l'épithète Itonia. Elle aurait pour origine Itonos, située en Achaïe Phthiotide par le Catalogue des vaisseaux de l’Iliade d'Homère ainsi que Strabon. Mais aucune trace de ce sanctuaire n'a été retrouvée, bien qu'il soit mentionné dans des inscriptions hellénistiques provenant de Thessalie et qu'un mois au nom de la déesse soit connu en Achaïe Phthiotide. Les Thessaliens la vénèrent plutôt dans un autre sanctuaire, dans leur propre pays sur le site actuel de Philia, en plus d'autres lieux de culte secondaires. Son autre lieu de culte majeur est situé à Coronée en Béotie, région où elle dispose aussi de lieux de culte secondaires. Les origines de cette divinité restent obscures, à chercher en Thessalie selon G. Lalonde. En tout cas elle semble ancienne et est surtout vénérée en Thessalie et en Béotie où elle a acquis un statut de divinité « fédérale » pour leurs confédérations régionales respectives. Son culte s'est par la suite implanté en Attique, puis à l'époque hellénistique en Locride, sur les îles d'Amorgos (où elle apparaît dans des inscriptions en rapport avec ses fêtes, les Itonia) et de Cos, et jusqu'à Tauromeneion en Sicile,.
La rivalité entre Athènes et Sparte n'a pas empêché à la déesse athénienne par excellence d'avoir un lieu de culte majeur sur l'acropole spartiate, où elle est connue sous deux épithètes : Poliouchos, répandu pour indiquer son rôle de protectrice des cités, et le plus original Chalkioikos « de la demeure de bronze ». Polybe (IV, 35, 2-4) raconte que s'y déroule un rite durant lequel des soldats en armes paradent devant l'autel de la déesse, avant un sacrifice accompli par les éphores. C'est aussi un lieu d'asile, où en 467 av. J.-C. le général Pausanias se réfugie pour éviter d'être mis à mort, mais y meurt de faim après avoir été enfermé à l'intérieur. On retrouve donc des fonctions classiques de la déesse, protectrice de la cité, guerrière, impliquée dans l'éducation des jeunes hommes, également garante de l'hospitalité puisqu'elle est aussi vénérée conjointement à Zeus sous l'épithète Xenia, assurant la protection des étrangers,,.

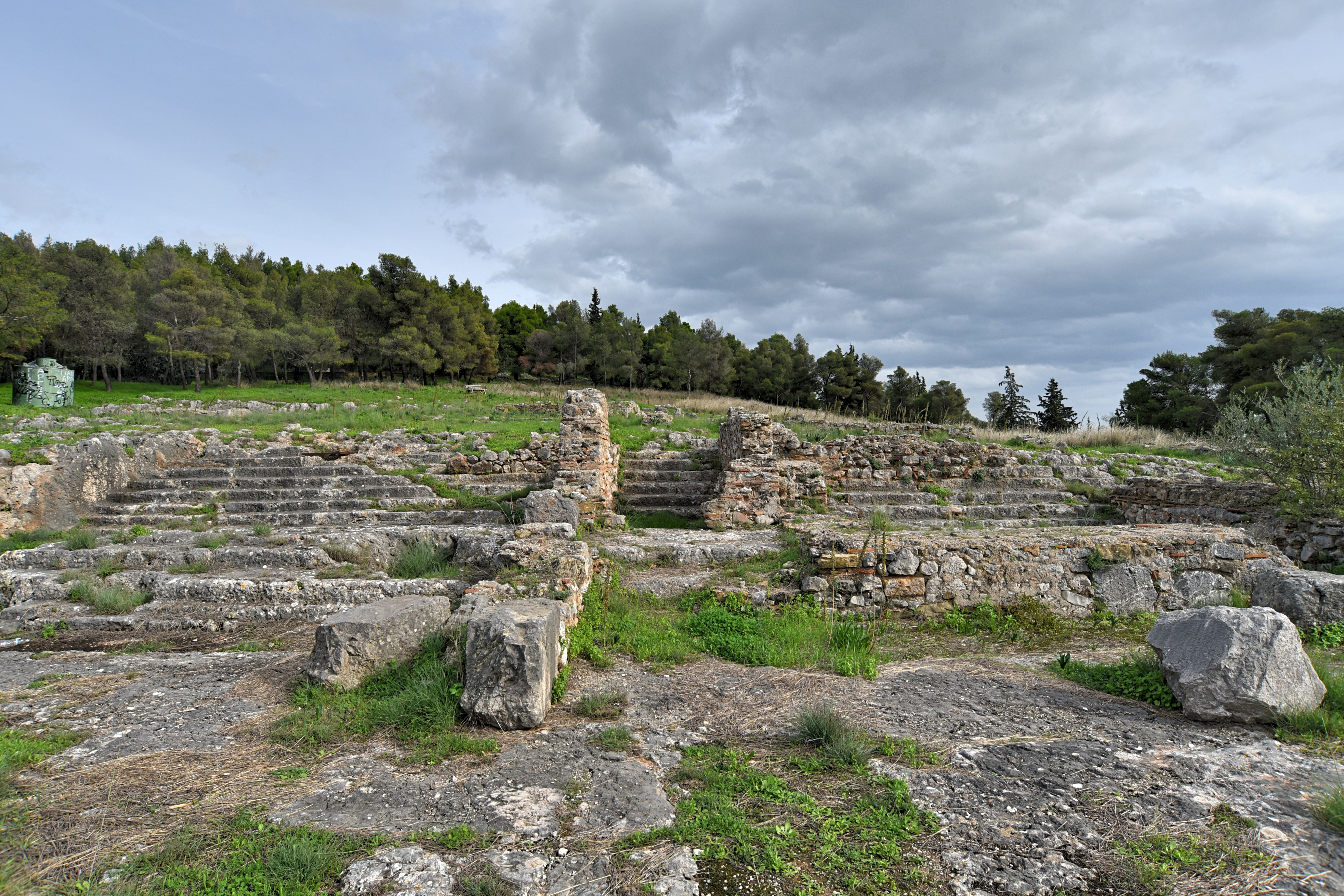
Emplacement des anciens temples d'Athéna Oxyderkès et d'Apollon Deiradiotès à Argos.

Argos dispose de lieux de culte dédiés à Athéna sur ses deux acropoles : une Athéna Polias sur l'acropole principale de Larisa ; une plus originale Athéna Oxyderkès « à la vue perçante », à côté d'un temple d'Apollon sur la colline d'Aspis, qui aurait été fondé par Diomède pour la remercier d'avoir enlevé les nuages qui obscurcissaient sa vue lorsqu'il combattait à Troie (Pausanias, II, 24, 2-3). Le même Diomède aurait rapporté à Argos le Palladion, effigie protectrice dérobée à Troie, transférant ainsi sur sa cité la protection de la déesse. L’Hymne au bain de Pallas du poète Callimaque de Cyrène (IIIe siècle av. J.-C.) a pour contexte le bain purificatoire que des jeunes femmes d'Argos font prendre à une statue d'Athéna (le Palladion ?), dans la rivière Inachos, où elle est conduite en procession, sur le bouclier de Diomède,.
En Arcadie, Athéna dispose d'un culte majeur sous l'épiclèse Aléa, dont le principal sanctuaire se trouve sur le territoire de la cité de Tégée. Il est documenté en particulier par la longue description qu'en donne Pausanias (VIII, 45,4 à 47,4) et les fouilles archéologiques qui y ont eu lieu. L’épithète Aléa peut s'interpréter de différentes manières, pas forcément exclusives les unes des autres : une référence au lieu appelé Aléa, où se trouve un de ses sanctuaires selon Pausanias (VIII, 23, 1), ou bien le nom d'une ancienne divinité locale qu'Athéna aurait « absorbé » sans jamais complètement l'assimiler. Quoi qu'il en soit, son temple de Tégée est selon Pausanias l'un des plus importants temples du Péloponnèse à l'époque romaine. Il a été reconstruit après un incendie au début du IVe siècle av. J.-C., dont le maître d’œuvre est Scopas. Des concours ont lieu dans un stade voisin, appelés Aléaia du nom de la déesse, et Alotia parce qu'ils commémorent la capture de Spartiates par les Tégéates lors d'un conflit qu'ils ont remporté au milieu du VIe siècle av. J.-C..

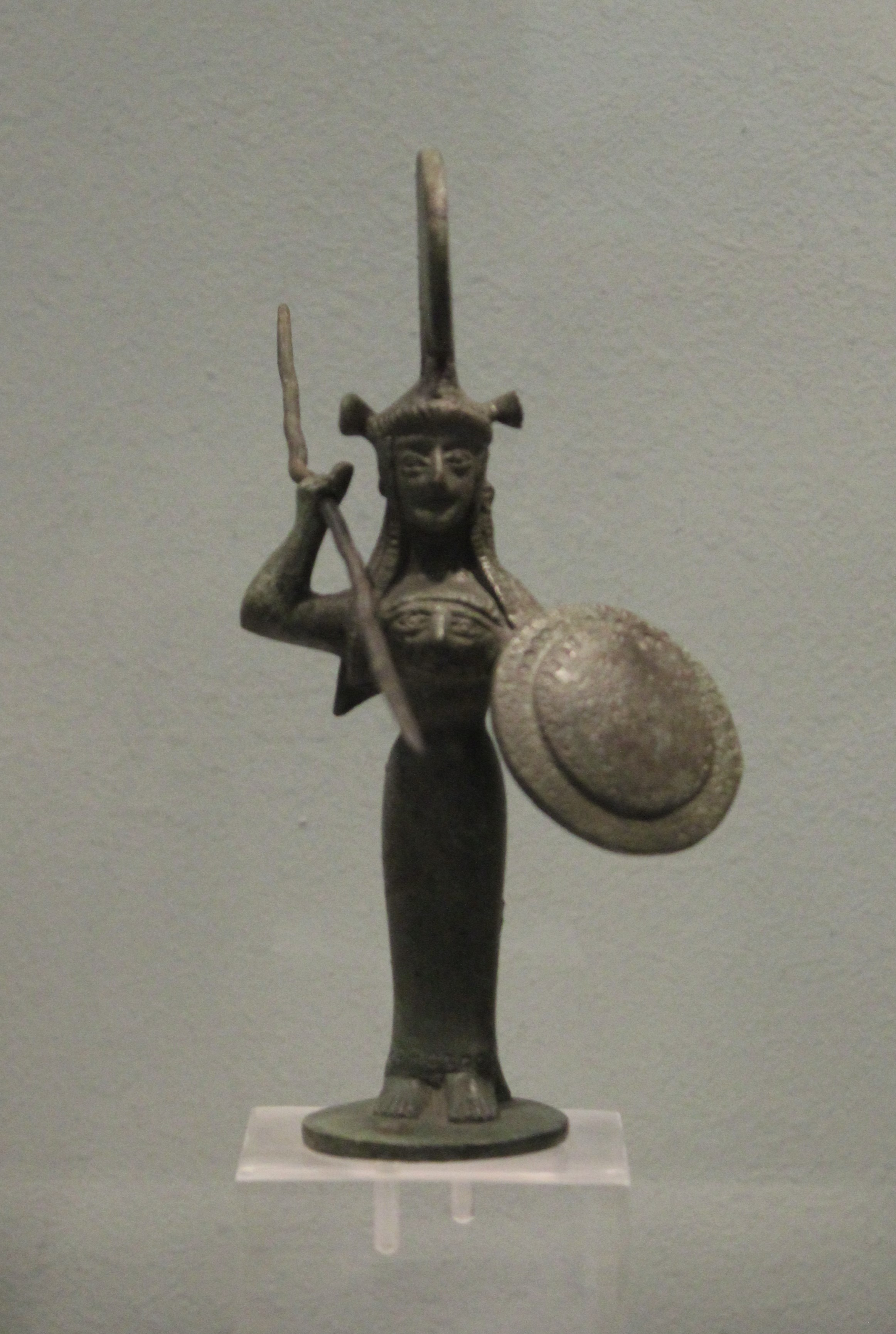
Figurine en bronze représentant Athéna, v. 550 av. J.-C., mise au jour dans le temple de Tégée. Musée national archéologique d'Athènes.
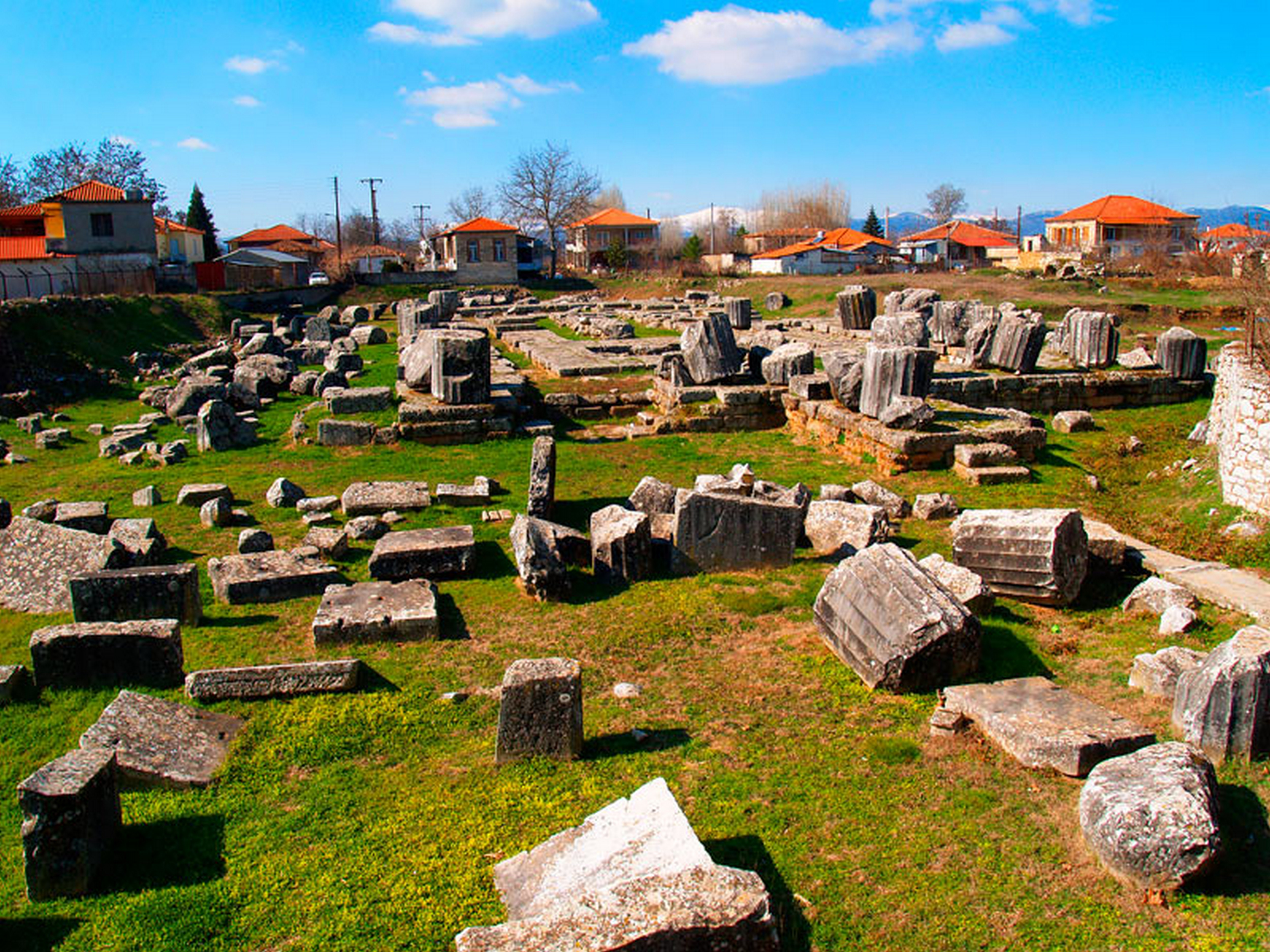
Ruines du temple d'Athéna Aléa à Tégée.
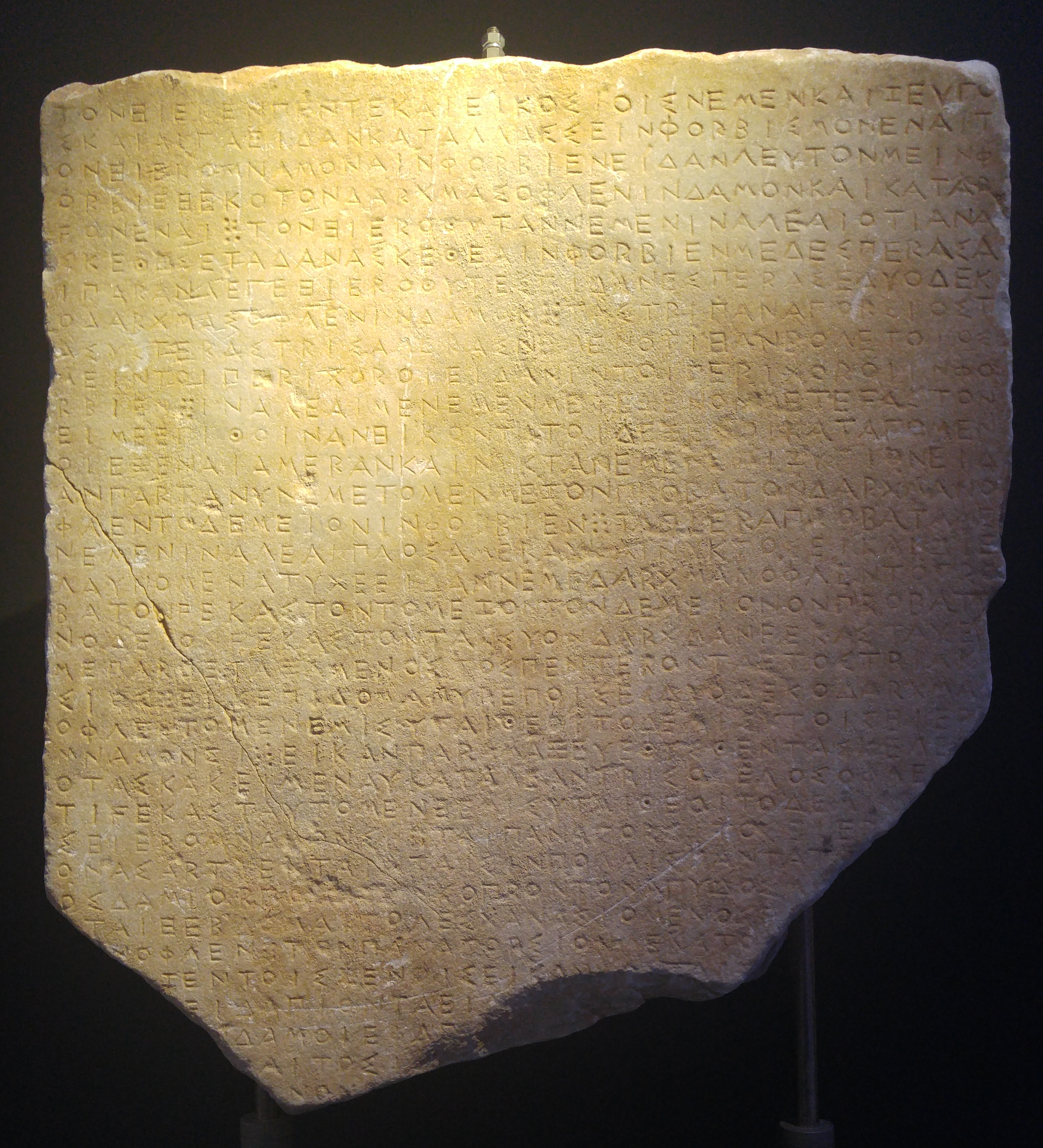
« Loi sacrée » relative aux troupeaux du temple à Aléa.

À Corinthe, Athéna est vénérée sous le nom Hellotis, notamment lors d'un festival aux flambeaux et des concours appelés Hellotia évoqués dans la 13e Olympique de Pindare. On y trouve aussi un aspect hippique de la déesse appelé Chalinitis « au mors » ou « au frein »,.

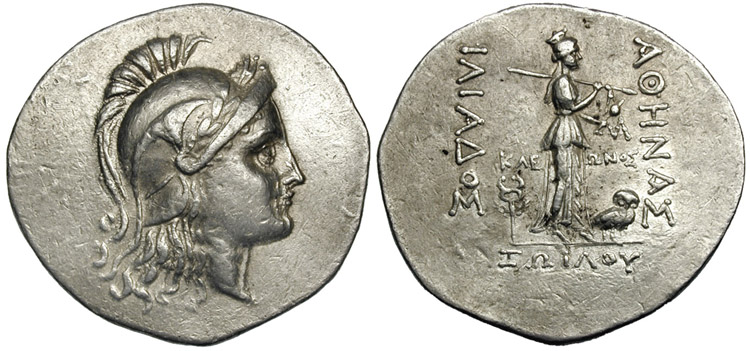
Tétradrachme d'argent du koinon d'Athéna Ilias, frappée vers 165–150 avJC La tête de la déesse est représentée sur l'avers, sa statue de culte au revers, la représentant en armes accompagnée d'une chouette et d'un caducée.

Troie a un temple majeur dédié à l'Athéna troyenne (Athéna Ilias), situé dans la nouvelle Ilion, auquel sont envoyées les « Vierges locriennes » évoquées plus haut. Aux époques hellénistique et romaine, son culte est géré par une association religieuse regroupant des cités de la région, qui joue aussi un rôle politique (koinon). Les inscriptions antiques indiquent qu'elle dispose de nombreuses terres servant à financer cette organisation, notamment pour la tenue de Grandes Panathénées troyennes avec leurs concours,.

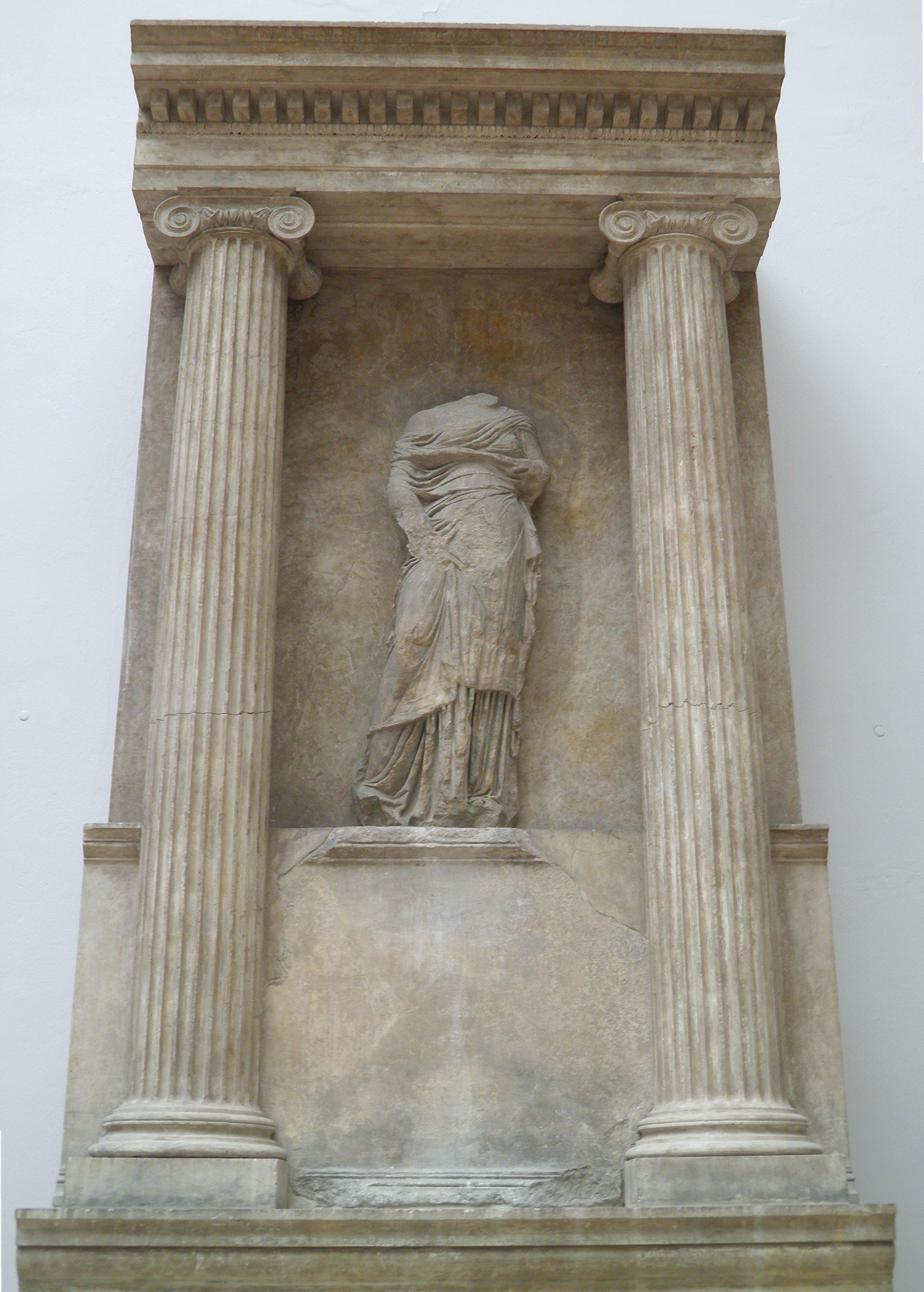
Autel d'Athéna Polias de Priène. Pergamon Museum.

En Ionie, le culte d'Athéna est attesté dans plusieurs cités en tant que protectrices des cités est citadelles. Elle dispose d'un temple à Milet, érigé au VIIe siècle av. J.-C. dans un district commercial, qui a été reconstruit à plusieurs reprises durant les siècles suivants, dont les fouilles ont livré un important matériel votif. Érythrées dispose d'un sanctuaire à Athéna au moins dès le VIIIe siècle av. J.-C. Dans le Vieux Smyrne, la construction du sanctuaire de la déesse remonte au début du VIIe siècle av. J.-C. et à la prise de la cité par des Ioniens venus de Colophon. Sur l'île de Chios, le sanctuaire d'Athéna est situé sur la citadelle d'Emporio. Des Athéna poliades se trouvent également à Priène, Phocée, Éphèse, Téos, Colophon et Clazomènes.
Sur l'île de Rhodes, son lieu de culte le plus important est situé dans la ville de Lindos, où elle est connue comme Athéna Lindia et dispose d'un sanctuaire sur l'acropole. Une inscription mise au jour en ces lieux, surnommée Chronique de Lindos, datée de 99 av. J.-C., comprend un long récit sur l'histoire du sanctuaire, qui rappelle notamment comment trois apparitions (épiphanies) de la déesse ont eu lieu à trois moments critiques de l'histoire de la cité afin de la protéger, proclamant ainsi sur la longue durée la force des liens tissés entre Athéna et les Lindiens,.

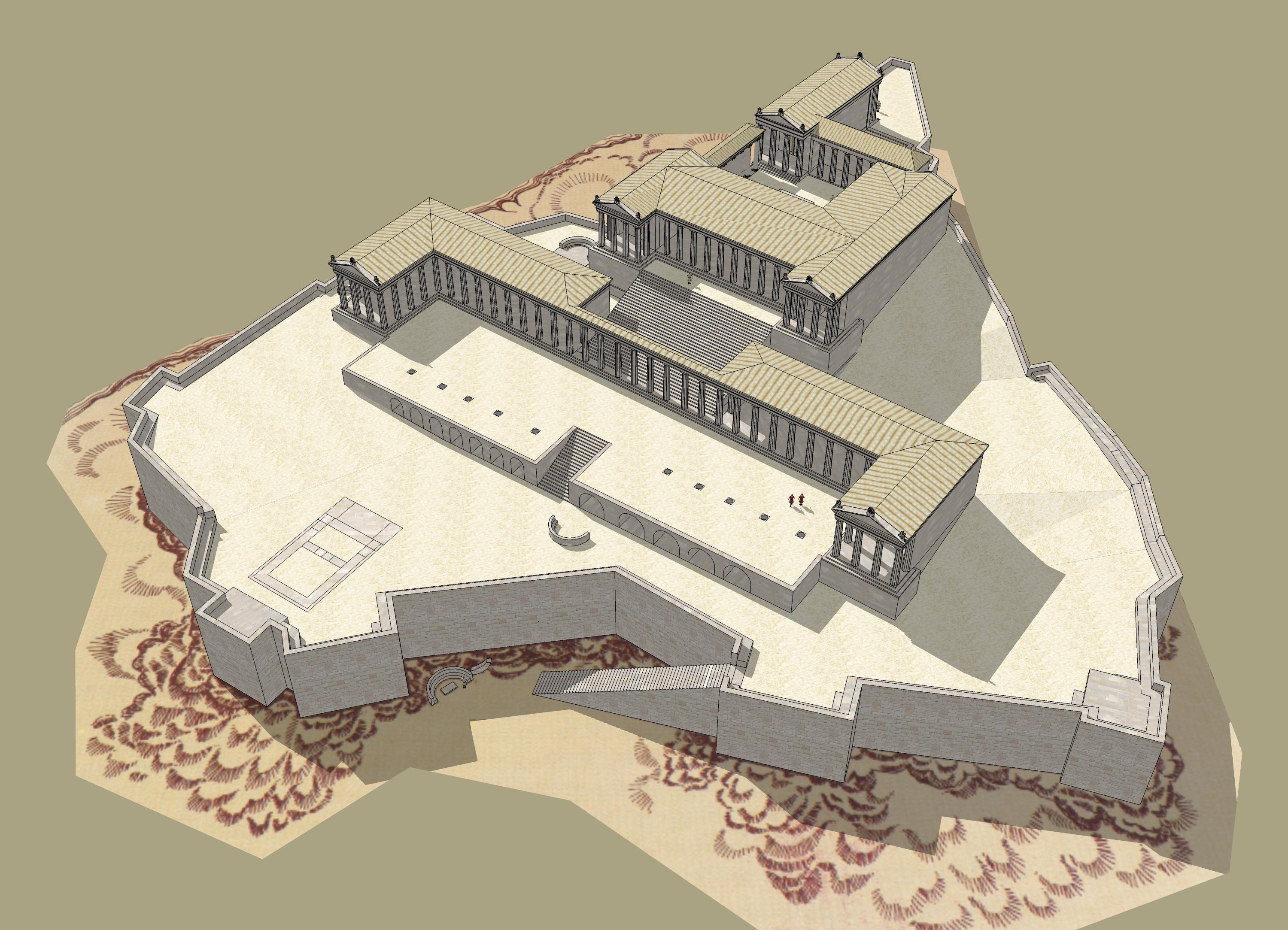
Restitution de l'acropole de Lindos, dominée par le sanctuaire d'Athéna.
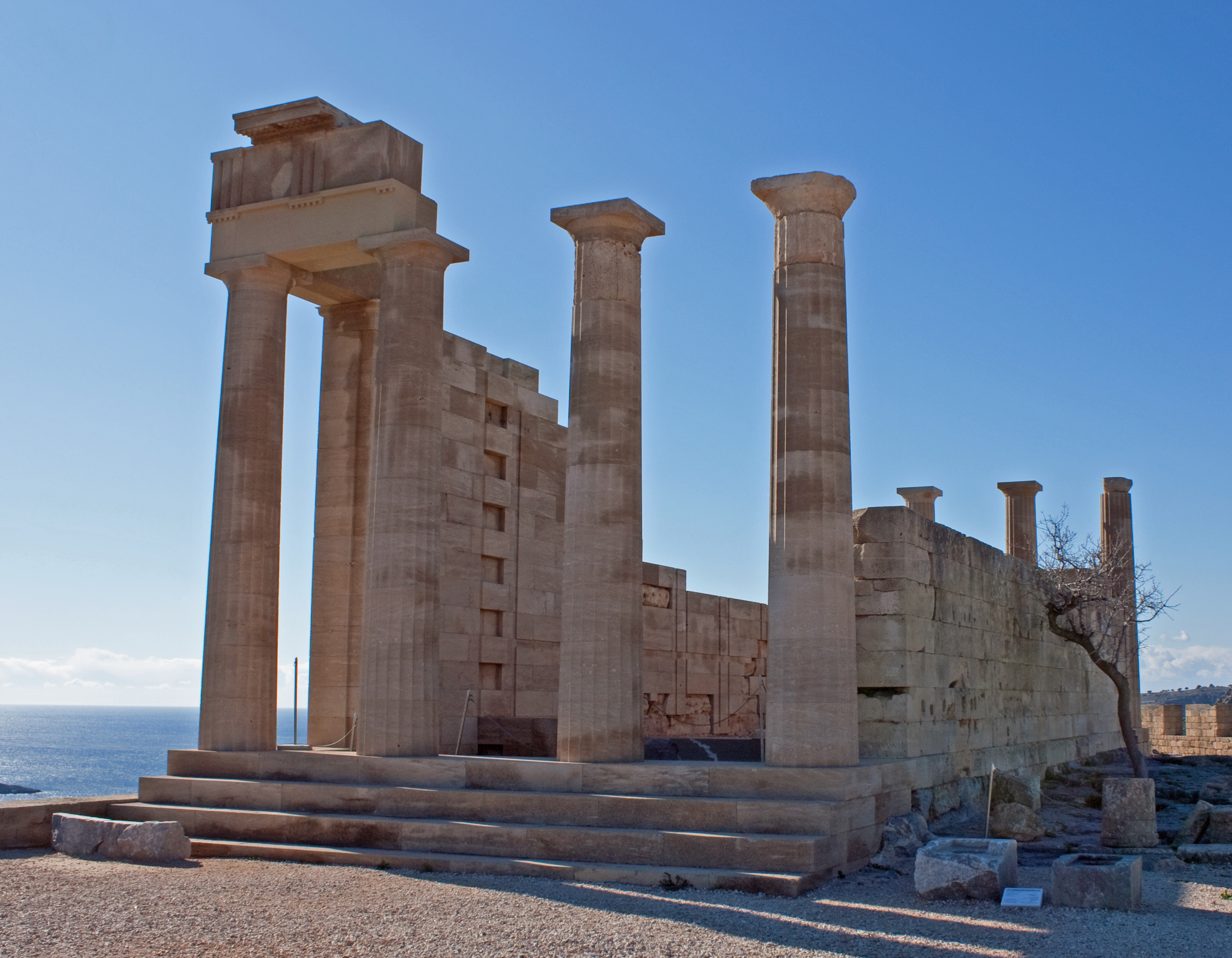
Le temple d'Athéna de Lindos.
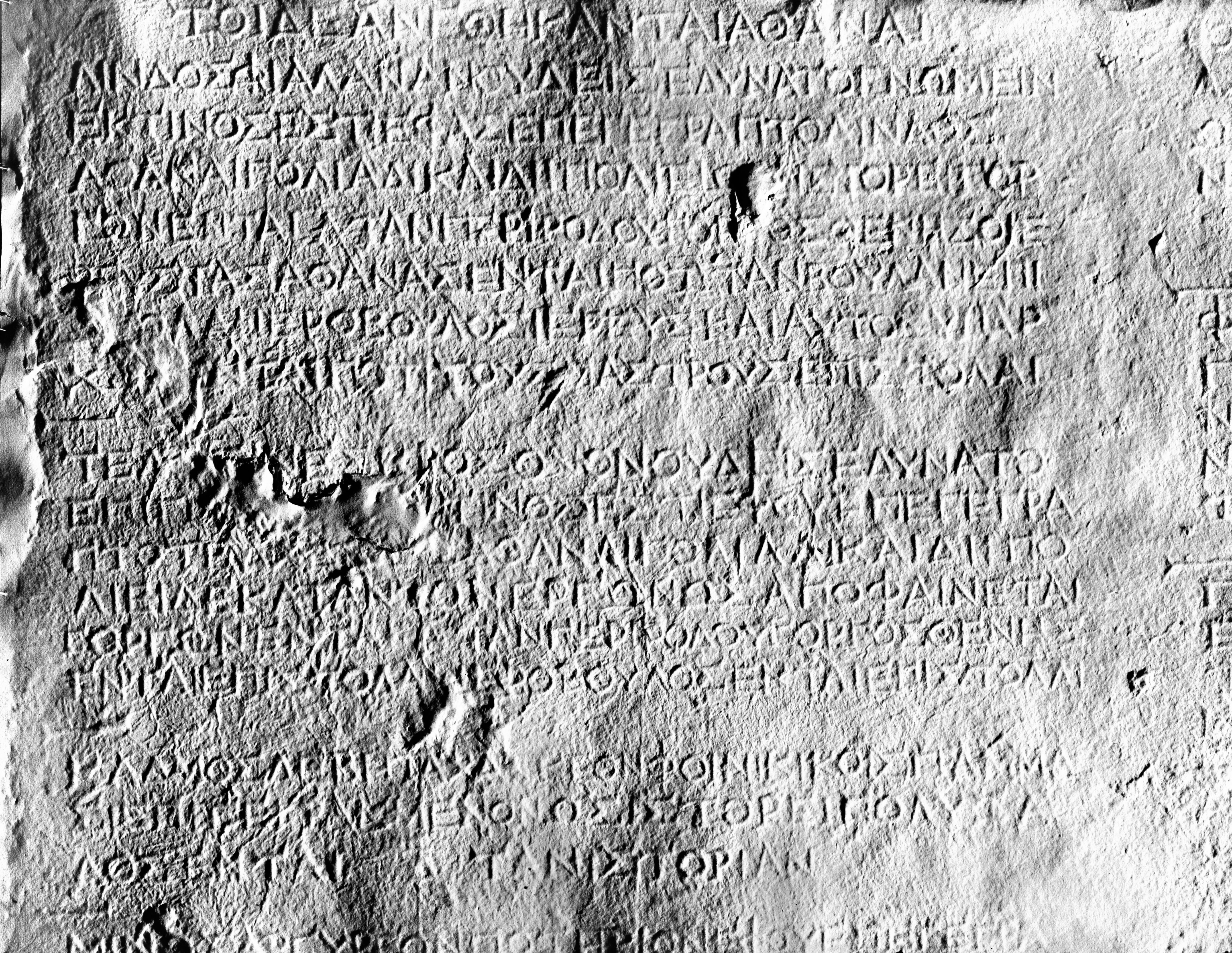
L'inscription de la Chronique de Lindos.

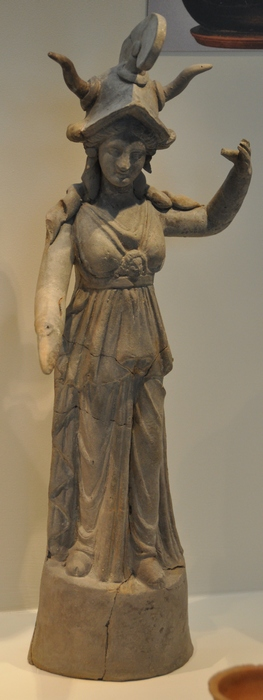
Figurine en terre cuite d'Athéna avec un casque orné de cornes bovines mise au jour à Pella. Musée archéologique de Pella.

Les rois macédoniens semblent se placer sous la protection de la déesse, notamment en raison de sa fonction militaire et de sa capacité à donner la victoire, et la représentent à plusieurs reprises sur leurs monnaies. Aux époques hellénistique et romaine, le culte de la déesse est présent dans plusieurs cités de Macédoine, mais la documentation est souvent limitée, surtout numismatique, en dehors de quelques cas. Pella la fait figurer sur ses monnaies, brandissant sa lance. Selon Tite-Live (XLII, 51, 2) elle y est vénérée sous l'épithète Alcidem, qu'il faudrait comprendre en grec comme Alkidemos « protectrice du peuple ». La cité a livré des statues en terre cuite représentant la déesse avec un casque surmonté de cornes bovines, dont la signification est obscure (la protection des bovidés ?). Dans la localité voisine de Kyrrhos un culte est rendu à un aspect local de la déesse, Athéna Kyrrhestis. Lorsque des colons de cette cité migrent en Syrie et y fondent une cité nouvelle également nommée Kyrrhos (Cyrrhus), ils y transportent le culte de cette Athéna.

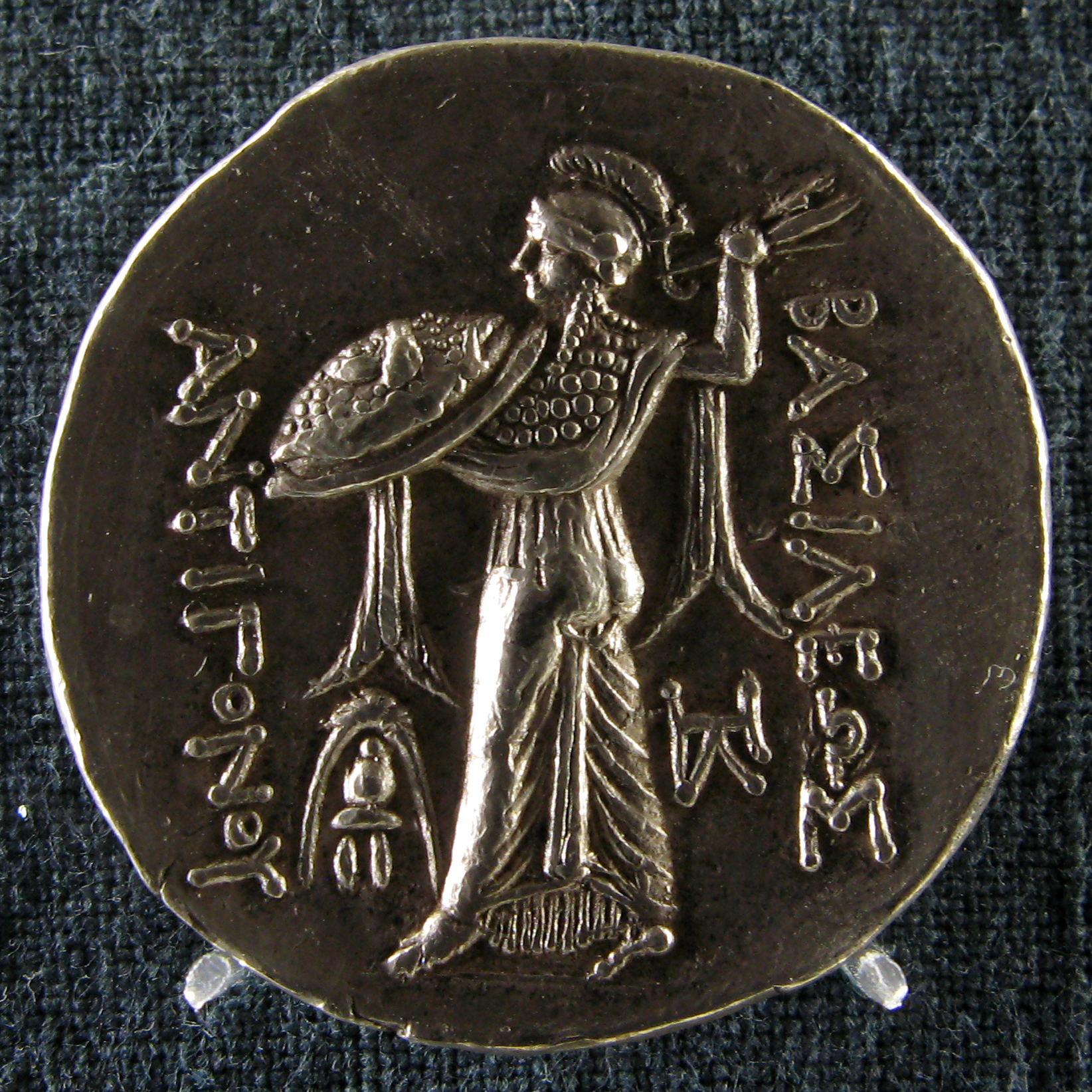
Tétradrachme du roi Antigone Gonatas de Macédoine (277-239 av. J.-C.), revers à l'effigie d'Athéna. Musée numismatique d'Athènes.

## Postérité et réceptions

### Occident latin
Comme évoqué plus haut, dans le monde romain latin Athéna est rapprochée de la déesse Minerve, qui reprend une grande partie de ses caractéristiques, ses légendes et son iconographie, tout en préservant des aspects propres dans le culte. Des travaux tels que la traduction de l’Odyssée en latin par Livius Andronicus à la fin du IIIe siècle av. J.-C. ou l'adaptation latine des Euménides d'Eschyle par Ennius au siècle suivant contribuent à diffuser l'image littéraire d'Athéna dans le monde romain. Plusieurs auteurs latins se questionnent sur l'origine de la déesse et la manière dont elle est introduite chez les Romains. Cicéron s'intéresse à la figure de Minerve dans sa présentation de la théologie stoïcienne, distinguant cinq Minerves différentes (De natura deorum, III, 59 sq.). Virgile (Géorgiques, Énéide) et Ovide (Métamorphoses) évoquent à plusieurs reprises la déesse, qu'ils appellent aussi bien Minerve qu'Athéna ou Pallas,. La déesse devient une figure protectrice pour l'Empire, notamment sous Domitien (81-96 ap. J.-C.). L'iconographie de Minerve reprend celle d'Athéna, que ce soit son Palladion qui devient un symbole protecteur de Rome, ou son aspect artisanal. De nombreuses représentations de la déesse présentes dans la partie latine de l'Empire romain sont des copies de statues grecques, voire des originaux pris dans les cités grecques,.

### Antiquité tardive et christianisation
Le christianisme devient la religion dominante dans l'Orient romain autour des IVe – Ve siècle de notre ère, après avoir gagné les empereurs romains et l'élite impériale. Il faut sans doute plus de temps pour que le reste de la population soit converti, et encore, cela se fait après de nombreux aménagements intégrant des éléments païens. Comme les autres divinités grecques, Athéna est considérée par les auteurs chrétiens comme une idole à combattre durant l'époque de rivalité avec le paganisme. Clément d'Alexandrie (fin IIe siècle) décompose sa figure en cinq « Athéna » différentes (idée déjà présente chez Cicéron) — qui ne présentent pas toutes des similitudes avec l'Athéna de la religion polythéiste — pour en faire un symbole d'immoralité et de dépravation. La cinquième, fille de Pallas, aurait sacrifié son père avant de l'écorcher pour revêtir sa peau (ce qui dérive d'une des légendes concernant son égide). Julius Firmicus Maternus (milieu IVe siècle) reprend cette idée de cinq « Athéna » immodestes et à la cruauté sans pareille. Parmi les derniers auteurs païens à s'intéresser à la déesse se trouvent Claudien (seconde moitié du IVe siècle) et surtout Proclus (Ve siècle), témoin direct de la défaite du paganisme, qui lui dédie un hymne la louant comme la mère des écrits, de la sagesse.
Alors que le christianisme s'impose, Athéna perd son rôle de repoussoir pour servir de symbole et de modèle. Lorsqu'il fonde Constantinople, Constantin y transporte des statues d'Athéna, dont la Promachos et la Parthénos de Phidias, pour renforcer le prestige de la ville nouvelle, bien qu'elles n'y soient pas des objets de culte. La Vierge Marie reprend des aspects d'Athéna, en tant que protectrice des cités et notamment, de Constantinople. Les récits relatifs à son intervention pour protéger la cité lors du siège des Avars de 626 s'inspirent de ceux relatant la manière dont Athéna protégeait Athènes et d'autres cités. Certaines représentations de la Vierge datées du IVe siècle lui font porter l'égide. Pour pousser plus loin l'assimilation, des lieux de culte d'Athéna sont convertis en églises consacrées à la Vierge, en premier lieu le Parthénon,.
Dans le milieu lettré, Athéna devient une allégorie de la sagesse et de la raison, ce qui est une manière de la rendre inoffensive pour la théologie chrétienne en la dépouillant de son statut divin, tout en préservant des traditions antiques conservées pour leur pouvoir évocateur. Sa victoire contre Poséidon/Neptune pour le patronage d'Athènes est interprétée comme le triomphe de la raison sur la passion, dans le jugement de Pâris elle est interprétée (en particulier par Fulgence) comme l'incarnation de la vie contemplative, supérieure à vie active que représente Héra/Junon et la vie de volupté d'Aphrodite/Vénus. L'opposition symbolique entre Athéna/Minerve et Aphrodite/Vénus en particulier est vouée à une grande postérité.

### Empire byzantin
La civilisation byzantine qui succède à celle de la Grèce antique intègre des éléments du paganisme antique dans sa culture, quoi que ceux qui les étudient puisse être suspectés d'être de mauvais Chrétiens. Les récits mythologiques relatifs à Athéna sont donc étudiés par les lettrés byzantins dans le cadre de leur curriculum et préservés grâce à ces copies. Jean Tzétzès (XIIe siècle) en reproduit des morceaux dans ses Histoires. Les statues de bronze d'Athéna Promachos reste exposée à Constantinople jusqu'à sa destruction par la foule lors du siège de la cité par les Latins en 1204. Athéna est représentée dans certaines œuvres byzantines, dans des représentations du jugement de Pâris et des manuscrits la figurant comme une impératrice byzantine. Gémiste Pléthon (v. 1355/1360-1452), très marqué par la culture antique, lui dédie un hymne dans une veine platonicienne. Les apologètes chrétiens ont une image moins favorable de la déesse. Ils discutent en particulier le passage de l’Iliade (V, 837-839) où le poids de la déesse armée fait craquer le char qu'elle monte, ce qui ne devrait pas arriver si c'était une déesse éthérée. Au contraire lorsqu'elle monte sur son char la Vierge Marie ne le fait pas ployer.

### Europe Occidentale

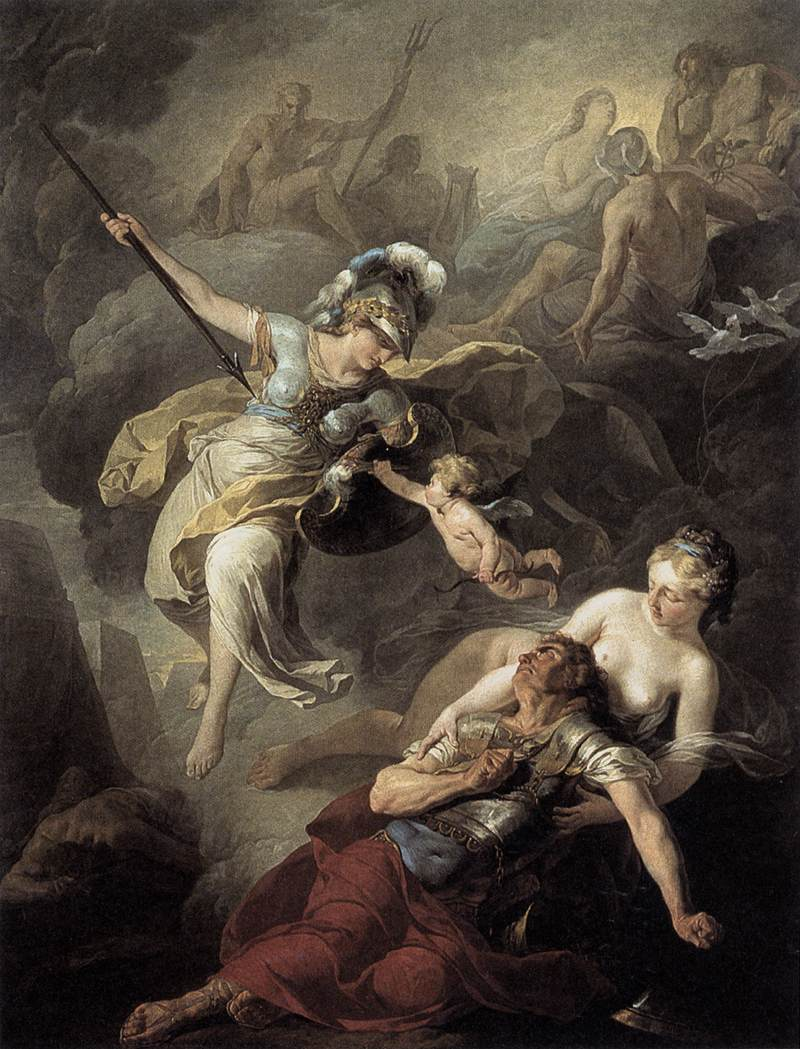
Combat de Minerve contre Mars par Joseph-Benoît Suvée (Palais des beaux-arts de Lille). Le tableau représente un épisode de lIlliade impliquant Athéna et Arès, nommés ici sous leur forme latine,.

C'est essentiellement par le biais de la culture latine que les pays d'Europe occidentale du Moyen Âge approchent la culture grecque antique, avant que les études des textes grecs antiques ne connaissent un essor durant la Renaissance. Dans ces régions, Athéna est donc avant tout connue sous le nom de Minerve et par le biais de ce qu'en disent les auteurs de langue latine tels qu'Ovide. Elle devient au Moyen-Âge une figure allégorique moralisante représentant la sagesse et la raison, l'apprivoisement des passions, tandis qu'à la Renaissance et à l'époque moderne on met plus en avant dans les milieux cultivés son rôle de patronne des savoirs, combattant l'ignorance. Cette période coïncide aussi avec un essor des thèmes repris des mythes antiques dans l'art, Athéna devenant un motif iconographique très répandu.

#### Peinture
Au Moyen Âge, l'image d'Athéna/Minerve présente encore des points de rencontre avec celle de la Vierge Marie. Certaines maisons nobles utilisent l'image de la déesse pour décorer leurs emblèmes familiaux. Le rameau d'olivier, lié à Athéna/Minerve sous son aspect pacificateur, est repris comme symbole de paix dans l'imagerie occidentale.
La mythologie grecque devient un sujet de prédilection pour les peintres pendant la Renaissance, une période marquée par la redécouverte de la littérature, de la philosophie et des sciences de l'Antiquité. Dès lors Athéna/Minerve redevient un sujet de prédilection des artistes et des programmes décoratifs des monuments, avec une emphase sur ses rôles dans la culture, les arts et les sciences.
En 1502, l'Italien Andrea Mantegna peint Minerve chassant les Vices du jardin de la Vertu. Comme pour marquer la fin du Moyen Âge, la déesse y est peinte en train de chasser les vices du médiévalisme qui ont envahi le jardin de la Vertu et de la connaissance,.
Personnification de l'apprentissage gréco-romain, Athéna est également utilisée par les peintres de l'époque pour marquer la victoire de la chrétienté sur l'islam. Peu après la bataille de Lépante en 1571, le peintre vénitien Titien réalise L'Espagne accourant au secours de la Religion. Dans ce tableau, le peintre représente l'Espagne sous la forme d'une jeune femme possédant certains attributs de la déesse Athéna. Elle tient dans sa main gauche une lance, et dans sa main droite un bouclier, à l'image de celui de la statue d'Athéna Parthénos de Phidias. Le tableau fait écho à une autre composition de Titien, restée inachevée, qui représentait un homme s'inclinant devant Athéna mais qui est désormais perdue.
Peu à peu, les dieux grecs deviennent les sujets principaux des œuvres des artistes. Allégorie de la vertu, Athéna incarne le triomphe de la raison et de la sagesse dans l'esprit des peintres de la Renaissance. Dans son tableau, Pallas et le Centaure, le peintre italien Sandro Botticelli présente ainsi la déesse, vêtue d'une robe fleurie et armée d'une hallebarde, en train de dompter un centaure, un animal censé représenter la barbarie et les bas instincts. Dans la même lignée, Bartholomeus Spranger lui dédie également un tableau intitulé Le triomphe de la sagesse ou Minerve victorieuse de l'ignorance.

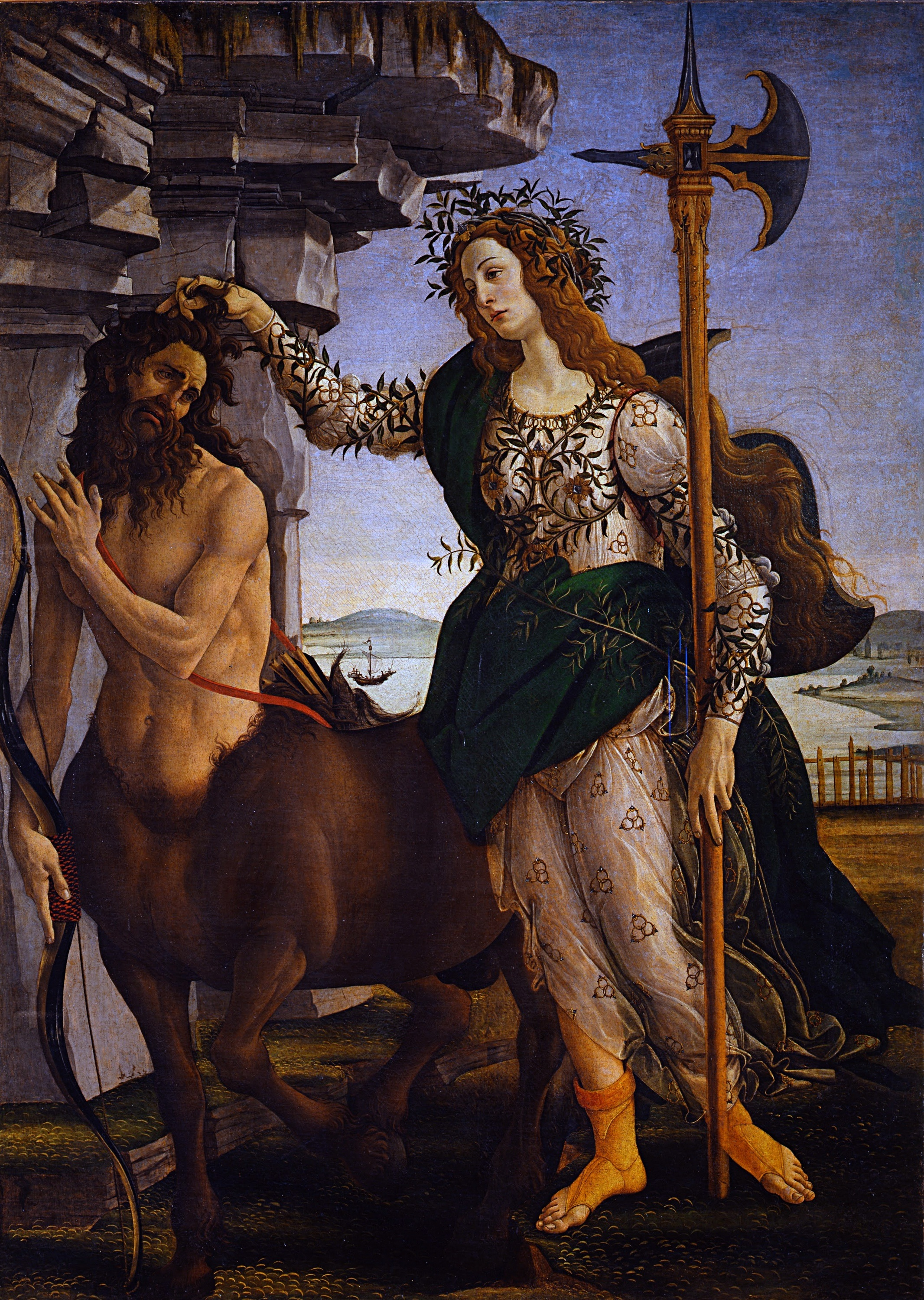
Pallas et le Centaure par Botticelli (1482).
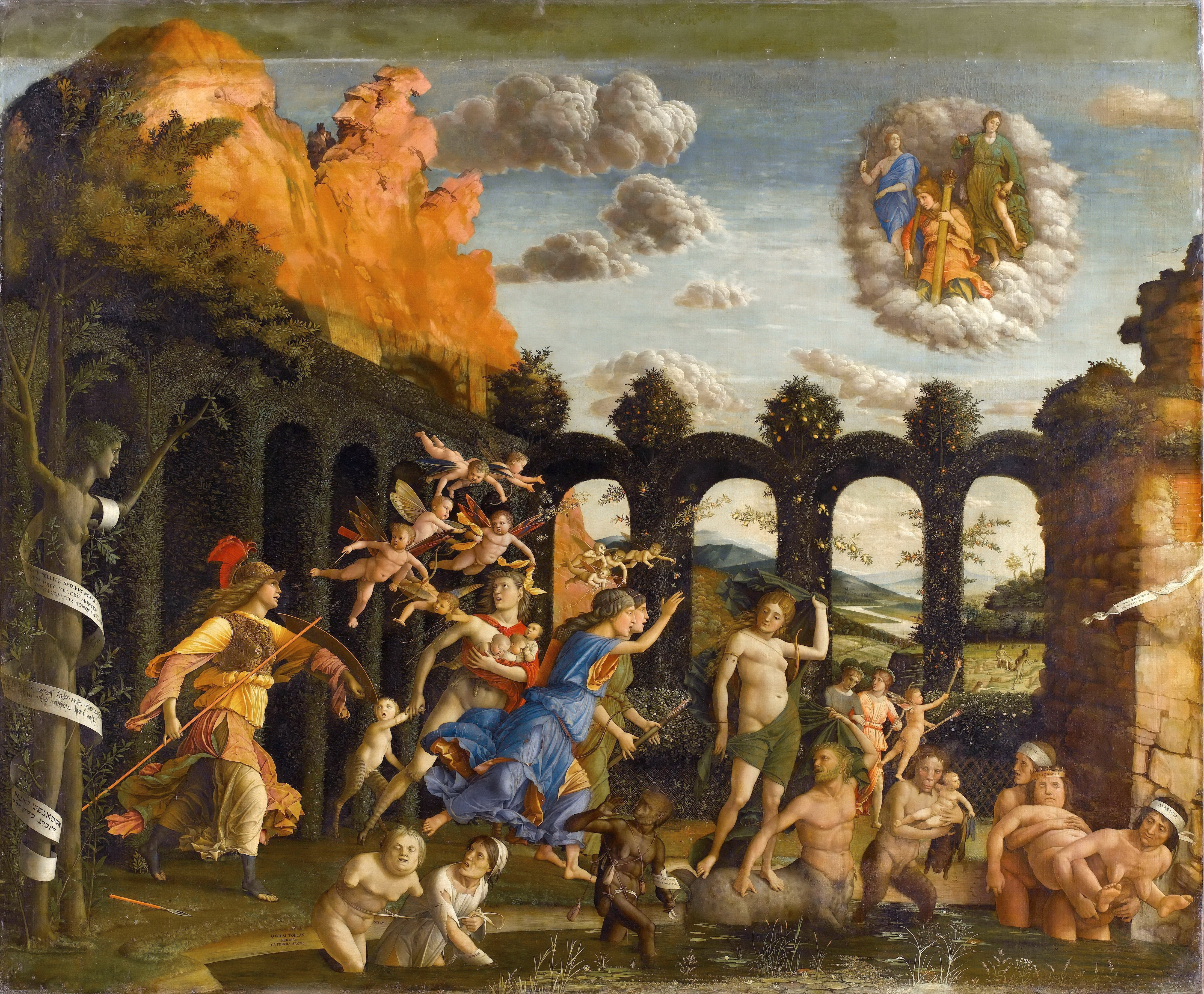
Minerve chassant les Vices du jardin de la Vertu par Andrea Mantegna (entre 1499 et 1502).
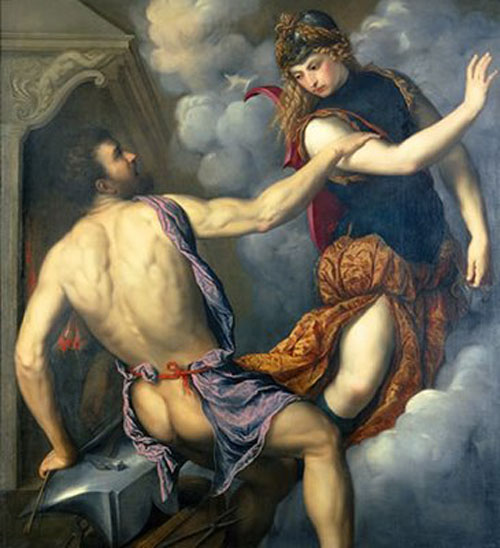
Athéna repoussant les avances d'Héphaïstos, par Paris Bordone (vers 1555-1560).
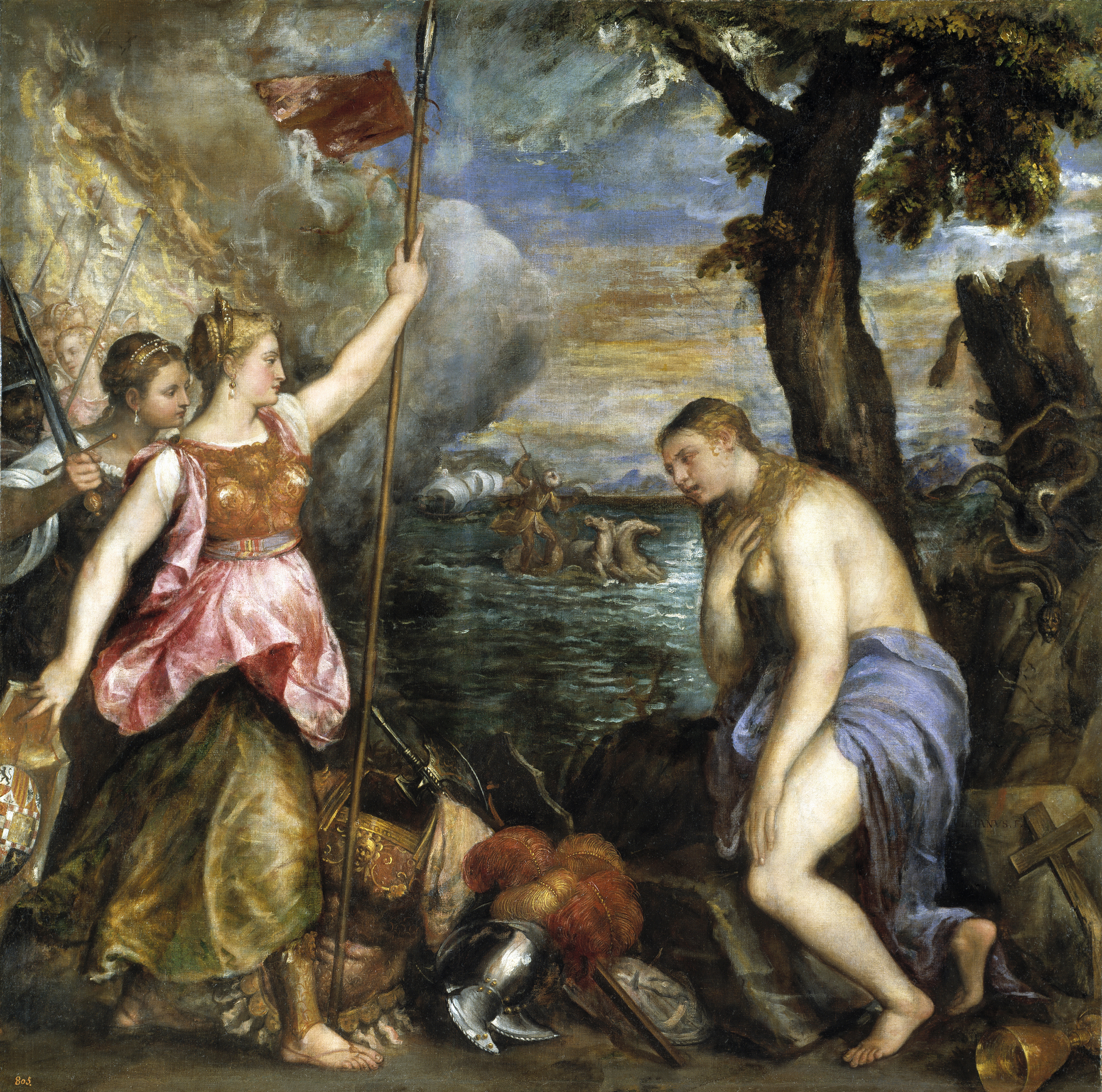
L'Espagne accourant au secours de la Religion par Titien (vers 1572-1575).
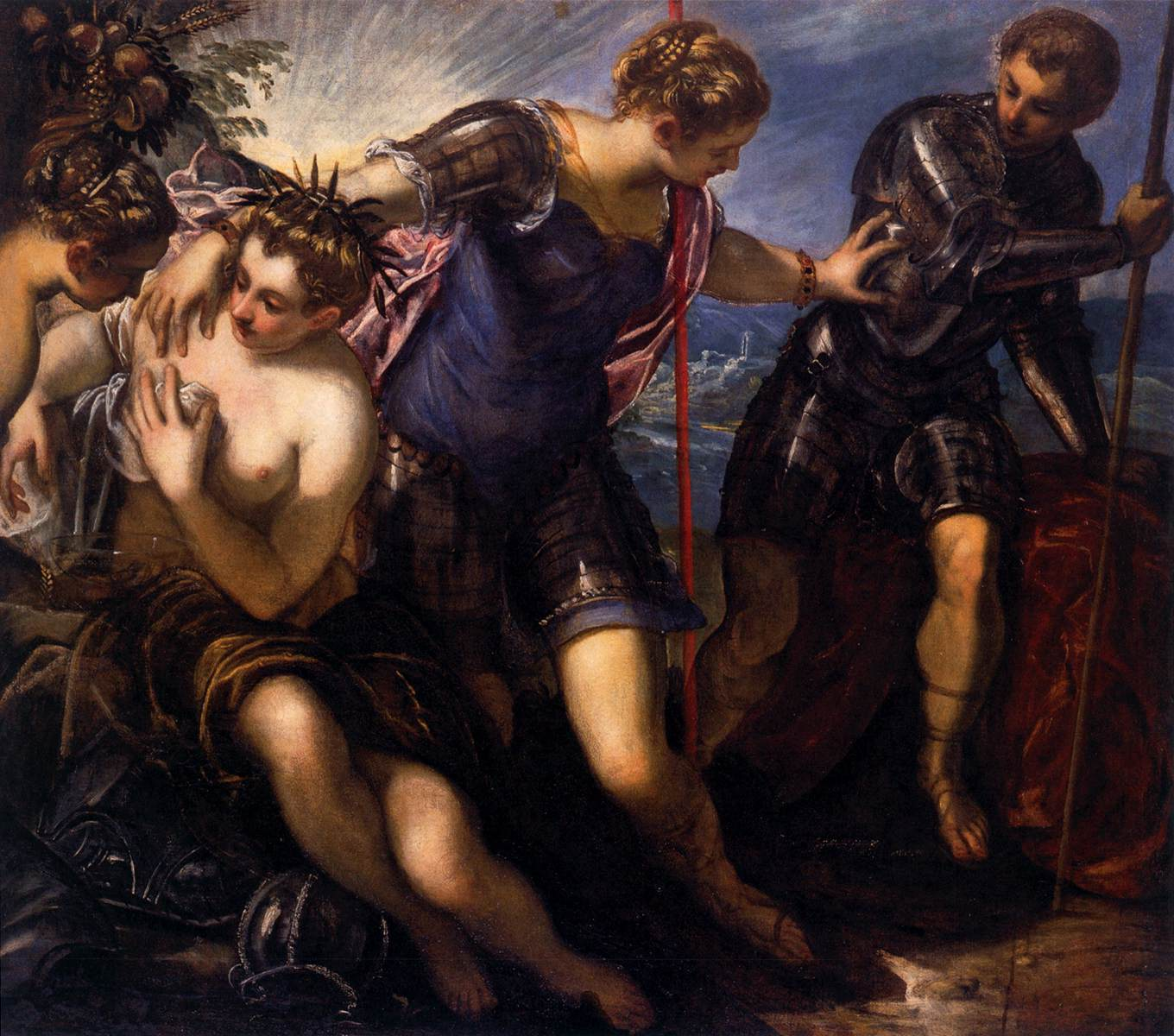
Minerve repousse Mars loin de la Paix et de la Prospérité, par Le Tintoret (entre 1576 et 1577).
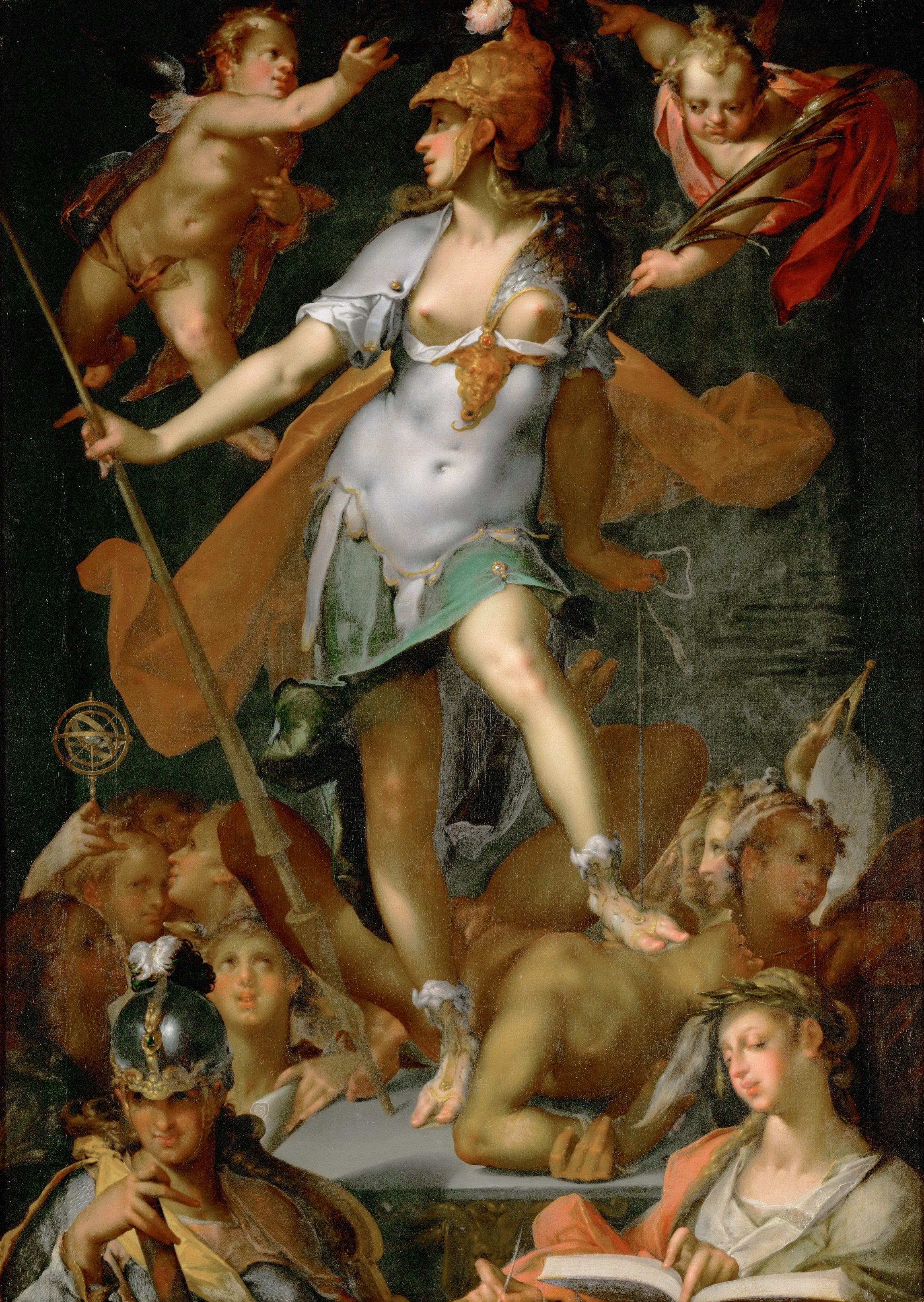
Le triomphe de la sagesse ou Minerve victorieuse de l'ignorance par Bartholomeus Spranger (vers 1591).

Au XVIIe siècle, le peintre flamand Pierre Rubens s'empare du personnage d'Athéna dans une série de peintures consacrée à Marie de Médicis. Dans celle-ci, Rubens présente Athéna comme le mécène et mentor de la reine de France. La peinture finale de la série va même encore plus loin en faisant de Marie de Médicis l'incarnation mortelle de la déesse elle-même.
Le peintre flamand est également l'auteur de plusieurs tableaux représentant Le Jugement de Paris. Cette scène représente le moment où le prince troyen Paris offre la pomme d'or à Aphrodite, au détriment d'Athéna et d'Héra. Rubens est l'auteur d'au moins six versions de ce même tableau. Dans sa dernière version, datée de 1639, le peintre représente les trois déesses, toutes dénudées. Athéna se trouve à gauche, identifiée par ses armes qu'elle a déposées à terre. Elle semble réaliser une sorte de révérence accompagné d'un pas de danse afin de convaincre Paris de la choisir, mais sans succès. Le peintre a choisi, ici, de représenter la déesse sous les traits de sa propre femme, Hélène Fourment.
En 1630, le traité de paix mettant fin à la guerre anglo-espagnole est l'occasion pour Rubens d'utiliser Athéna comme symbole de son attachement à la paix. Dans l'Allégorie de la Paix et de la Guerre, la déesse est présente en arrière-plan. Elle repousse les assauts du dieu de la guerre, Mars, et protège la paix représentée sous les traits d'une jeune femme en train de presser son sein pour nourrir un enfant. Quelques années auparavant, le peintre vénitien Jacopo Tintoret avait, lui aussi, réalisé une allégorie similaire dans son tableau Minerve repousse Mars loin de la Paix et de la Prospérité.
Au cours du XVIIIe siècle, les mythes de l'Illiade et de l'Odyssée font l'objet de plusieurs tableaux, dont certains mettent en avant le rôle joué par Athéna. C'est le cas notamment du tableau La dispute d'Achille et d'Agamemnon de Johann Heinrich Tischbein. Dans celui-ci, le peintre représente le moment où Achille s'apprête à dégainer son épée pour tuer le roi. Descendant de l'Olympe, Athéna murmure à l'oreille du héros des mots apaisants qui range alors son arme.
En 1771, le peintre français Jacques-Louis David réalise le Combat de Mars contre Minerve, une toile elle aussi inspirée de l'Illiade et qui obtient le second prix lors du concours du Prix de Rome lors de la même année.
Personnage central de l'Odyssée durant laquelle elle assiste le héros Ulysse, la déesse fait également l'objet de deux tableaux du peintre italien Giuseppe Bottani qui illustrent son soutien au héros dans l'œuvre d'Homère : Athéna révélant Ithaque à Ulysse et Athéna transforme Ulysse en vieillard lors de son retour à Ithaque.
Dans la lignée des artistes de la Renaissance, certains peintres perpétuent par ailleurs l'image d'Athéna comme l'allégorie de la Vertu, par opposition à la déesse Aphrodite, symbole de la tentation. Ce constat est particulièrement frappant dans le tableau Hercule à la croisée des chemins entre le Vice et la Vertu de l'italien Pompeo Batoni. Dans celui-ci, le héros Hercule est assis entre les deux déesses. Assise à côté de lui, Aphrodite lui propose un chemin à priori facile mais parsemé de pièges. De l'autre se trouve Athéna, debout et reconnaissable à son casque d'or. Elle lui montre un chemin plus difficile mais qui le mènera jusqu'à l'Acropole.

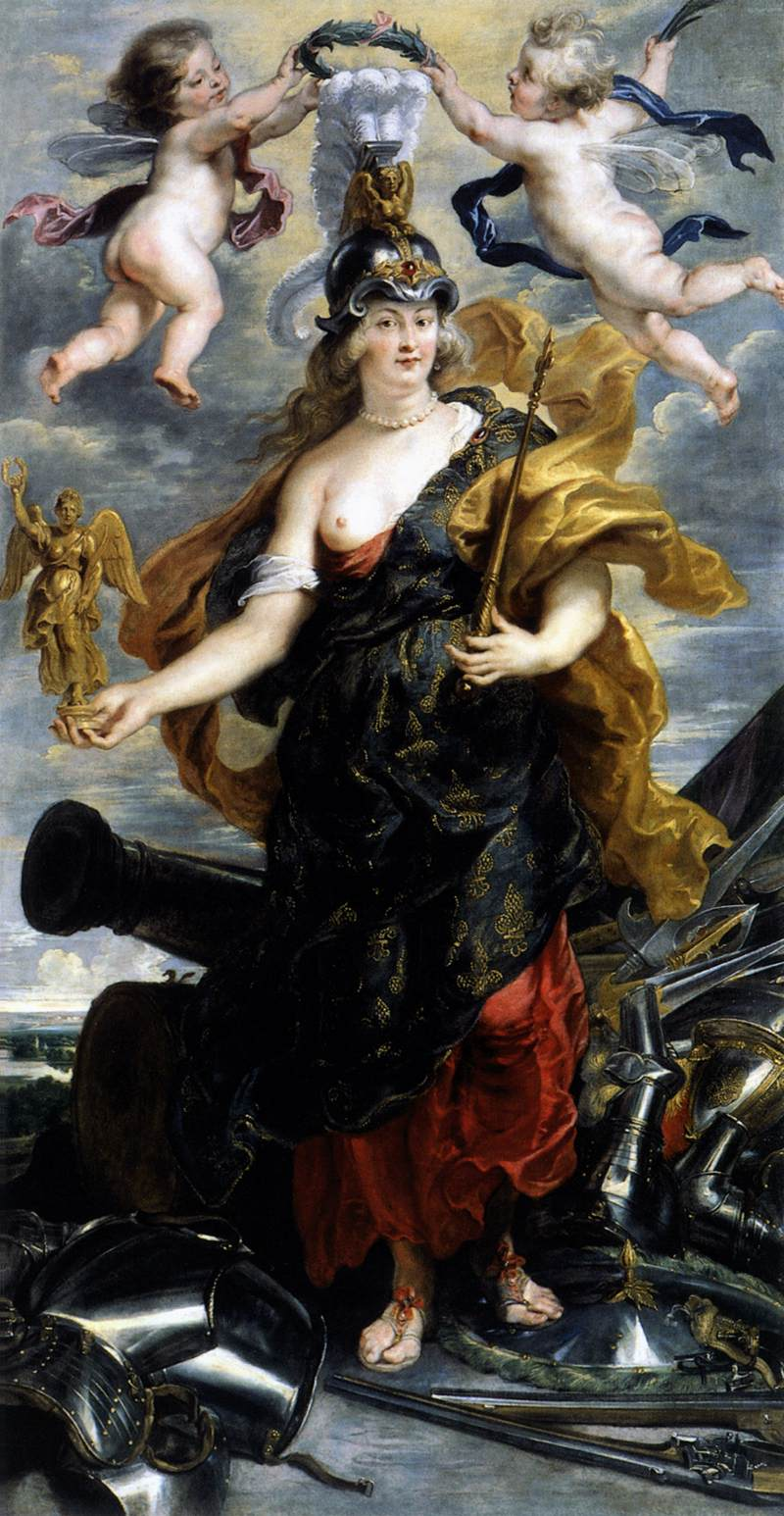
Marie de Médicis représentée en Athéna, Rubens[268] (1622).
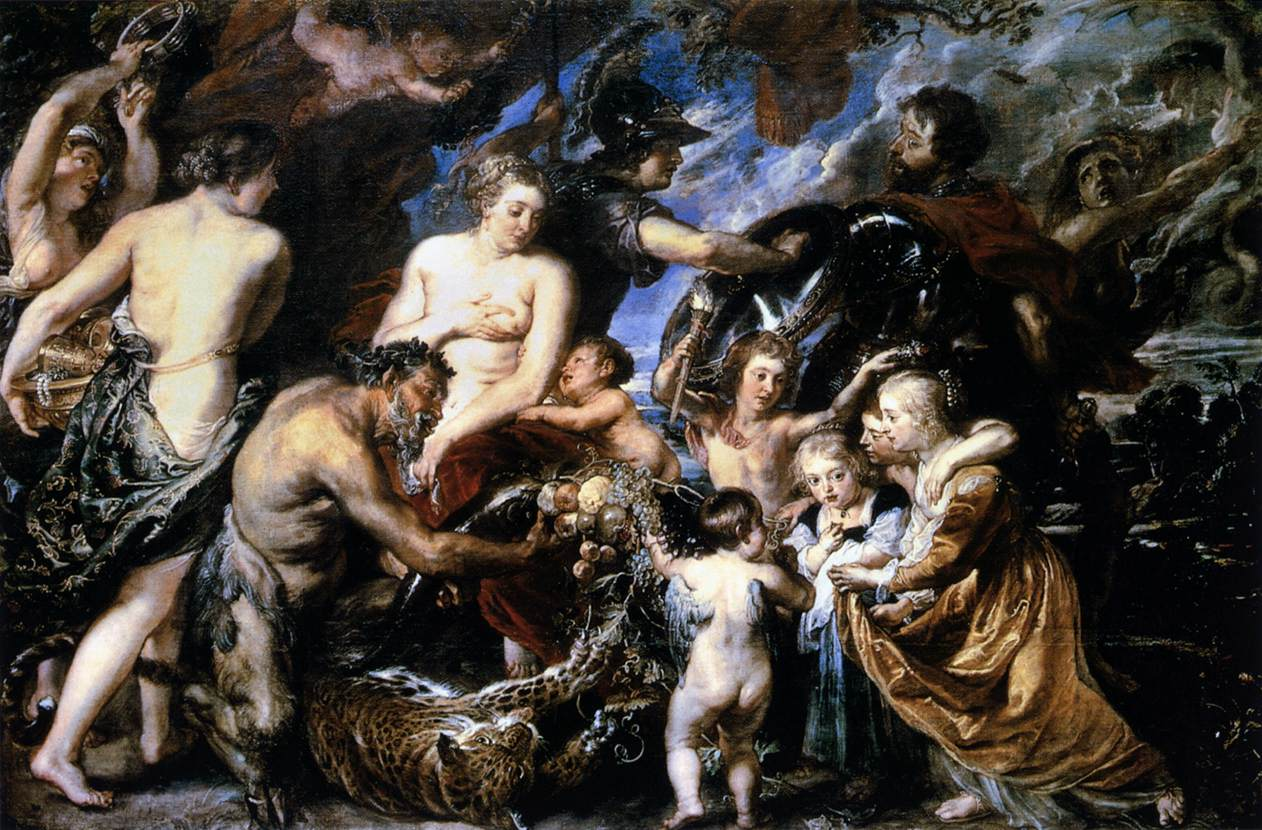
L'Allégorie de la Paix et de la Guerre (Minerve protégeant la Paix et éloignant la Guerre), Rubens (1629).
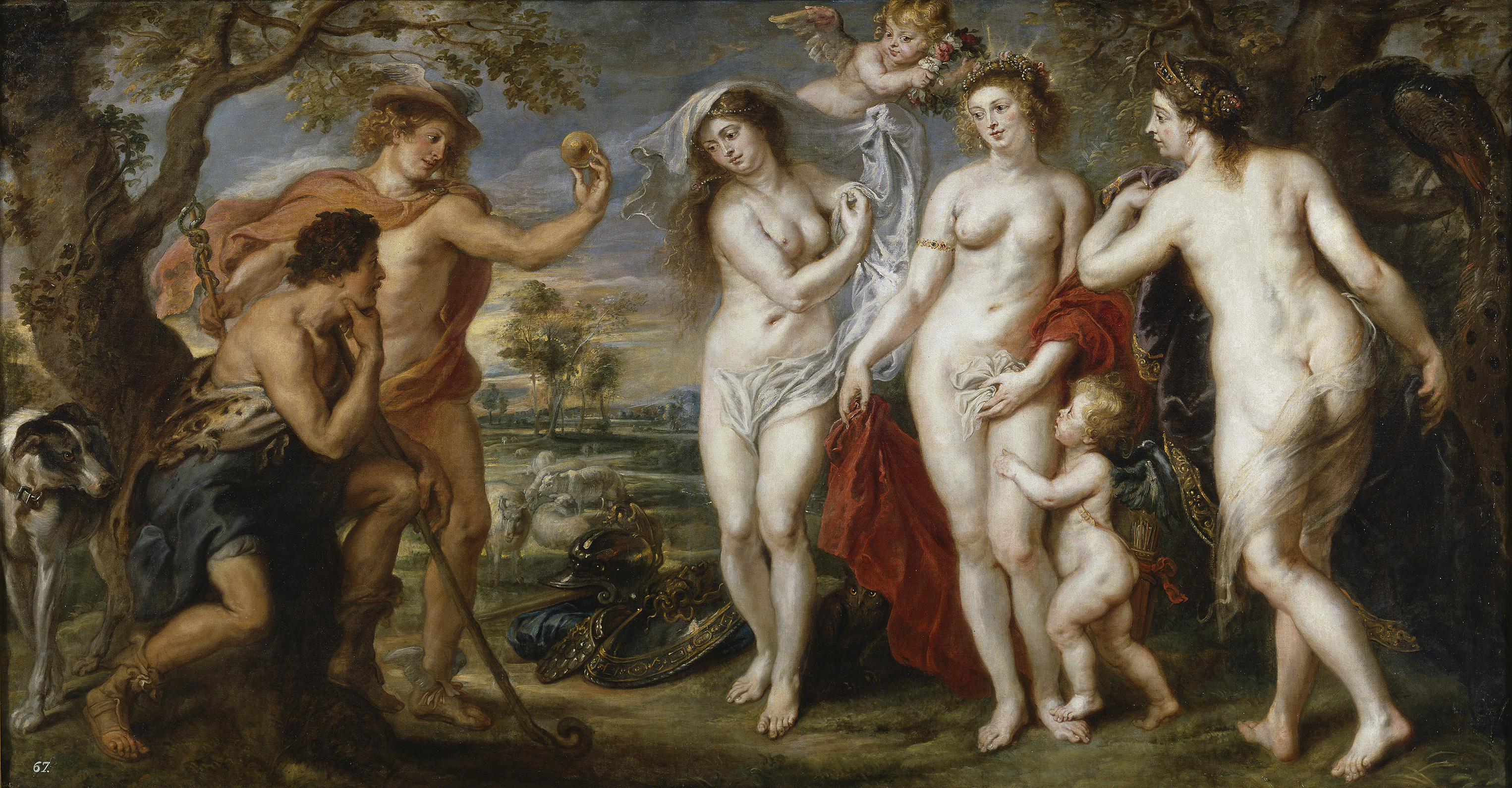
Le Jugement de Pâris, Rubens (vers 1639).
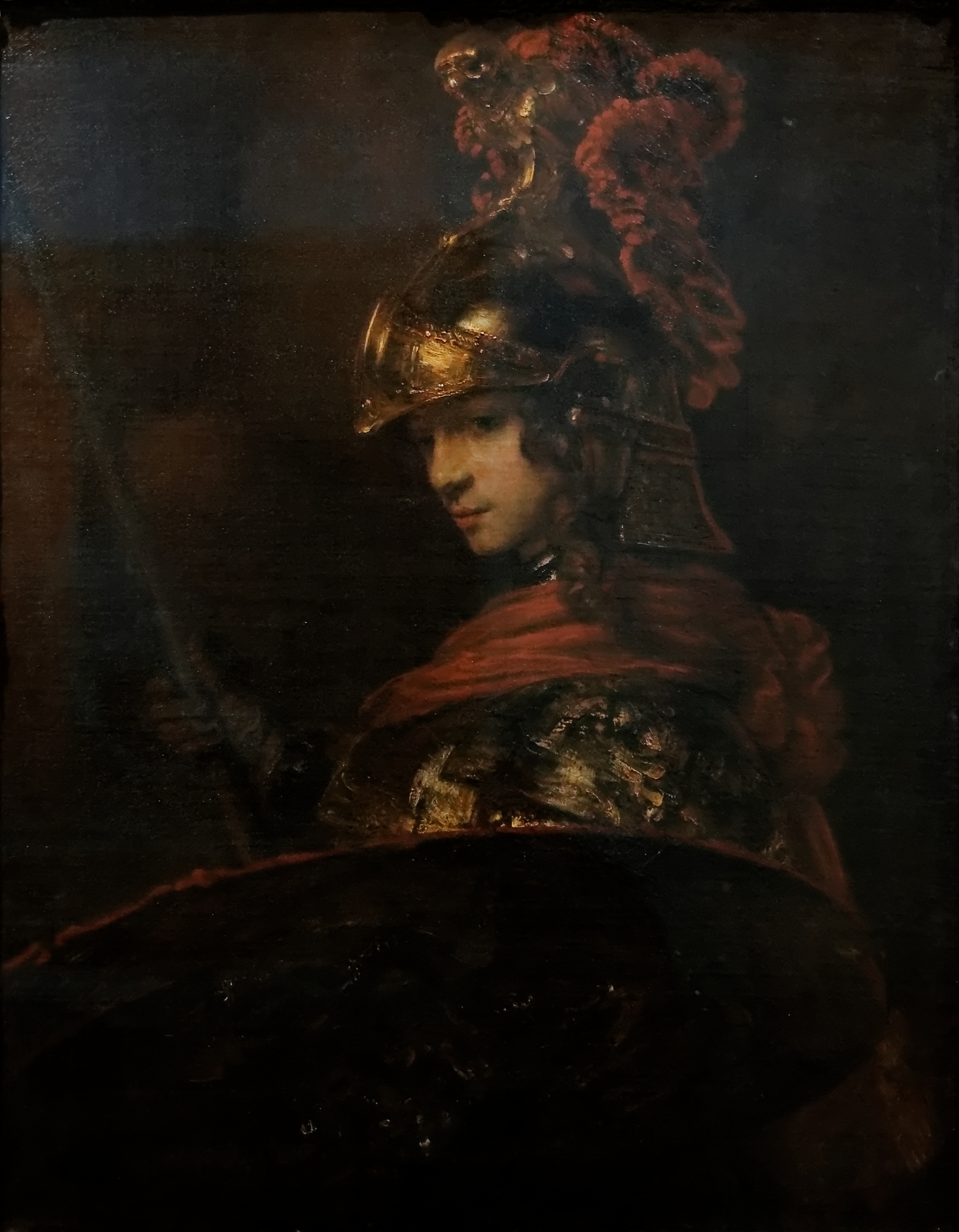
Pallas Athéna, Rembrandt (vers 1655-1659).

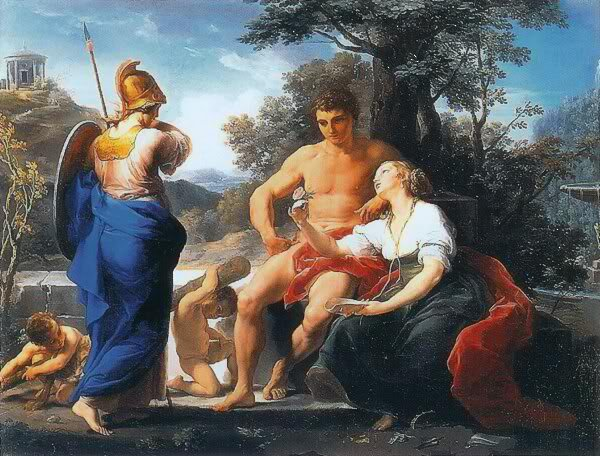
Hercule à la croisée des chemins entre le Vice et la Vertu, Pompeo Batoni (1750-1753).
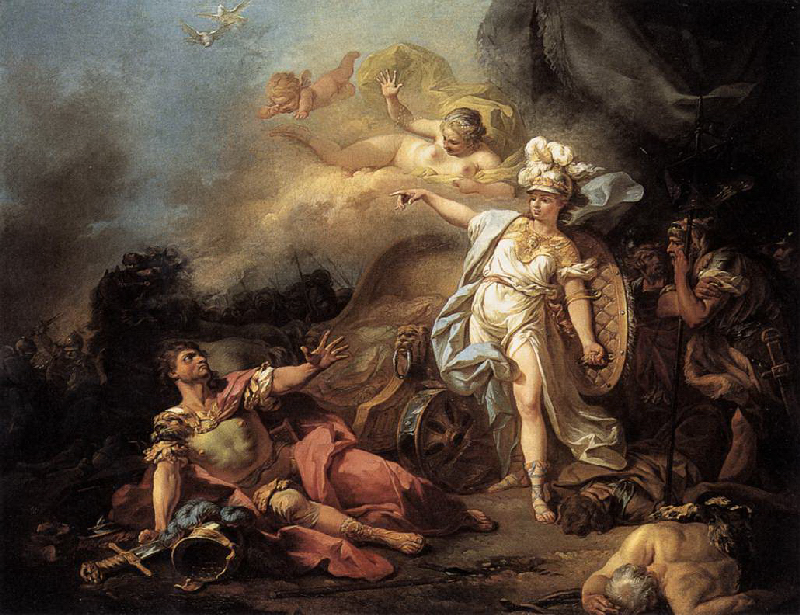
Combat de Mars contre Minerve, Jacques-Louis David (1771).
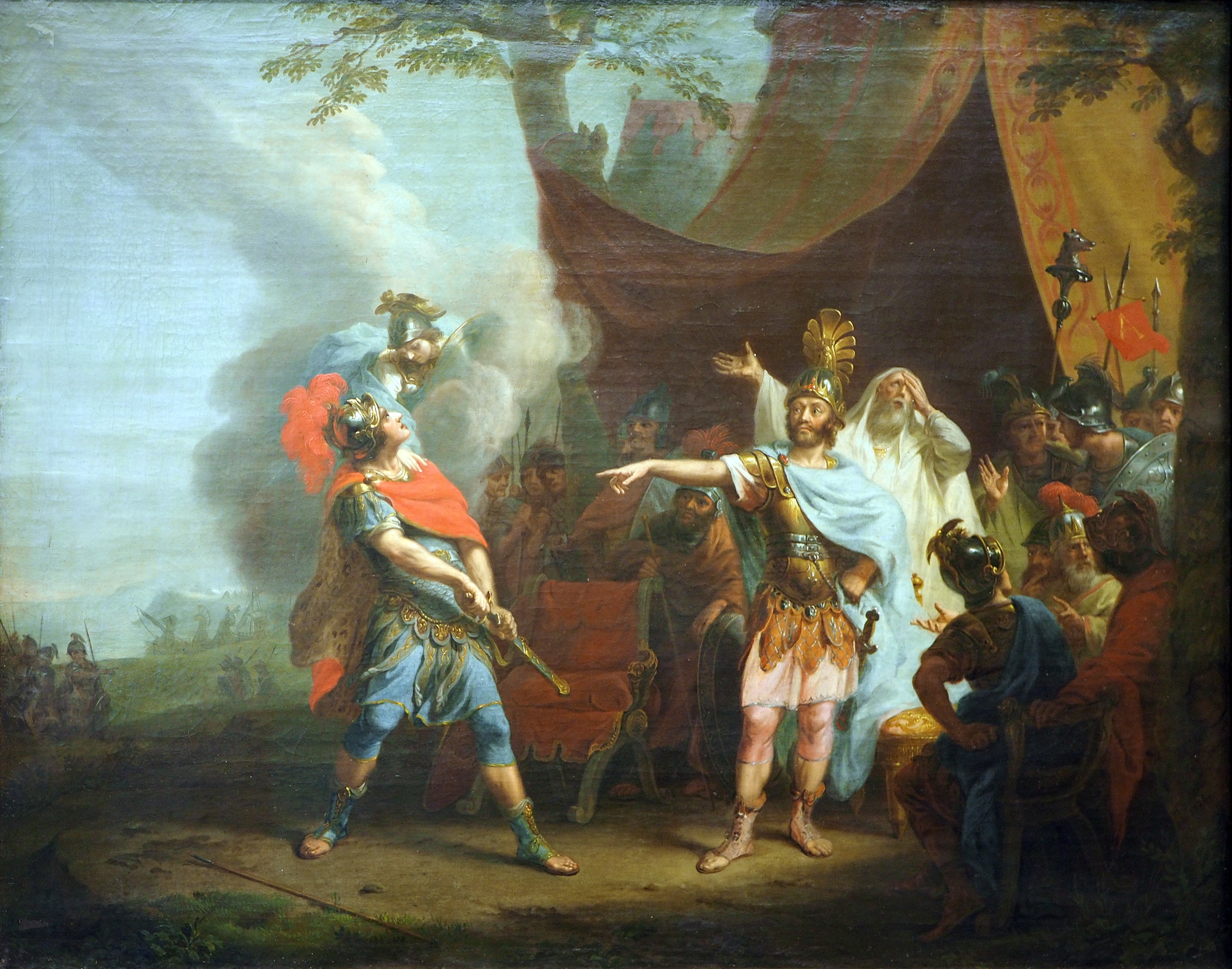
La dispute d'Achille et d'Agamemnon, Johann Heinrich Tischbein (1776).
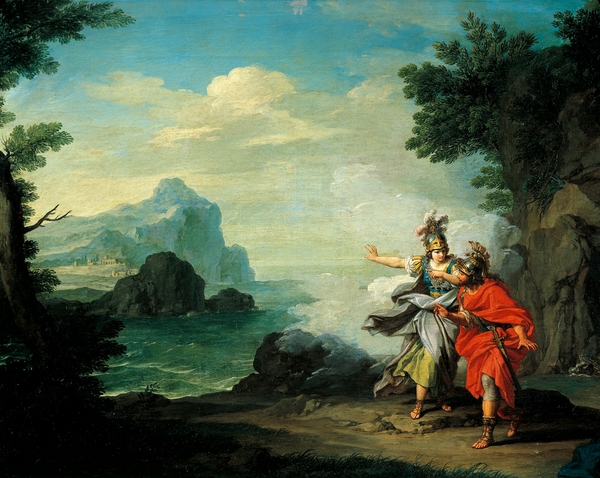
Athéna révélant Ithaque à Ulysse, Giuseppe Bottani (XVIIIe siècle).
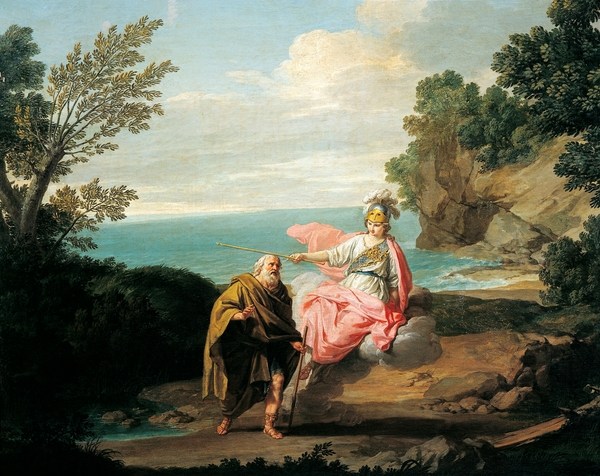
Athéna transforme Ulysse en vieillard, lors de son retour à Ithaque, Giuseppe Bottani (1775)[269].

À la fin du XIXe siècle, Athéna devient alors un des sujets privilégiés par les artistes de la Sécession viennoise. En 1898, Gustav Klimt lui dédie ainsi un tableau intitulé Pallas Athéna. La déesse y est dessinée en gros plan et occupe l'ensemble de l'espace de la toile. La même année, Franz von Stuck brosse également le portrait d'Athéna dans un tableau du même nom. Dans ce dernier, le peintre demande à son épouse de lui servir de modèle afin de dessiner les traits physiques de la déesse.

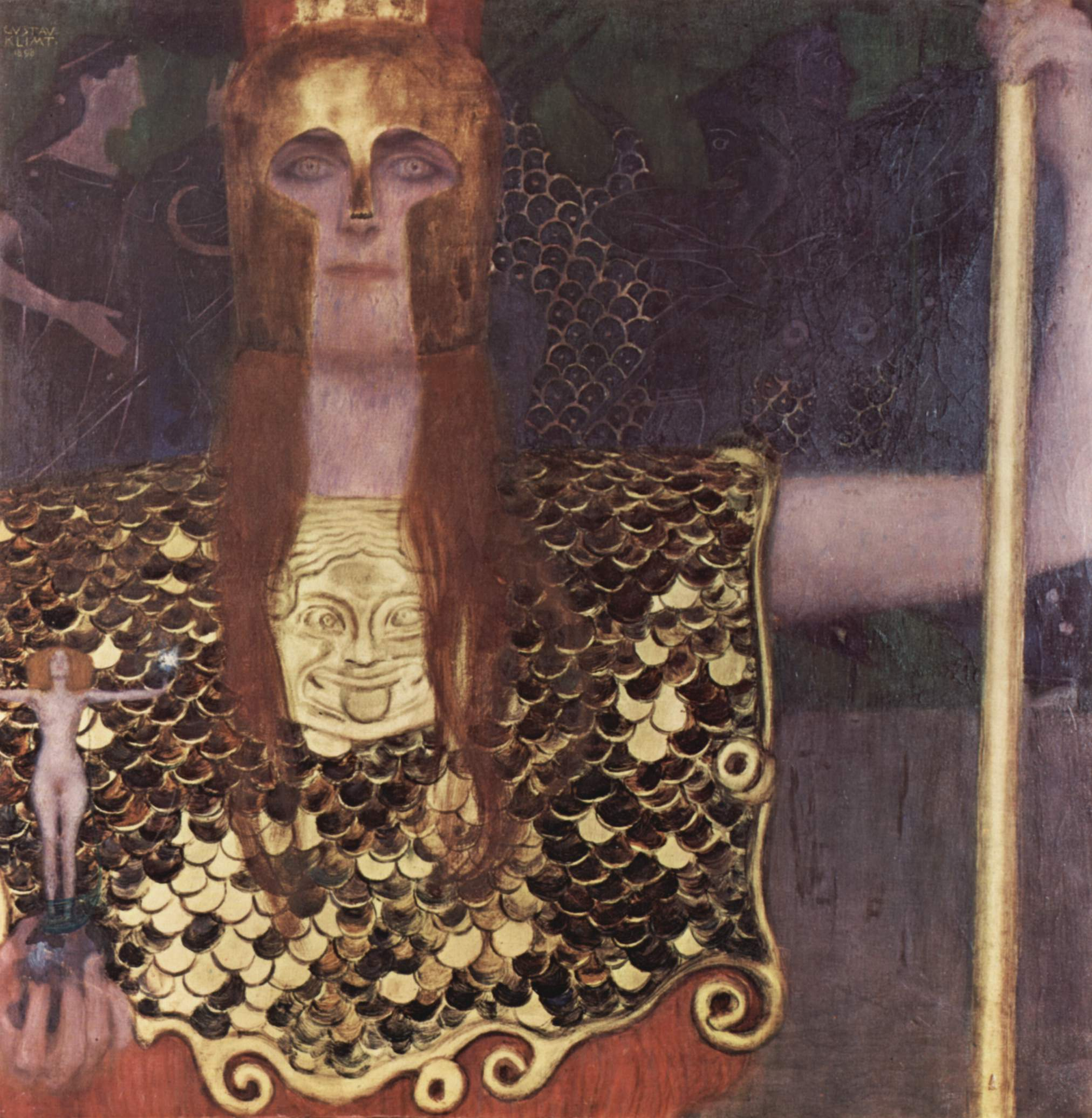
Pallas Athéna, Gustav Klimt (1898).
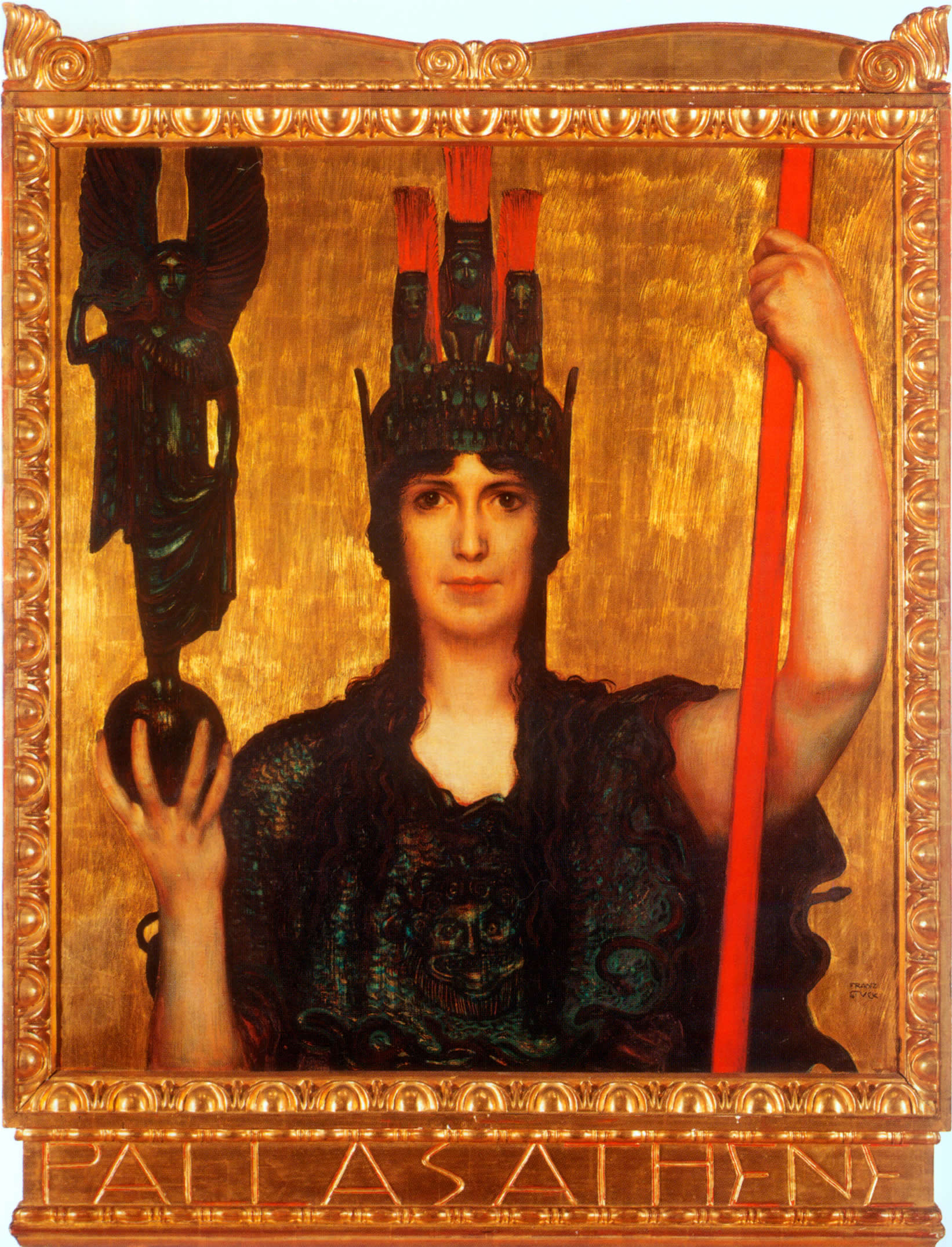
Pallas Athena, Franz von Stuck (1898).

#### Sculpture
La redécouverte d'antiques statues d'Athéna en Italie puis en Grèce à partir de l'époque moderne joue un rôle dans l'essor du classicisme en sculpture. En particulier les statues dites Giustiniani et Velletri ont une importance significative.
En 1774, le sculpteur allemand Jean-Pierre-Antoine Tassaert réalise un buste de l'impératrice russe Catherine II, intitulé Catherine la Grande en Minerve. Ce dernier est une allusion au surnom de l'impératrice, également appelée « la Minerve des arts », en référence à son image de souveraine éclairée.
Pendant la Révolution française, les statues de dieux païens sont démolies dans toute la France, à l'exception de celles d'Athéna. Une statue de la déesse se tenait d'ailleurs au centre de la place de la Révolution à Paris, symbolisant la Liberté.

#### Littérature
La littérature du Moyen-Âge fait peu de place à Athéna/Minerve, en dehors de son rôle dans le cycle troyen, notamment le Jugement de Pâris, et chez Ovide qui a une place importante dans la tradition latine. La déesse est notamment vue comme une personnification des Arts libéraux. Christine de Pizan distingue entre Minerve, liée à la chevalerie, et Pallas, liée à la sagesse. De fait il est souvent difficile de concilier les aspects martiaux et pacifiques de la déesse en une seule figure. Boccace s'inspire de Cicéron et présente l'idée de quatre Minerve, dont une Bellone guerrière qu'il présente comme la sœur d'Arès.
La Renaissance, qui voit la redécouverte de la littérature grecque antique en Occident, est un moment important pour la mise en avant de la figure d'Athéna/Minerve, notamment chez Marcile Ficin. Progressivement la déesse se détache de la figure moralisatrice médiévale et aussi de ses aspects guerriers, pour devenir de plus en plus un symbole du savoir. Cesare Ripa explique Minerva Pacifica avec le rameau d'olivier comme symbole de Sapientia, qui apporte à la fois paix intérieure et extérieure. S'ensuit une diffusion considérable de l'image et des noms de Minerve/Athéna/Pallas dans les milieux savants de l'époque moderne, notamment les titres de revues savantes.
Au cours des XVIe et XVIIe siècles, la déesse est couramment utilisée comme symbole pour désigner certaines femmes dirigeantes,. Dans son livre A Revelation of the True Minerva, publié en 1582, Thomas Blennerhassett décrit la reine d'Angleterre Élisabeth Ire comme la « nouvelle Minerve » et « la plus grande déesse du monde sur terre ».
À la même époque, Athéna apparaît dans Les Aventures de Télémaque, un roman publié en 1699 et rédigé par l'abbé Fénelon. Athéna étant un symbole de l'opposition à la tyrannie, Fénelon voit en celle-ci la figure parfaite pour critiquer la politique de Louis XIV. Dans le roman, la déesse met ainsi en garde Télémaque contre ce qui est néfaste pour le gouvernement des peuples : « la première est une autorité injuste et trop violente dans les rois ; la seconde est le luxe qui corrompt les mœurs ». Athéna devient ainsi la porte-parole des idées humanistes qui se développeront plus tard durant le siècle des Lumières.
Dans la littérature et la pensée allemandes, Minerve/Athéna suscite les réflexions de Johann Gottfried von Herder et Karl Philipp Moritz, tandis que Georg Wilhelm Friedrich Hegel utilise l'envol de la chouette de Minerve comme métaphore sur la place du savant.
Au XIXe siècle la déesse continue d'inspirer les penseurs occidentaux, et le développement des études sur la mythologie donne lieu à de nouvelles analyses sur son symbolisme originel, aussi la comparaison avec d'autres mythologies, puisqu'elle est parfois rapprochée des Valkyries nordiques.

#### Musique
Camille Saint-Saëns : Pallas Athéné, cantate pour soprano et orchestre, op. 98

### Réceptions contemporaines

#### Usages allégoriques

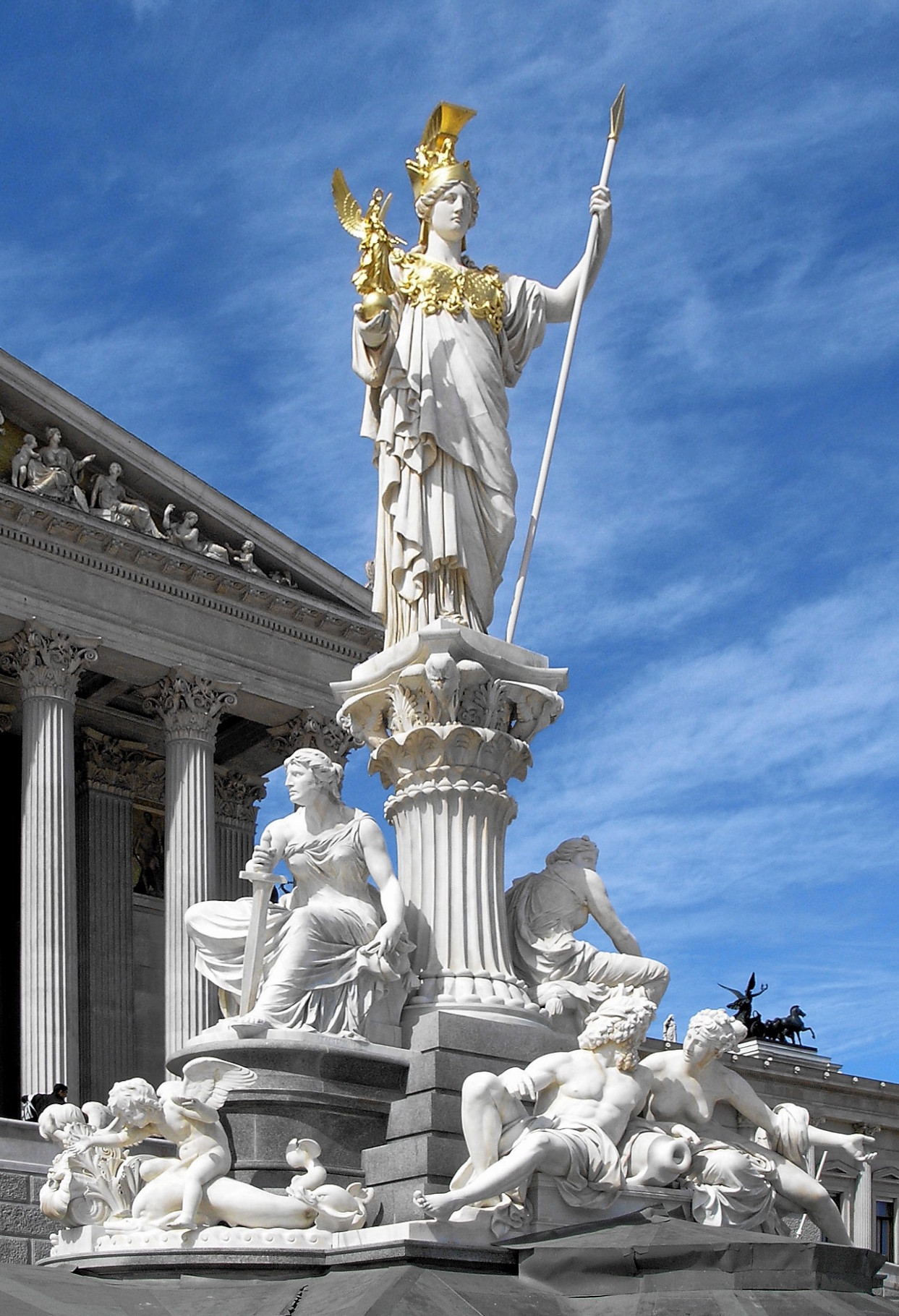
Statue de Pallas Athéna devant le bâtiment du Parlement autrichien. Tout au long de l'histoire occidentale, Athéna fut utilisée comme un symbole de liberté et de démocratie..

Allégorie des savoirs, Athéna est choisie en 1797 comme symbole de la Classe des Sciences morales et politiques, de nos jours son image est reprise dans les emblèmes d'institutions universitaires et scientifiques, comme l'Institut Max Planck.
Depuis la Révolution française, Athéna est un symbole politique en France, incarnant la Liberté. Le Palais Bourbon où se trouve l'Assemblée nationale française comprend plusieurs statues de la déesse, copies de modèles antiques. Elle est plus largement une allégorie de la sagesse, des sciences, aussi de la guerre, plus en lien avec ses fonctions antiques, voire de la France. Une statue d'Athéna se dresse aussi devant le bâtiment du Parlement autrichien à Vienne. Aux États-Unis également Athéna trouve une place dans l'iconographie politique en tant que symbole de liberté, avec des accents guerriers.
Ces exemples montrent que l'image d'Athéna a traversé les époques pour continuer à symboliser des valeurs dont une partie dérivent de ses rôles antiques de protectrice des communautés. Ses images sont exposées dans des espaces publics de plusieurs pays et ses représentations ont influencé celles d'autres symboles de la liberté en Occident, comme la statue de la Liberté et celles de Britannia.

#### Perceptions de la féminité d'Athéna
Parce qu'elle entremêle des attributs perçus comme à la fois masculins et féminins, Athéna a suscité diverses interprétations dans les questionnements sur la féminité et le genre. Sigmund Freud interprète ainsi le Gorgonéion figurant sur l'égide d'Athéna, comme un symbole reflétant l'anxiété masculine, d'une déesse vierge qui repousse le désir masculin. Johann Jakob Bachofen avait développé au XIXe siècle av. J.-C. une hypothèse voisine en s'appuyant sur l’Orestie d'Eschyle, dans laquelle Athéna se met du côté d'Oreste coupable de matricide et de son protecteur Apollon, donc du patriarcat. De là dérive une image d'Athéna en tant qu'instrument de la domination masculine et traitresse à son sexe. On lui a opposé une autre approche, qui voit en Athéna un symbole d'une féminité forte et intelligente dans un monde dominé par les hommes. Par suite, son nom est repris par des projets qui souhaitent promouvoir la place des femmes dans des domaines généralement masculins, notamment en sciences et techniques.

#### Littérature
Athéna est apparue fréquemment dans les romans de fantasy inspirés de la mythologie grecque. Dans les années 2000, la déesse a notamment été mise en lumière dans la suite romanesque Percy Jackson de Rick Riordan, qui imagine les aventures d'adolescents confrontés à une guerre entre les dieux grecs et les Titans dans les États-Unis contemporains.

#### Bande dessinée
Dans la série Saint Seiya de Masami Kurumada, publiée en français sous le titre Les Chevaliers du Zodiaque en 1986, Athéna apparaît sous les traits d'une jeune femme nommée Saori Kido. Celle-ci occupe un rôle très important parmi les principaux personnages de l'intrigue. En effet, les chevaliers liés aux différentes constellations ont été créés dans l'Antiquité pour la servir et la protéger, et c'est elle qui les dirige.
La déesse fait également partie des nombreux dieux cités dans la série de bande dessinée Astérix, en particulier dans le numéro Astérix aux Jeux Olympiques. Dans celui-ci, Astérix et Obélix se rendent en Grèce afin de participer aux célèbres Jeux olympiques. Après avoir pris leurs quartiers à Athènes, les gaulois visitent le temple d'Athéna Nikè. La célèbre statue en or d'Athéna suscite l'admiration d'Astérix.
Athéna apparaît dans la série La Sagesse des Mythes scénarisée par Clotilde Bruneau et publié depuis 2016, qui consiste en adaptations de mythes grecs en bandes dessinées,.

#### Cinéma

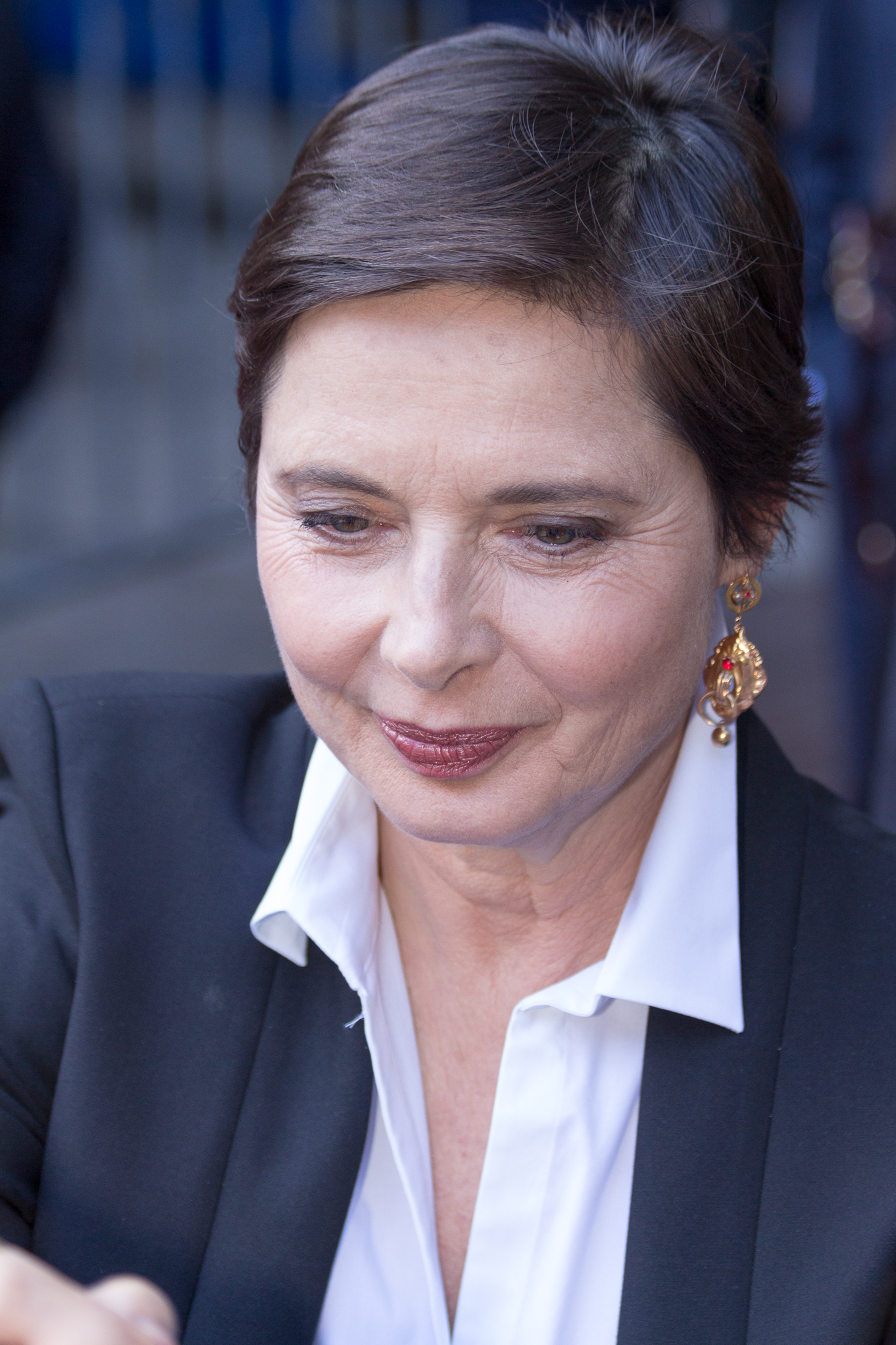
Isabella Rossellini incarne la déesse Athéna dans la mini-série L'Odyssée en 1997.

Dans les années 1950-1960, la mythologie grecque suscite l'intérêt des cinéastes qui y consacrent plusieurs films. Néanmoins, le personnage d'Athéna n'y apparaît pas encore. Son rôle est remplacé par celui d'autres dieux.
En 1963, le péplum américain Jason et les Argonautes de Don Chaffey adapte ainsi librement le mythe des Argonautes. Alors que dans l'œuvre d'Apollonios de Rhodes, Jason et ses compagnons peuvent prévoir l'avenir grâce à une poutre construite par Athéna, dans le film ceux-ci sont guidés par une figure de proue animée par laquelle leur parle la déesse Héra.
Il faut attendre 1981 et la sortie du film Le Choc des Titans de Desmond Davis pour voir Athéna occuper un rôle notable. Dans celui-ci, Zeus ordonne à sa fille de donner sa chouette préférée au héros Persée afin de l'assister dans sa quête pour sauver la belle Andromède. La déesse, interprétée par l'actrice écossaise Susan Fleetwood, refuse. Souhaitant cependant aider Persée, elle demande à Héphaïstos de construire une chouette mécanique, nommée Bubo, qu'elle confie au héros et qui l'aidera dans les moments difficiles.
En 1997, le réalisateur Andreï Konchalovsky accorde une place centrale à la déesse dans la mini-série L'Odyssée, inspirée de l'œuvre écrite par Homère. L'actrice italienne Isabella Rossellini y incarne une déesse bienveillante. Dotée de pouvoirs surnaturels, elle protège Ulysse durant ses aventures et inspire courage à ses proches.
En 2010, Izabella Miko joue la déesse dans le remake du Choc des Titans réalisé par Louis Leterrier ; Athéna n'y tient qu'un rôle de figurante. La même année, la déesse apparait dans Percy Jackson : Le Voleur de foudre, adaptation du premier volet de la série Percy Jackson écrite par Rick Riordan. Le rôle est alors confié à l'actrice Melina Kanakaredes.
En 2011, le péplum Les Immortels de Tarsem Singh, qui s'inspire des mythes de la Titanomachie et de Thésée, donne un rôle secondaire notable à Athéna aux côtés du héros. La déesse y est incarnée par l'actrice Isabel Lucas.
La déesse apparaît enfin dans le film d'animation japonais Les Chevaliers du Zodiaque : La Légende du Sanctuaire sorti en 2014. Transportée dans l'époque moderne, la déesse s'est réincarnée sous les traits d'une jeune japonaise nommée Saori Kido qui a le pouvoir de guérir ceux qu'elle touche.

#### Jeux vidéos
Des héroïnes de jeux vidéos souvent bien plus sexualisées que la déesse antique portent son nom, quand il ne s'agit pas d'une représentation moderne de la déesse : la princesse Athena, héroïne du jeu de plate-forme Athena paru en 1986 et apparue dans d'autres jeux vidéos depuis ; Athena Asamiya dans Psycho Soldier (1987) puis la série de jeux de combat The King of Fighters (depuis 1994) ; dans le jeu de combat érotique Bikini Karate Babes (2002) se trouvent plusieurs déesses antiques dont Athéna.

#### Éponymie
- En astronomie, Athéna est l'éponyme des astéroïdes (2) Pallas et (881) Athéné.
- Plusieurs salles de spectacle portent le nom de Palladium, forme latine du grec Palladion désignant à l'origine la statuette protectrice représentant la déesse[292].

#### Autres évocations
- Dans les jeux de cartes, Athéna représente très probablement la dame de pique sous le nom de Pallas[réf. nécessaire].
- Depuis la fin du XIXe siècle, une réplique à grande échelle du Parthénon existe à Nashville dans le Tennessee. En 1990, les conservateurs ajoutent une réplique dorée de 12,5 m de haut de la statue d'Athéna Parthénos de Phidias, construite en béton et en fibre de verre[293].